# Limoges Cercle Saint-Pierre
Pour les articles homonymes, voir CSP.
Maillots
Actualités
Le Limoges Cercle Saint-Pierre, encore appelé Limoges CSP ou CSP, est un club de basket-ball français, créé en 1929 et basé à Limoges.
Après une cinquantaine d'années passée dans les championnats locaux, régionaux, et les divisions nationales inférieures, le CSP accède à la première division du championnat de France, en 1978. Il remporte sa première coupe de France en 1982, ainsi que, la même année, son premier titre européen, la coupe Korać. Il devient champion de France, pour la première fois de son histoire l'année suivante, en 1983, tout en faisant le doublé en coupe Korać.
En 1988, il remporte le championnat de Pro A, organisé pour la première fois par la ligue nationale de basket. La même année, il renforce son palmarès européen en gagnant la coupe des Coupes. Le 15 avril 1993, il devient le premier club français de sport collectif à remporter une coupe d'Europe des clubs champions, toutes disciplines confondues, avant d'être rejoint, au mois de mai de la même année, par l'équipe de football de l'Olympique de Marseille.
En 2000, le club réussit un extraordinaire triplé championnat, coupe de France et coupe Korać, mais à l'issue de deux décennies de rivalité sportive avec l'Élan béarnais, le club plonge dans une crise d'abord financière, puis sportive, qui l’amène jusqu'en troisième division. Le club retrouve la Pro A en 2010. Trop faible sportivement et financièrement, il retourne une saison en Pro B, puis accède de nouveau à la Pro A en 2012. Ce coup-ci, le retour en Pro A est réussi puisque le club redevient champion de France en 2014 puis en 2015.
À son palmarès, le Limoges CSP compte onze titres de champion de France, et six coupes de France. Il est, avec le FA Mulhouse et l'ASVEL Lyon-Villeurbanne, l'une des trois équipes sacrées championnes de France trois années consécutives, et la seule (avec l’ASVEL de 1955 à 1957 puis de 2019 à 2022, le titre de 2020 n’étant pas attribué) à l'avoir été deux fois, de 1983 à 1985, puis de 1988 à 1990.
Par ailleurs, ayant remporté la coupe d'Europe des vainqueurs de coupe (coupes Saporta puis Eurocoupe), ayant gagné trois coupes Korać, et ayant gagné la prestigieuse coupe d'Europe des clubs champions (Euroleague) le Cercle Saint-Pierre fait partie des très rares équipes européennes, toutes disciplines confondues, à être sacrées dans l'ensemble des épreuves européennes de leur sport.
Le CSP évolue depuis 1981 au palais des sports de Beaublanc, au plafond duquel est accroché, le maillot numéro 7, celui de Richard Dacoury, retiré depuis 2010 ainsi que le maillot numéro 8 d'Ed Murphy, retiré depuis 2016. Le club est présidé par l'un de ses anciens joueurs, Frédéric Forte, de 2004 à son décès en 2017.
Alors que l'ambiance de la salle de Beaublanc, et l'importance de ses clubs de supporters sont souvent mentionnés comme participant à son succès, le Limoges CSP est, à l'instar de la porcelaine, l'un des symboles de la capitale limousine.
| \| Limoges \| Le club est basé à Limoges. |
| Limoges                                   |

## Historique

### Du patronage au club professionnel (1929-1981)
Issu d'un patronage du centre-ville de Limoges, le Cercle Saint-Pierre connait sa première compétition officielle en 1939. Dans les années 1940, il devient champion de Haute-Vienne junior, et vice-champion du Limousin, avant de voir ses effectifs rejoindre la Résistance. Doté dans les années 1960 d'un lieu d'entrainement dans le quartier ouvrier des Coutures par Roger Constant et l'abbé Lesport, le club doit à deux hommes, Xavier Popelier et Jean-Claude Biojoux, avec l'aide d'Albert Chaminade, sa marche en avant vers l'élite sportive du basket français.

#### Un patronage du centre-ville
Si l'arrivée du basket à Limoges reste difficile à dater, son développement, dû aux patronages catholiques de la ville, est mieux connu. Ces patronages sont, depuis le milieu du XIXe siècle, des lieux de formation morale et sociale. Au début du XXe siècle, en concurrence avec les Unions laïques dans les activités d'encadrement et d'éducation de la jeunesse, les "patro", jusqu'alors bien souvent cantonnés à la musique, à la gymnastique et au théâtre, s'orientent vers les sports collectifs, au premier rang desquels le football et le basket. Ainsi, des années 1920 aux années 1940, les patronages limougeauds, dans leur grande majorité, ouvrent une section basket. Certains d'entre eux vont acquérir, localement, une grande réputation. C'est le cas de l'Alouette Sainte-Valérie, qui après avoir fusionné avec une Union laïque verra, bien plus tard, sa section basket se fondre dans le Limoges ABC. C'est aussi le cas des Cadets de Saint-Michel, de la Saint-Louis de Gonzague, et surtout de la Martiale, le « Patro » de la paroisse du Sacré-Cœur.

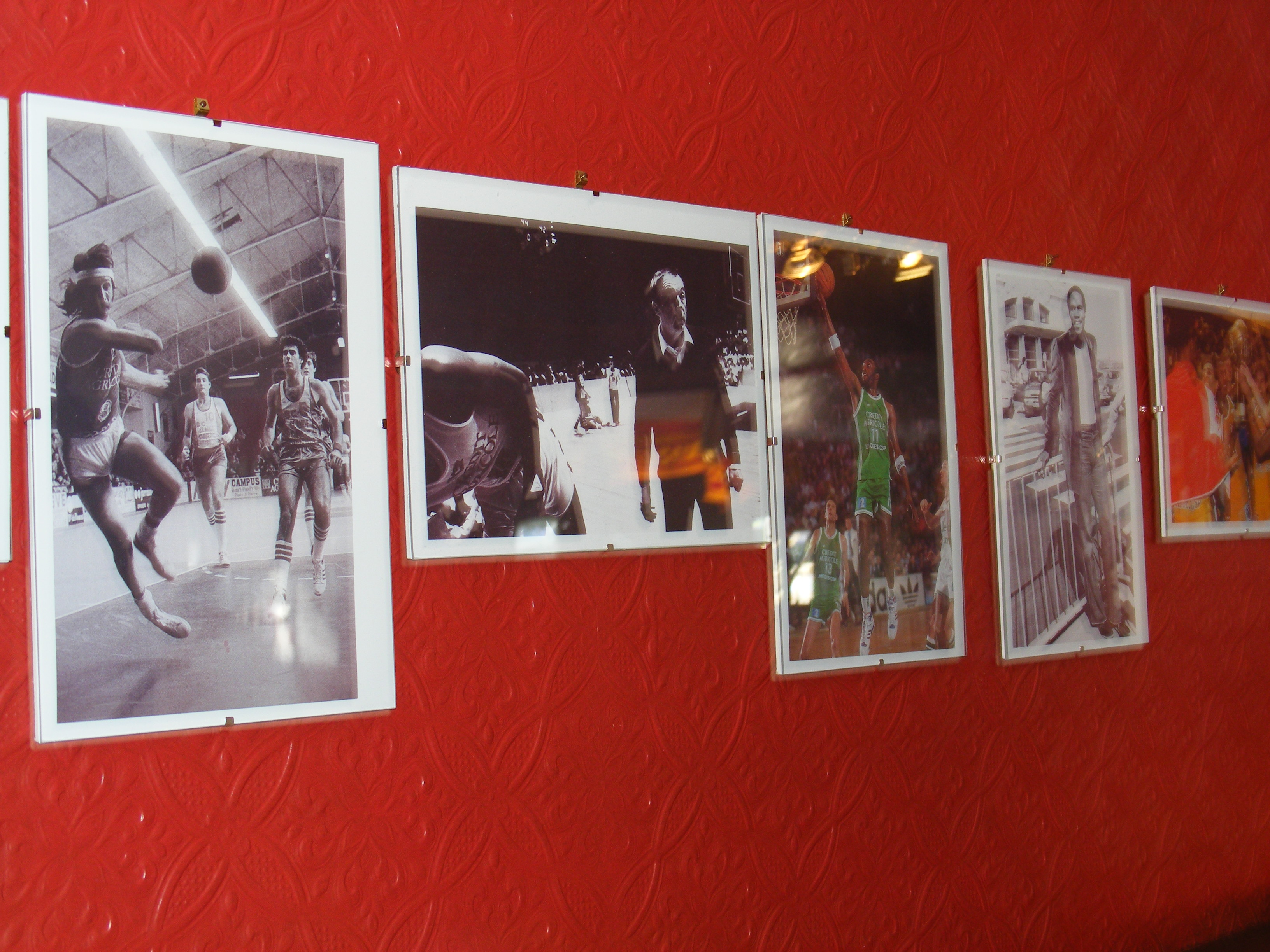
Mur de photographies sur le Limoges CSP lors d'une exposition pour les 80 ans du club.

Le patronage de la paroisse Saint-Pierre-du-Queyroix, le Cercle Saint-Pierre, initialement composé d’une seule troupe de théâtre, se dote, lui aussi, d’une équipe de basket, et, le 13 novembre 1929, le Cercle Saint-Pierre Basket-ball voit officiellement le jour. Roger Foussat en est le premier président. Le club du patronage, dont le siège social est au 3 rue Saint-Nicolas, a des locaux modestes, situés entre l’église Saint-Pierre et le lycée Gay-Lussac.
L'équipe de basket du Cercle Saint-Pierre fait son entrée en compétition officielle en 1933. Le capitaine Couegnas, et ses troupes (Boisseau, Beger, Cohendy, Dutour et Sénèque) souffrent face aux réserves des meilleurs clubs de Limoges, ceux de l’Alouette, de la Martiale reconnue par le Ministère de la Guerre, sous le n° 12.993, comme société d’éducation physique et de préparation au service militaire ou de la Saint-Louis. L’équipe ne dispose pas de véritable terrain d'entraînement, et les matchs de division d’honneur, le plus bas niveau de l’époque, ont lieu le dimanche après la messe. Les déplacements n'excèdent pas une trentaine de kilomètres, et ne mènent qu'aux localités voisines les plus proches, telles Saint-Léonard ou Saint-Junien. Au milieu des années 1930, les entraînements font leur apparition. Chaque mercredi soir les joueurs se retrouvent dans la cour du patronage, au sein duquel les chanoines Bréchard et Fourgeaud encouragent le développement de la pratique sportive. Ils attirent de nouveaux adhérents, et trois équipes portent dorénavant le maillot du Cercle. Parmi elles, figurent les joueurs Bessaguet, Ménard, Raymond Sénèque, Daly, Bost, Picat, G. Dutour, A. et G. Cortey, Souza, Breuil, Varnat, J. et P. Georgio, Plainemaison, Masson, Michel, Mandoux et G. Sénèque. Lors d’une triple rencontre contre la Martiale, les équipes du Cercle repartent avec trois défaites : -20 en cadet, -40 pour la réserve et -70 pour l’équipe première. Il est vrai, jusqu’en 1936, le catholicisme et le socialisme sont en confrontation.  il y avait certainement quelques inconditionnels de l’Action Française (Royalistes) tout comme de nombreux fervents socialistes de la SFIO, dominé à l'époque par Vincent Auriol et Léon Blum à l’image d’Albert Chaminade, passé dans le Patronage de La Martiale et des Cadets de Saint-Michel. Entre 1931 et 1939, La Martiale remporte au moins 5 titres de Champion URL (1931, 1934, 1935, 1936 1937 et peut-être celui de 1938, portant ce chiffre au total de 6 titres de Champion URL) et 3 Coupes des Patronages URL (1932, 1933, 1939).
Dans les années 1940, le basket-ball se structure au niveau fédéral, et cela profite au Cercle qui bénéficie, pour la première fois, d’un arbitre, en la personne de Raymond Sénèque. La Seconde Guerre mondiale ne stoppe pas l’évolution du club, qui, en l'absence de maillots verts, joue en rouge et avec de vieilles chaussures dont les joueurs ont supprimé les talons. Durant la saison 1942-1943 le « patro », grâce à son équipe junior, composée de Breuil, Varna, Mandoux, Cortey, Masson, Michel, Gilbert et Sénèque, remporte ses premiers lauriers. La saison 1942-1943 est celle des premiers « grands » déplacements : le club dépasse les limites de la Haute-Vienne avec des rencontres à Brive, Guéret, Ussel, ou Montluçon. Le CSP devient champion de Haute-Vienne junior avant de disputer la finale du championnat du Limousin, puis les demi-finales du championnat de France à Montluçon contre les Écureuils Montferrandais. L’équipe compte dans ses rangs cinq joueurs sélectionnés en équipe départementale. Mais le prolongement de la guerre fait éclater ce groupe prometteur, la quasi-totalité de l’équipe junior s’engageant dans la Résistance, conformément aux préceptes reçus des fondateurs du Cercle Saint-Pierre («… préparer au pays des hommes robustes et de vaillant soldats... »).
La saison 1948-1949 doit beaucoup au Président du Comité Départemental de la Haute-Vienne (depuis 1940), Albert Chaminade qui a grâce à ses contacts, invité de nombreuses équipes françaises, étrangères à Limoges (les équipes hongroises, l’équipe des missionnaires américains etc…) mais également collaborer à l’édification d’une équipe « Limoges » qui affronta la sélection de Paris, de Lyon, de Nantes (nb : toutes battues par les joueurs limougeauds principalement issus du CAPO Limoges et de La Martiale Limoges, une belle performance face à des sélections menées par les stars de l’époque : François Nemeth, André Buffière, Jean Swidzinski etc….
En février 1948, à l’initiative d’Albert Chaminade, né en 1912 et mort en 2009 doyen de la Médaille de la jeunesse, des sports et de l'engagement associatif de la Haute-Vienne, ancien arbitre national et international, conseiller municipal auprès du maire Louis Longequeue, joueur et dirigeant de basket-ball il est
originaire de la région, il à été joueur entre autres de l'équipe 1 à Beaublanc, à l’emplacement aujourd’hui de la crèche municipale. Le Section Athlétique Universitaire de Limoges monta dès 1931 en Division Excellence de la Ligue du Limousin. Une rencontre est organisée pour promouvoir un peu plus le basket-ball : elle oppose une sélection du Limousin à une formation hongroise (47-28 pour la sélection limousine).
Albert Chaminade a été à l'initiative d'une proposition visant à recouvrir le Stade de Basket-Ball de Beaublanc, dans les années 1950. Albert Chaminade, le patient dévoué à la cause de « son » basket local avait entrepris une Résistance pacifique contre le joug de la FFBB. Ses efforts finirent par payer puisque le Limousin était intronisé de nouveau [légitimement] dans la cour fédérale dans les années 1960. Il sera de l'inauguration officielle qui a lieu le 28 novembre 1981. Le Palais des Sports de Beaublanc demeura jusqu’à l’ouverture du Palais omnisports de Paris-Bercy, en 1984, la plus grande salle de Basket-Ball de France. Après 1949, le CAPO cède sa place de locomotive à La Martiale et à l’ASPTT Limoges mais le club demeure un bastion du basket-ball limousin au début des années 1950.
En 1950, Xavier Popelier, alors membre de l’ASPTT athlétisme, rejoint le Cercle, au sein duquel les frères Pierre et Jean-Claude Biojout sont déjà présents. C’est également l’arrivée du premier international du club, Guy Beaumord, qui est alors international junior.

#### Un club qui se structure
Lors de la saison 1960-1961, le président Roger Constant et l'abbé Lesport dotent le club d'une véritable infrastructure dans le quartier des Coutures : terrain de basket, salle de tennis de table et de gymnastique puis, plus tard, rénovation du vieux siège social du centre ville avec l’abbé Louvet. Le début des années 1960 coïncide aussi avec la volonté d’allier le « cercle » à d’autres « patro », notamment la Saint-Louis de Gonzague. L’Entente sportive et culturelle de Limoges voit donc le jour, mais capote. Le 12 juin 1961, le Cercle Saint Pierre est recréé. Un des responsables de la section basket, M. Malaurie, contacte Xavier Popelier, qui avait quitté le club au moment de la fusion, pour aider à la relance de la discipline. Il devient le responsable de l’équipe première dont le capitaine et meneur de jeu n’est autre que Jean-Claude Biojout. Les couleurs « vert et blanc » sont dues à la part prépondérante prise par la Confrérie des Bouchers dans la création du CSP. Leur accord a été acquis mais en contrepartie le club doit prendre les couleurs de saint Aurélien.
L'arrivée en 1961 de Xavier Popelier comme président du club va faire basculer le destin du Cercle Saint-Pierre. En 1961, le Cercle Saint-Pierre n'est qu'un simple patronage au milieu de milliers de patronages à travers la France. L'ancien joueur de l'ASPTT Limoges et du Cercle (il rejoint le Cercle à l'âge de 20 ans) est aidé dans sa tâche par son ami, Jean-Claude Biojout (il intègre le Cercle à partir de l'âge de 9 ans). En 1963, le CSP des frères Biojout remporte le championnat d'Excellence Régionale tandis que le grand rival régional, le club des laïcs, l'ASPTT Limoges joue dans la cour des grands (Nationale I de 1966 à 1967 avec la présence d'un international français, Jacques Veyrier). Les dirigeants, durant cette période, voyagent aux quatre coins de l'Europe (Allemagne, Angleterre, Italie, etc.) pour s'inspirer de ce qui se fait de mieux à l'étranger. Lors de la saison 1971-1972, le Cercle Saint-Pierre connaît l'une des pires saisons de l'histoire du club : il finit à la neuvième et dernière place avec 4 victoires en 18 matches. C'en est trop pour les deux passionnés, qui décident de réagir. Le Limoges CSP s'entoure alors de personnes plus qualifiées, leur confiant des tâches bien précises dans le sens d'une professionnalisation du club à moyen terme. Cette politique intelligente n'aurait pas été possible cependant sans la ténacité et la volonté des hommes de base.

#### De fortes ambitions

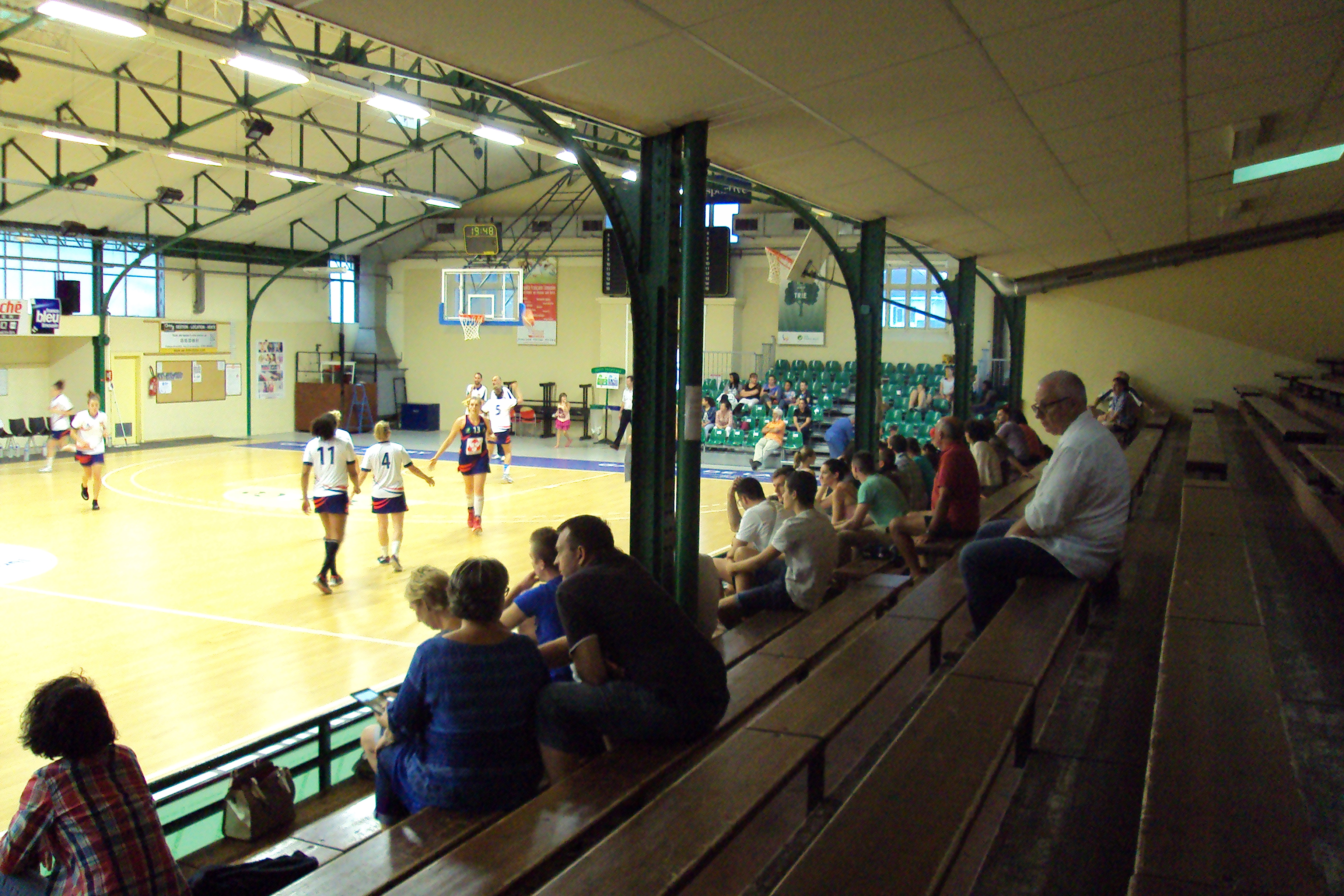
La salle municipale des Sœurs de la Rivière où a évolué le CSP jusqu'en 1981. C'est désormais l'équipe fémine du Limoges ABC qui y évolue.

À l'aube de la saison 1972-1973, l'objectif est clair, il faut amener le « Patro » qui évolue en cinquième division (Excellence Régionale), parmi les meilleures équipes françaises. La presse régionale se gausse alors de l'objectif de ce tout petit club limousin qui stagne depuis des années, et dont la mairie s'est désintéressée. Le CSP leur donne tort en terminant le championnat 1972-1973 sans concéder la moindre défaite. Raymond Bique, Lajat ou encore Devalois sont les principaux artisans de la remontée du club en Nationale IV (ex-Fédérale Masculine). La saison suivante est l'occasion pour le Cercle de recruter des joueurs avec la venue de Souleymane Fall, un Sénégalais qui devient le premier étranger à faire partie de l'effectif du Cercle Saint-Pierre. À la fin de l'année 1973, le club fait venir, avec l'aide de Stojovic, un Yougoslave du Limoges Football Club, l'ailier Radoliub « Rocky » Radenkovic, international junior, champion du monde avec la Yougoslavie en 1971 qui évoluait avec l'Étoile Rouge de Belgrade. Pour son premier match, Radoliub Radenković marque 69 points contre Montmidi Poitiers à Limoges. Le match débouche sur un large succès pour les Verts qui l'emportent par 135 points à 48. Ce score constitue le record de points en un match pour le CSP, ainsi que la première fois où le CSP atteint les 100 points en un match. Le Cercle finit deuxième de la poule C derrière l'U.S.B Agen et accède à la Nationale III.
La direction du CSP vise désormais la Nationale II. Le Cercle s'installe alors définitivement dans la salle Municipale des Sœurs de la Rivière. Le club conserve ses cadres, et cherche un géant américain pour jouer la montée. Ce premier américain de l'histoire du Cercle est Jim Collins mesurant 2,05 m. pour 100 kg il est le pivot de l’Université de l'Iowa. Avec la paire Radenkovic-Collins, l’américain confirma face aux trois américains de l’ASPO Tours, L.C. Bowen, Ray Reynolds et Dewitt Menyard le Cercle fait un excellente saison 1974-1975 en Nationale III, malgré la concurrence du Castres B.C. Il faut attendre le match à Limoges contre le Toulouse O.A.C, gagné par 80 points contre 51 pour voir le CSP monter en Nationale II. Le Cercle termine la saison sur une élimination face au B.C Montbrison en quart de finale, sans Radenkovic, parti après son refus d’être naturalisé et sans Jim Collins rentré aux États-Unis pour voir sa femme.
La saison 1975-1976, la première du Limoges CSP en Nationale II, est une saison d'apprentissage. Durant l'intersaison, les dirigeants réussissent le recrutement de Lionel Moltimore. Le CSP met également la main sur le talentueux ailier, Gérard Métadier et sur le scoreur fou, Gérard Maza. La saison se termine par une septième place, insuffisante pour monter en Nationale I. Après une saison moyenne, le Limoges CSP renforce son effectif avec l'arrivée de l'expérimenté Claude Bolotny, de Didier Rose et du jeune prometteur, Jean-Yves Efros. Dans une réunion d'avant-saison, Jean-Claude Biojout annonce : « Notre objectif, préparer la montée pour 1978 » et l'on apprend que Claude Bolotny est le nouvel entraîneur de l'équipe, chargé d'appliquer au CSP une méthode qui a fait ses preuves dans plusieurs clubs de l'élite française, voire européenne. Le CSP entame une préparation sereine et joue un match contre une équipe nord-américaine pour la première fois de son histoire, le Macy's South Dakota. Le CSP joue bien mais perd de 17 points (90-107). Le Cercle termine sixième lors de la saison 1976-1977 montrant que le club se construit peu à peu sur des bases saines.

#### La montée et l'apprentissage de l'élite
Le premier changement vient avec l'arrivée de l'entraîneur Jean-François Dubreuil pour que Bolotny se concentre sur son poste de meneur. Le Cercle Saint-Pierre manque de taille. Le club fait appel au pivot sénégalais, naturalisé français, Apollo Faye. La saison commence sur les chapeaux de roues. Le Cercle est invaincu à domicile. Les cerclistes finissent premier de la poule B. Mais pour que le Cercle monte en Nationale I, il lui faut gagner la demi-finale en matchs aller-retour face au deuxième de la poule A. Ils affrontent Asnières de l'entraîneur Francis Flamme en demies. C'est lors de ces deux rencontres que l'histoire du Cercle semble vouée à un avenir radieux. Le Limoges CSP réalise l'exploit, le 29 juin 1978, de s'imposer lors de la demi-finale aller dans la salle Maurice Thorez de Nanterre face à Asnières sur un shoot au buzzer de Claude Bolotny qui donne la victoire au Cercle (87-88 pour le Cercle). Au match retour, le 3 mai 1978, Gérard Métadier envoie le CSP en Nationale I sur deux lancers-francs (89-88).
Après la brillante victoire contre Asnières, la municipalité décide d'installer, sur le site de Limoges-Beaublanc, la future salle de sport de Limoges. Jean-Claude Biojout et Xavier Popelier ont convaincu le maire. La conception est alors confiée, en 1977 à des architectes installés à Limoges. Jean-Louis Marty, qui a aussi dessiné la Place Denis-Dussoubs La maquette du Palais des sports de Beaublanc est dévoilée en octobre 1978 puis par la suite Albert Chaminade lança le projet au maire Louis Longequeue de couvrir ce Palais des Sports qui aujourd'hui a cette forme de vague. Le site choisi est celui d'un ancien terrain de basket en plein air qui disposait de tribunes pouvant accueillir 200 spectateurs environ. Selon le Populaire du Centre, les travaux commencent à la fin de l'année 1978, dirigés par l'architecte Rauby.
Entre-temps, Popelier et Biojout sont conscients que le CSP ne doit pas tomber dans l'ivresse pour la saison 1978-1979. Ils recrutent Richard Dacoury et Lionel Livio pour leur première saison en Nationale I. Le CSP évite les barrages en obtenant la dixième place. Lors de la saison suivante, le CSP échappe de peu à la Nationale II, en jouant les barrages à cause de sa onzième place et réussissant à sortir Avignon et Reims (Nationale II) grâce à l'expérience de l'une de ses recrues, Yves-Marie Vérove ainsi qu'au talent précieux de Jean-Luc Deganis. La saison suivante (1980-1981) est une saison importante pour l'histoire du Cercle. Les arrivées de André Buffière comme entraîneur ainsi que de Sylvain Grzanka, Mark Wickman et Marvin Payne sont bénéfiques. Le CSP finit huitième et joue les play-offs qu'il termine à la cinquième place, permettant au club de se qualifier pour la première Coupe Korać de son histoire.

### Deux glorieuses décennies (1981-2000)
Le CSP grandit désormais dans l'élite et sa légende va se bâtir autour de ses titres nationaux et internationaux, notamment la coupe d'Europe remportée en 1993. Sa rivalité avec l'élan béarnais déchaîne les passions et il devient très vite le club phare du basket français.

#### Les premiers titres

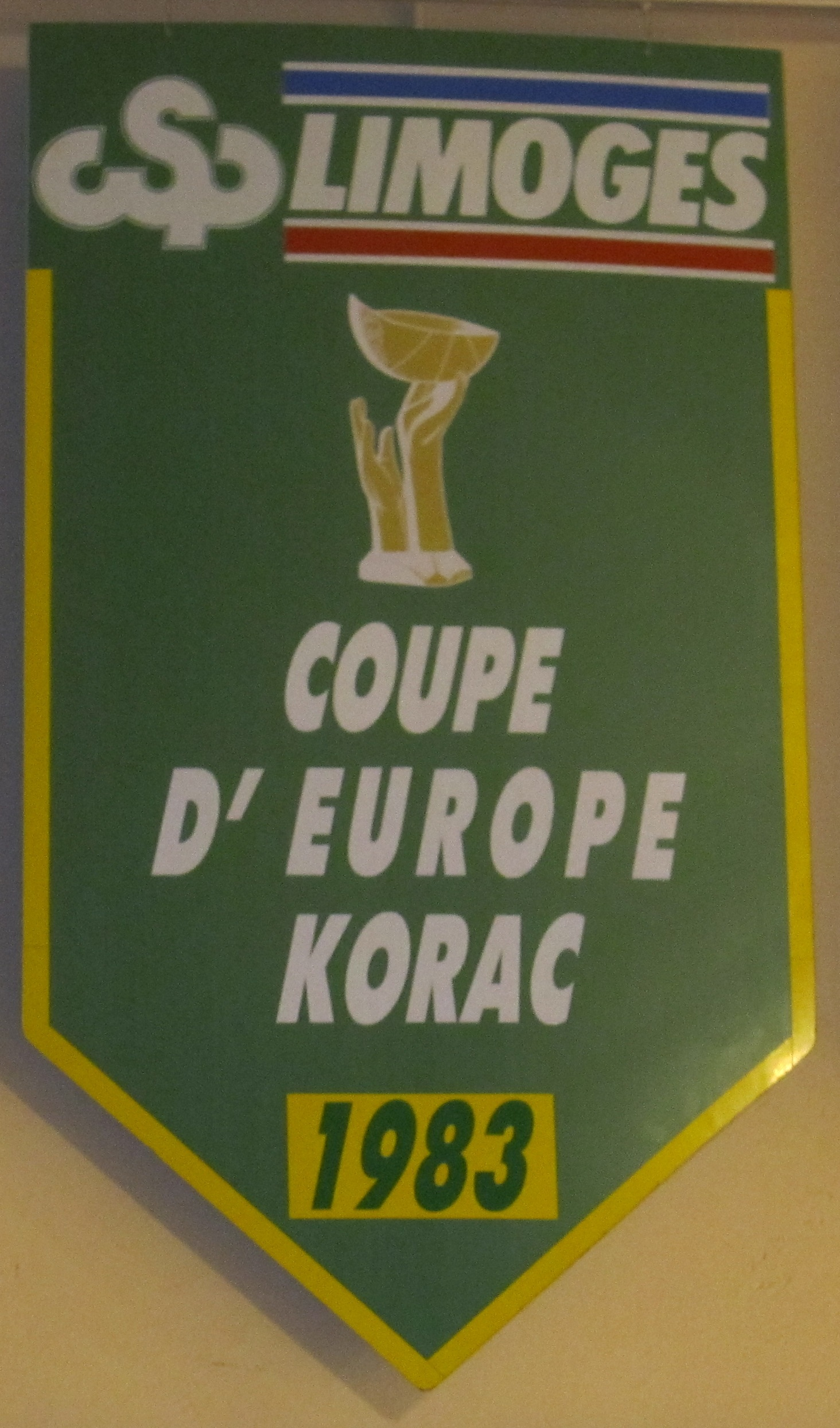
Bannière représentant la 2e Coupe Korać du CSP en 1983.

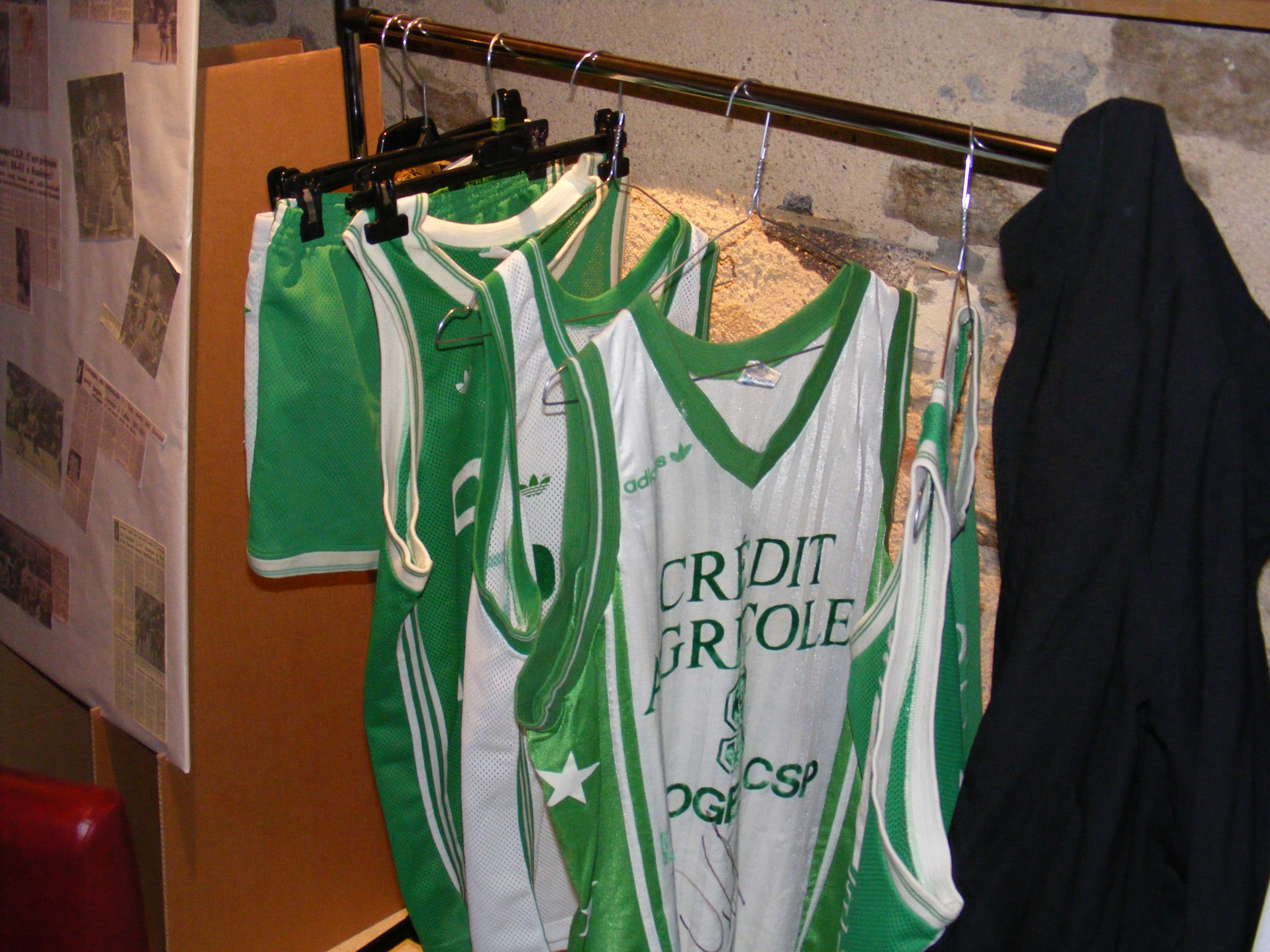
Shorts et maillots de la période verte.

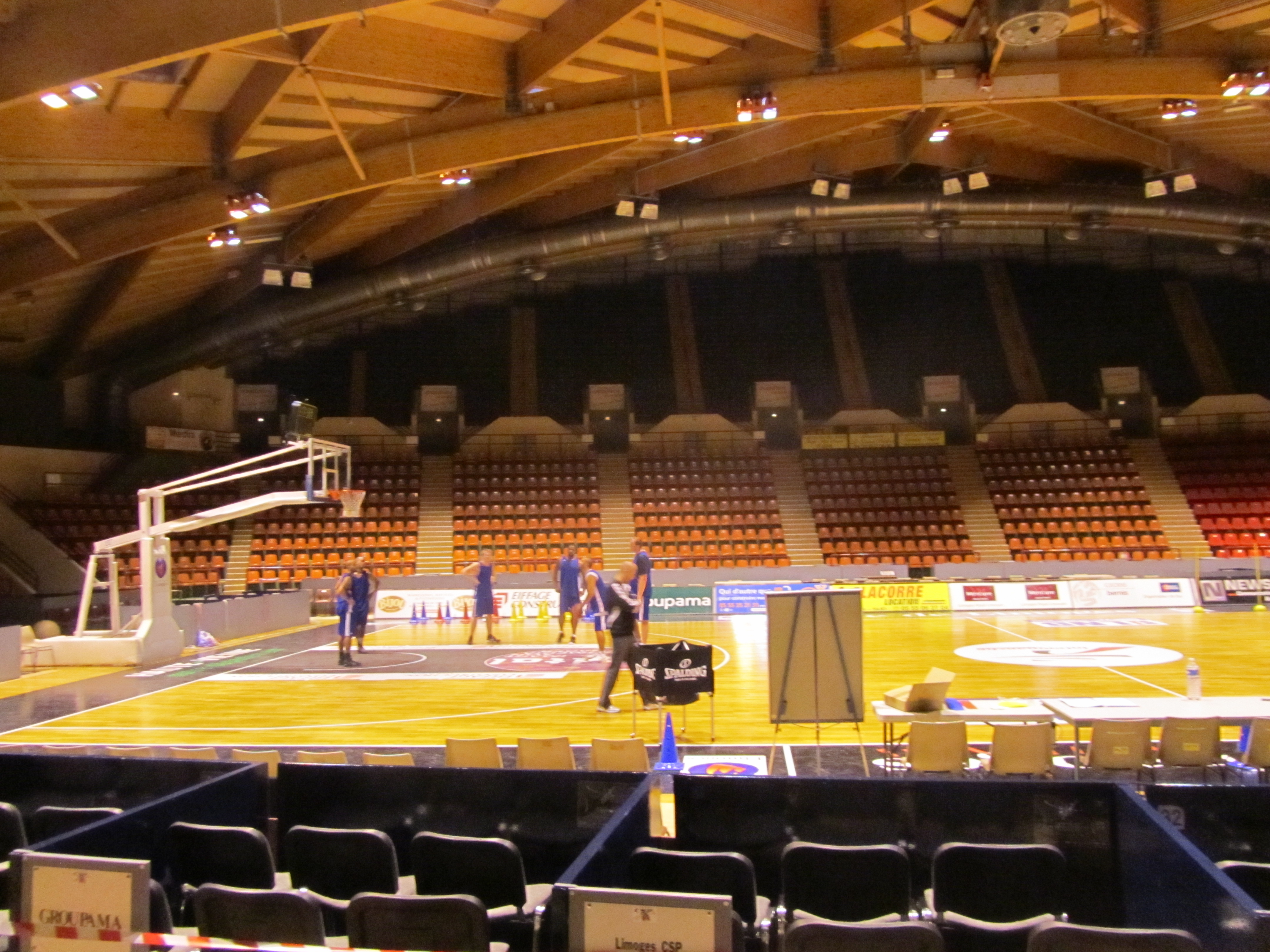
La salle du Palais des sports de Beaublanc.

Lors de la préparation de la saison 1981-1982, pendant que le Palais des sports de Beaublanc s'érige peu à peu, l'équipe technique du CSP construit un collectif capable de relever un double défi, celui de championnat national, mais aussi le défi européen de la Coupe Korać, pour laquelle le CSP s'est qualifié la saison précédente. Trois recrues viennent renforcer l'équipe : le meneur français Jean-Michel Sénégal, Edward Murphy et le pivot américain Irvin Kiffin. Dès la saison lancée, le CSP domine les favoris de la Nationale I (actuelle ProA). Beaublanc est inauguré le 30 octobre 1981 lors du match Limoges CSP - ASVEL. Le Cercle Saint-Pierre termine deuxième de la saison 1981-1982, derrière Le Mans. En Coupe Korać, Limoges fait un parcours de qualité, qui l'amène en finale. C'est ainsi que le 18 mars 1982, à Padoue, en finale contre un club croate, le KK Šibenka, Sibenik s’appuie sur son jeune virtuose, Dražen Petrović, âgé seulement de 17 ans ! Limoges offre à la France la première victoire (90-84) d'une équipe nationale dans une compétition européenne. Dans sa lancée, le CSP, dont le parcours en coupe l'amène aussi jusqu'en finale, remporte son premier titre national, la Coupe de la Fédération en dominant l'ASVEL. Le match de la finale se joue à Reims, dans la salle René-Tys et le score de Limoges, qui gagne par 116 à 100, doit beaucoup aux 45 points de Murphy. La Coupe Korać et la Coupe de la Fédération en poche, le CSP s'affirme, à partir de la saison 1981-1982 comme le digne successeur de l'ASVEL.
Pour la saison 1982-1983, le Limoges CSP se renforce avec les arrivées de Glenn Mosley et de Didier Dobbels. Le Cercle tient son rang de favori et ne laisse aucune chance à ses adversaires en championnat de France qu'il termine 1er avec 22 victoires et 4 défaites, malgré une belle résistance Mans et de Orthez. Ed Murphy réitère une grande saison (MVP et meilleur marqueur de la saison 1982-1983 pour la deuxième fois) et sans compter sur l'incontournable, Apollo Faye, toujours présent dans les missions aériennes. Le CSP est logiquement champion de France 1983, pour la première fois de son histoire. Le CSP enchaîne sur une victoire en finale de la coupe de la Fédération à Caen face à Monaco (96-81). En Coupe Korac, Limoges remporte à nouveau la Coupe Korac, à Berlin, sur le score de 94 à 86, face au Šibenka Šibenik. C'est le premier triplé du club.

La saison suivante, le Cercle ne conserve plus le magicien de la Korać, André Buffière comme entraîneur ainsi que l'homme de Rome, Mosley. Ils font place à Pierre Dao, l'entraîneur de l'équipe de France, ainsi qu'à Leon Douglas et George Brosterhous. Le club ne brille pas en Europe (éliminé en poule, 1 victoire - 9 défaites). En championnat, Limoges se fait peur en perdant à Beaublanc face à Antibes qui prend ainsi la première place à son adversaire du jour. C'est à ce moment que le CSP pense que le titre national lui échappe. Et puis, à Bercy, les Antibois tombent devant le Stade Français. 

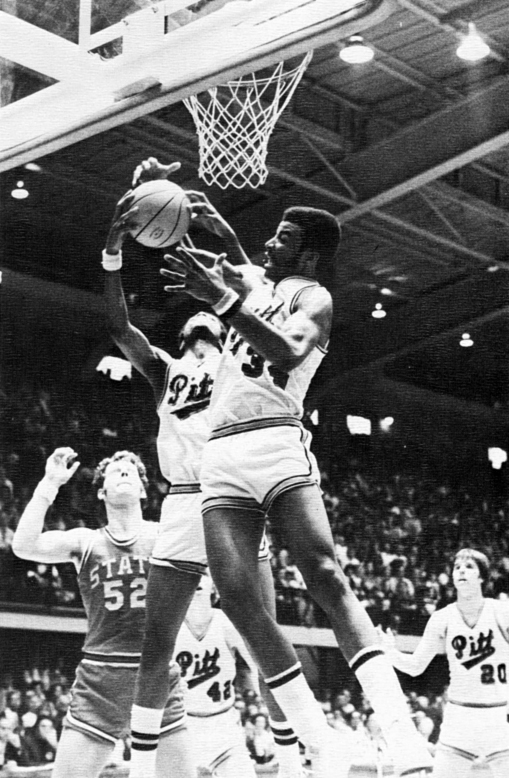
Billy Knight, le premier All-Star NBA du Limoges CSP.

Le dernier match face à Challans n'est qu'une simple formalité. C'est le deuxième titre national. Murphy est encore élu MVP de la Nationale I et une troisième fois élu meilleur marqueur du championnat de France.

Mike Davis, joueur du CSP en 1986.

Afin de renouveler les cadres, dans l'optique de la saison 1984-1985, le staff du CSP Limoges décide des venues de Gregor Beugnot, connu pour son tempérament accrocheur, de Curtis Berry ou encore de Georges Vestris. En Europe, le CSP ne passe pas l'obstacle du huitième de finale, le CSKA Moscou. Au niveau national, Limoges rafle encore tout. Pour cette 63e édition du Championnat de France de Nationale I, il remporte son troisième titre national malgré la résistance de l'ASVEL. Limoges rajoute la dernière Coupe de la Fédération dans son tableau de chasse en allant battre le Stade Français chez lui au Stade Pierre-de-Coubertin devant une marée Verte de plus de 2 000 supporters. C'est la dernière saison de Ed Murphy qui finit encore meilleur marqueur du championnat et MVP. Ce départ, ajouté à celui d'Apollo Faye, marque la fin d'un cycle.
Le CSP version 1985-1986 n'est plus aussi fort, malgré un recrutement de choix et notamment les arrivées de l'intérieur Stéphane Ostrowski, Mike Davis, mais surtout la vedette américaine Billy Knight, un ailier au passé prestigieux avec plus de dix saisons de NBA et deux participations au All-Star Game en 1977 et 1978. Une belle équipe figure sur le papier, cependant, la mayonnaise ne prend pas. Les espoirs fondés sur Knight sont déçus, il n'est pas le leader tant attendu, et semble en fin de carrière. La campagne européenne est en demi-teinte. Limoges se qualifie pour la poule finale des clubs Champions, mais ne brille plus avec 1 victoire et 9 défaites. Le CSP n'arrive pas à prendre la tête de la Nationale I A et Limoges termine à la troisième place du classement.

#### Le duel face à l'Élan béarnais

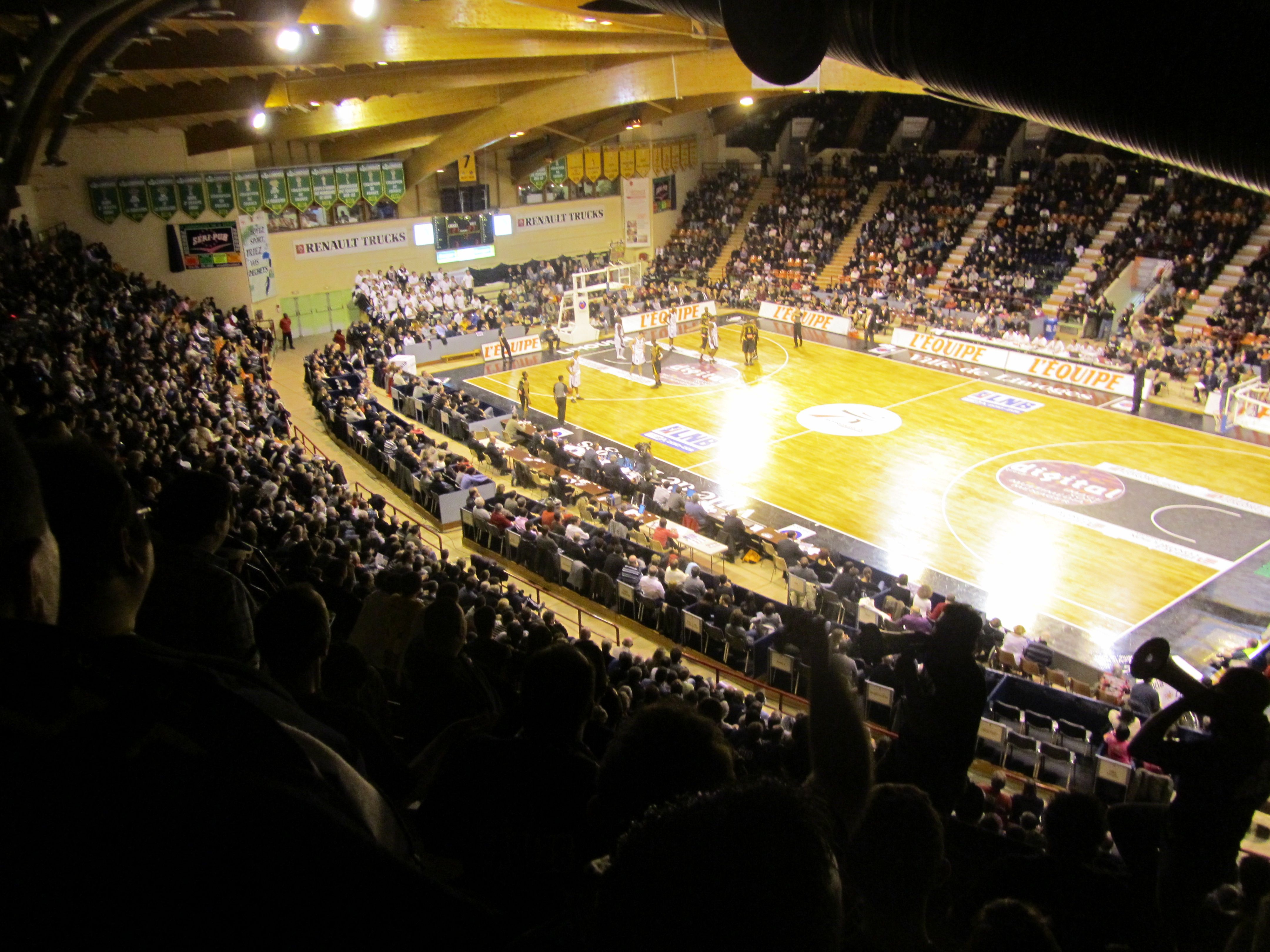
Le public de Beaublanc, publics de l'hexagone (photo prise depuis la Gate 15 des Eagles).

L'intersaison n'est pas de tout repos pour le club limougeaud. Après une saison 1985-1986 manquée, il faut reconstruire. Exit l'entraîneur Pierre Dao, remplacé par le jeune Michel Gomez. Le renouveau de celui-ci est aussi illustré par les arrivées de Clarence Kea, du meneur Jacques Monclar et de Paul Thompson. Michel Gomez impose sa vision et met en place le groupe dit « Autonome », protégeant ses joueurs des médias et de la pression qui s'exerce autour du club. Ce retour au premier plan du CSP est symbolisé par l'ouverture d'un nouveau siège. Dès le début de la saison, le CSP met la barre très haut et il faut attendre quatre mois pour voir une première défaite à Nice face à Monaco (107-111). Le CSP gagne ses matches par des écarts importants en battant les équipes françaises en moyenne de plus de 20 points. Cependant, les matchs européens usent les joueurs limougeauds et cette fatigue se fait sentir en fin de saison. Les Verts subissent leur première défaite à Beaublanc face à l'Élan béarnais. Beaublanc devient une poudrière pour les grands d'Europe, où sifflets et broncas sont incessants. Cantù, Saragosse, Sibenik ou le Spartak Leningrad sont battus. Le CSP subit quelques revers, mais se retrouve en finale de la Coupe Korać face à un grand club européen, le Barcelone, qu'elle perd. L'équipe se re-concentre dès lors sur le championnat qu'il termine à la troisième place. Les play-offs vont bien réussir à Limoges. Opposé à Monaco en demi-finale, le CSP sort victorieux à Beaublanc et arrache le nul à Monaco. La finale oppose Orthez à Limoges. Le match aller voit la victoire du CSP à Beaublanc, 108 à 88. Le match retour est vivement disputé au point qu'une bagarre éclate entre Clarence Kea et Benkali Kaba devant les caméras de télévision à 4 minutes 03 de la fin de la première mi-temps. Orthez remporte le match, 93 à 76. Quelques jours plus tard, la victoire est pour l'Élan béarnais (82-81) dans le match de la belle.
Durant l'inter-saison, signe Don Collins qui compte 303 matchs de saison régulière en NBA et huit matchs de play-off. Kea reste mais Paul Thompson s'en va. Orthez le champion est défait par le CSP, à Orthez sur le score de 98-99. Limoges va s'imposer à Cholet, dans la salle de la Meilleraie (75-80). C'est à l'issue de cette rencontre que le Limoges CSP prend la tête du classement. Le Limoges CSP remporte la Semaine des As, son premier trophée national de la saison face à Cholet. Puis le Cercle Saint-Pierre remporte la finale de la Coupe d'Europe des vainqueurs de coupe contre Badalone à Grenoble (victoire du CSP, 96-89 devant plus de 8 000 spectateurs). Les Verts termine premier de la saison régulière, largement devant Monaco et Cholet. Le CSP efface Orthez en deux manches (101-82 match aller, puis 98-90 au match retour). Vient ensuite les deux matchs de la finale contre Cholet. Au match aller, les Choletais perdent à Beaublanc (92-78) puis les Verts concluent en beauté à la Meilleraie de Cholet (86-79). Les joueurs du CSP sont célébrés en héros dans toute la ville. Stéphane Ostrowski obtient le titre de MVP Français, Don Collins celui du MVP étranger, Richard Dacoury meilleur défenseur et Hugues Occansey, meilleur espoir. La dynamique imposée par Michel Gomez porte ses fruits. Dans le cadre de la saison 1988-1989, le CSP fait quelques changements. De nouveaux visages font leur apparition : le meneur Pascal Jullien, l'intérieur Michael Brooks, Ken Dancy, ou encore l'arrivée du meneur Frédéric Forte. En championnat de France, les Limousins ne trouve aucune résistance en face d'eux. Ils terminent premier de la saison régulière (22 victoires et seulement 2 défaites). Le club est par contre éliminé en poule de Coupe d'Europe des Clubs des Champions (8 victoires pour 8 défaites). Le CSP se rattrape en play-offs de Nationale 1A.
Il affronte en quart de finale l'ASVEL. Cette dernière équipe est battue en trois manches (aller : 110-86, retour : 103-106, belle : 127-101). C'est ensuite Mulhouse qui perd en deux manches (aller : 117-92, retour : 94-74). Les Orthéziens se frottent à l'équipe limougeaude et se font éliminer en deux manches (aller : 108-97, retour : 102-96). Limoges est champion pour la cinquième fois et se venge des Béarnais en gagnant à la Moutète. Stéphane Ostrowski gagne encore une fois le titre de MVP Français, Don Collins remporte, pour sa part, le titre de meilleur joueur étranger et enfin Richard Dacoury, meilleur défenseur.
Le Cercle Saint-Pierre frappe encore plus fort lors de la saison 1989-1990. Sur le marché des transferts, le club recrute le meneur international Valéry Demory et conserve par ailleurs la quasi-totalité de l'effectif. Michel Gomez et ses hommes font un parcours brillant en saison régulière (33 victoires et 1 défaite, c'est un record). En play-offs, le CSP sort Saint-Quentin en quart (aller : 99-78, retour : 106-83) puis Mulhouse en demie (aller : 109-97, retour : 83-79) et se retrouve en finale face à Antibes. Limoges a besoin de trois manches pour battre Antibes (aller : 111-96, retour : 96-100, belle : 103-89). Cette équipe remporte également le tournoi des As en finale contre Cholet. En Championnat d'Europe des clubs, le CSP se hisse au final-four de Saragosse en se faisant éliminer par le grand Split lors de la demi-finale. Le Limoges CSP termine troisième du final-four en battant l'Aris Salonique.
Le CSP a le privilège de disputer l'Open McDonald's 1991 de Paris et d'y affronter les Lakers de Los Angeles et leur meneur légendaire Magic Johnson, James Worthy, Byron Scott, Sam Perkins, A.C. Green ou Vlade Divac. Les Limougeauds sont logiquement battus sur le score de 101 à 132 mais finiront troisième du tournoi grâce à une victoire 105 à 91 face au KK Split, triple champion d'Europe.

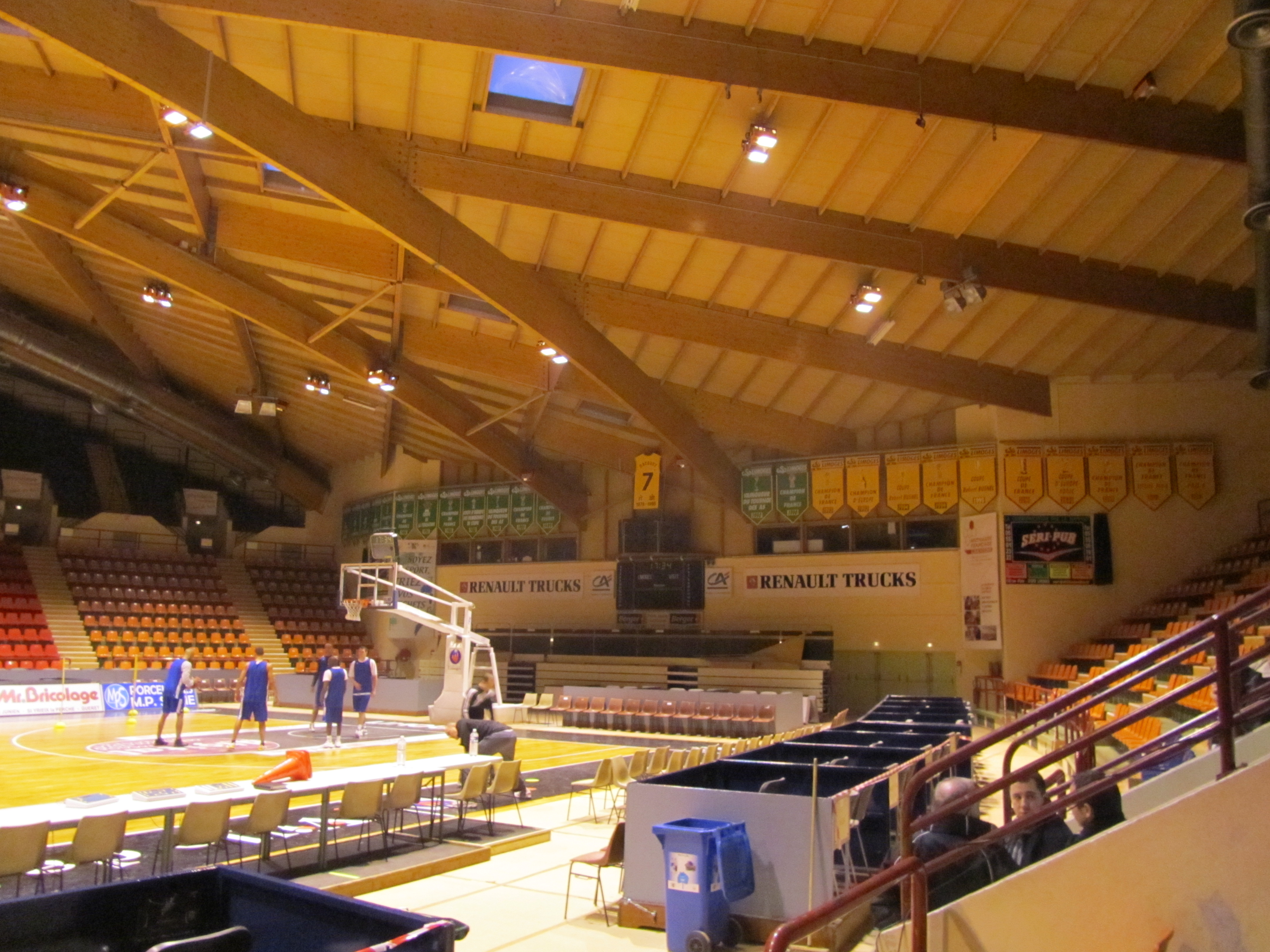
Les bannières représentant tous les titres conquis par le Limoges CSP (photo prise lors d'un entraînement du Limoges CSP).

La saison 1990-1991 approche et Michel Gomez rejoint Pau. C'est une page de l'histoire du club qui se tourne avec le départ d'un des plus grands entraîneurs de Limoges. Bill Sweek est nommé entraîneur du CSP. Le CSP connaît de nouvelles arrivées. C'est notamment le retour de Franck Butter, formé à Limoges. Bill Sweek ne fait que neuf journées en tant qu'entraîneur du CSP, en raison des défaites du club en championnat et Coupe d'Europe. Son assistant, Olivier Veyrat prend la relève jusqu'à la 12e journée. Les dirigeants ne s'arrêtent pas là. Ils cherchent un entraîneur d'expérience. L'URSS ayant déjà éclatée, le club peut mettre la main sur l'ex-entraîneur de l'équipe d'URSS, Aleksandr Gomelski. Le CSP version Gomelski voit les arrivées de Mike McGee et Clinton Smith, des essais non concluant pour le club. Dans la grande tourmente, Limoges se fait éliminer en poule du Championnat d'Europe des Clubs (5 victoires et 11 défaites). En Championnat de France, le Limoges CSP termine troisième (21 victoires et 9 défaites) derrière Antibes et Cholet.
Le CSP se fait battre par l'Élan béarnais lors de la finale du tournoi des As. En play-offs de N1A, le Cercle Saint-Pierre se fait battre d'entrée en quart de finale contre Montpellier (11e, à Beaublanc. C'est alors que Gomelski doit céder sa place à son assistant, Olivier Veyrat. Le CSP décime Montpellier (retour : 74-64, belle : 89-77) puis c'est au tour du Paris Racing de goûter au renouveau du Limoges CSP (aller : 95-70, retour : 95-89). Le CSP se concentre sur la finale qui l'oppose à Antibes. Le Cercle Saint-Pierre réalise un exploit en gagnant à la salle Salusse-Santoni d'Antibes lors de la première manche (102-108 pour le Limoges CSP) mais Antibes prend sa revanche en l'emportant à Limoges (retour : 102-99) puis s'offre le titre à domicile (belle: 88-76).

#### Début de l'ère Maljković
Le Cercle Saint-Pierre se restructure pour la saison 1991-1992. Olivier Veyrat fait appel au jeune Marc M'Bahia pour renforcer la raquette aux côtés de Stéphane Ostrowski. Le CSP recrute un nouvel Américain, John Fox. De plus, le club recrute Bruno Lejeune ainsi que Frédéric Forte qui revient au club. Avant le début du championnat, le CSP Limoges participe à l'Open Mcdonald's, à Paris. Le CSP limoges affronte, au palais omnisports de Paris-Bercy, les Lakers de Los Angeles de Magic Johnson. Les cerclistes sont battus 101 à 132 et terminent troisièmes de cette compétition. Pau-Orthez reste le favori de la saison mais Limoges est un véritable outsider. Limoges déroule en championnat mais piétine en Coupe des Vainqueurs des Coupes. Olivier Veyrat est remplacé après 14 journées par Didier Dobbels, lui-même remplacé par Božidar Maljković, entraîneur yougoslave champion d'Europe avec le Yugosplatika Split. Maljkovic arrive le 1er janvier 1992 et bouleverse radicalement les méthodes d'entraînements, Brooks et Dacoury ont du mal. Le physique et le mental de l'équipe est mis à l'épreuve à l'entraînement quotidiennement. L'objectif de « Maljko » est de faire le maximum pour remporter une Coupe d'Europe et le Championnat. Ces changements amènent de nouveaux Américains, des plus chevronnés. En effet, le CSP fait venir John Fox, remplacé au bout de deux matches par un All-Star NBA, Kelly Tripucka. La star américaine peine avec Limoges qui pour autant aura été précieux dans certains matchs. Début février 1992, Kelly Tripucka s'en va sans laisser d'adresse. Puis c'est au tour de Tim Legler de débarque dans le Limousin. Ce qui ne change pas la situation du CSP en Coupe des Vainqueurs des Coupes, sortit en poule (6 victoires pour 4 défaites). Limoges ne concède que 3 défaites sur 30 matches en saison régulière. Le Limoges CSP termine à la première place. Par ailleurs, les Cerclistes perdent en finale de la Coupe des As face à Pau-Orthez (83-75). En play-offs de la Nationale 1A. En quart de finale, les Limougeauds passent en trois manches l'obstacle Roannais (match aller: 107-56, match retour : 67-78, la belle: 75-65) puis de nouveau en trois manches face au BCM Gravelines (match aller : 81-78, match retour : 70-83, la belle: 80-58). C'est alors que Limoges doit se mesurer face à l'Elan béarnais. C'est Orthez qui crée la surprise en s'imposant lors de la finale aller, à Beaublanc, sur le score de 74 à 76. Michel Gomez et ses hommes ont fait le plus dur en s'imposant à Limoges. La finale retour échappe au Limoges CSP. Le contrat de Maljkovic s'arrête au moment même de la défaite en finale face à Pau mais Božidar Maljković en décide autrement. Il reste convaincu que le Cercle Saint-Pierre peut aller très loin dès la saison suivante.

#### La consécration suprême

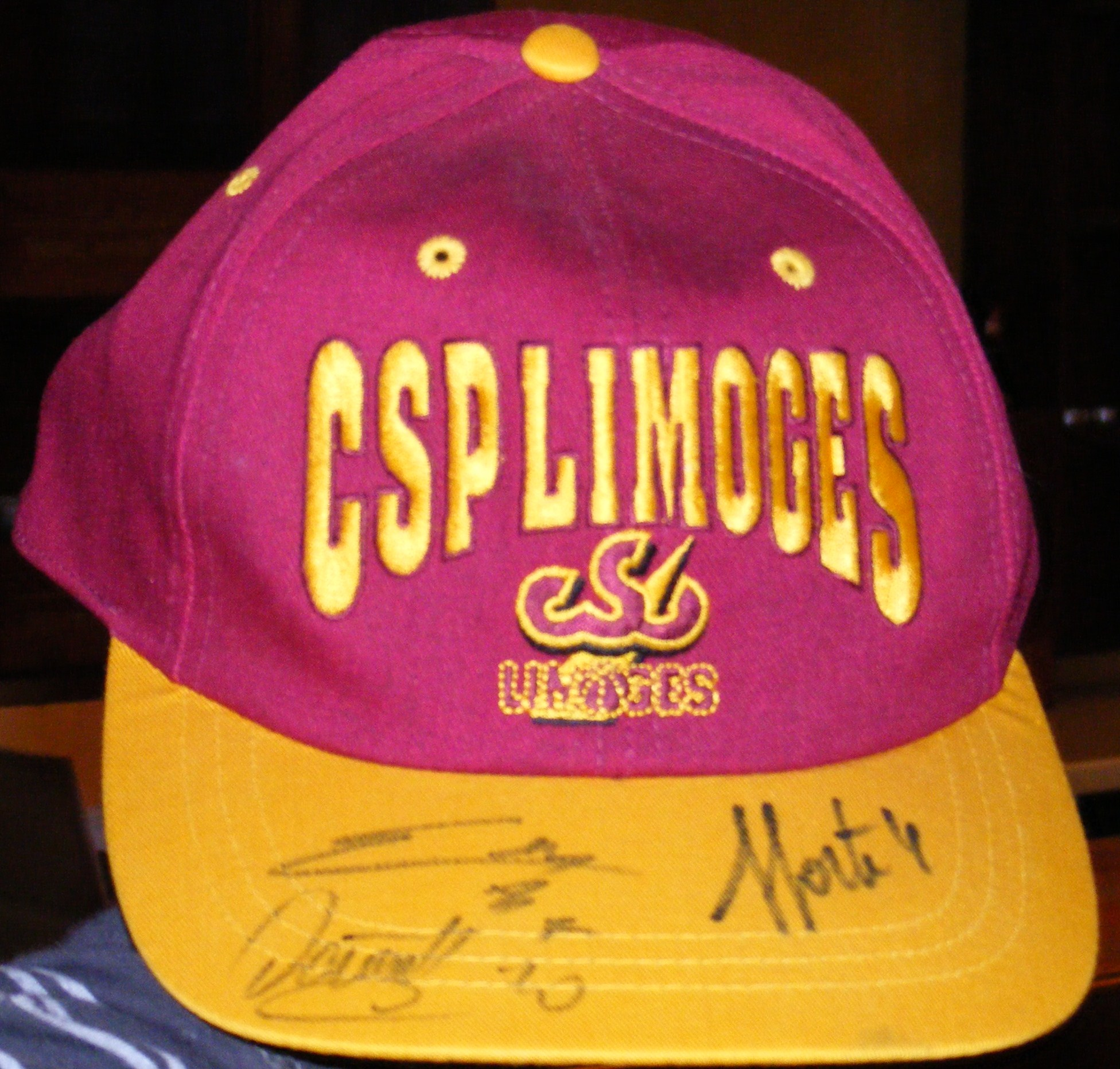
Casquette dédicacée de la période jaune et grenat.

La saison 1992-1993 annonce un nouveau cycle. Božidar Maljković fait venir de nouvelles têtes à la suite des départs d’Ostrowski, Brooks, Legler, Lejeune ou encore Jullien. Les principales recrues se dénomment, Michael Young, Willie Redden, Jimmy Vérove, Jurij Zdovc et Jim Bilba.
Des recrues de poids qui font de Limoges l'un des favoris du championnat de France. L'équipe limougeaude a l'objectif de reconquérir la couronne de champion de France et par ailleurs de viser très haut en Coupe d'Europe. Pour le premier entraînement du CSP, un public record de 2 000 personnes vient y assister. C'est l'occasion pour le public, les partenaires et la presse de voir les nouvelles couleurs du maillot limougeaud. Il s'agit du jaune et grenat. Limoges encore une fois ne rencontre aucune résistance en championnat de France, hormis une défaite à Pau qui ne change rien au destin du CSP. Limoges termine premier de la phase régulière sur un bilan de 25 victoires et 1 défaite. Cependant Limoges perd au tournoi des As après avoir été éliminé en demi-finale par Cholet, à une semaine du final-four de la Coupe d'Europe. Limoges défait le Real Madrid de Sabonis en demi-finale du final-four d'Athènes et affronte la Benetton Trévise en finale. Le 15 avril 1993, Limoges devient champion d'Europe, à Athènes face au Benetton Trevise de Toni Kukoč (55-59). Le Cercle devient ainsi la cible privilégiée des play-offs de N1A. Les Cerclistes doivent se frotter à la surprenante équipe de Saint-Quentin (N2A) au quatrième tour. Limoges expédie l'affaire en deux manches (match 1: 69-47, match 2: 65-52). Puis c'est au tour de Montpellier d'affronter le Cercle Saint-Pierre en quarts de finale. Sans succès, Montpellier est battu en deux manches (match 1: 77-57 match 2: 82-61). La demi-finale oppose le CSP cette fois-ci contre le 4e de la saison, Gravelines. Limoges bat Gravelines en trois manches (match 1: 61-60, match 2: 78-56, match 3: 62-54).

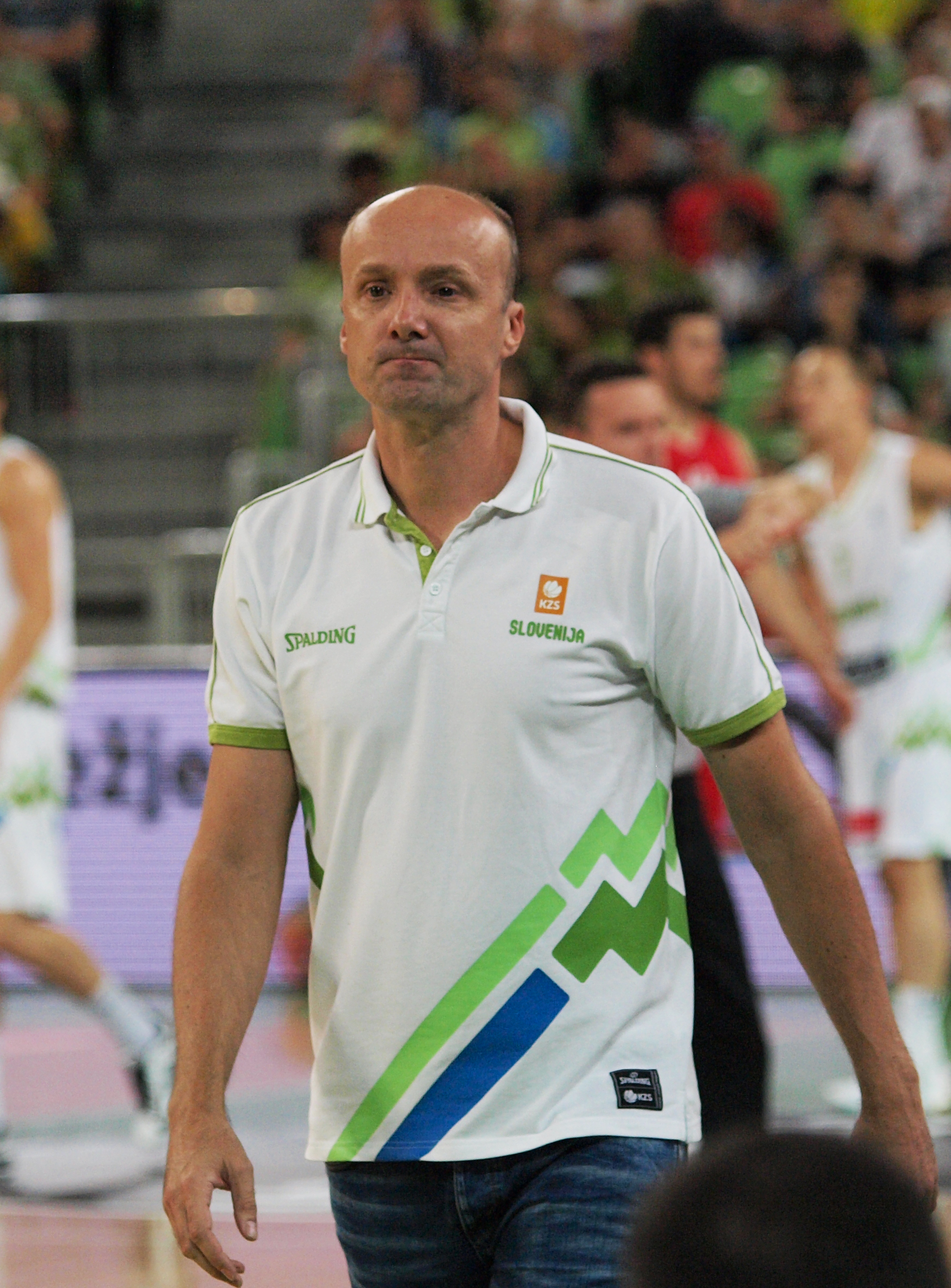
Jurij Zdovc, champion d'Europe 1993 avec le CSP.

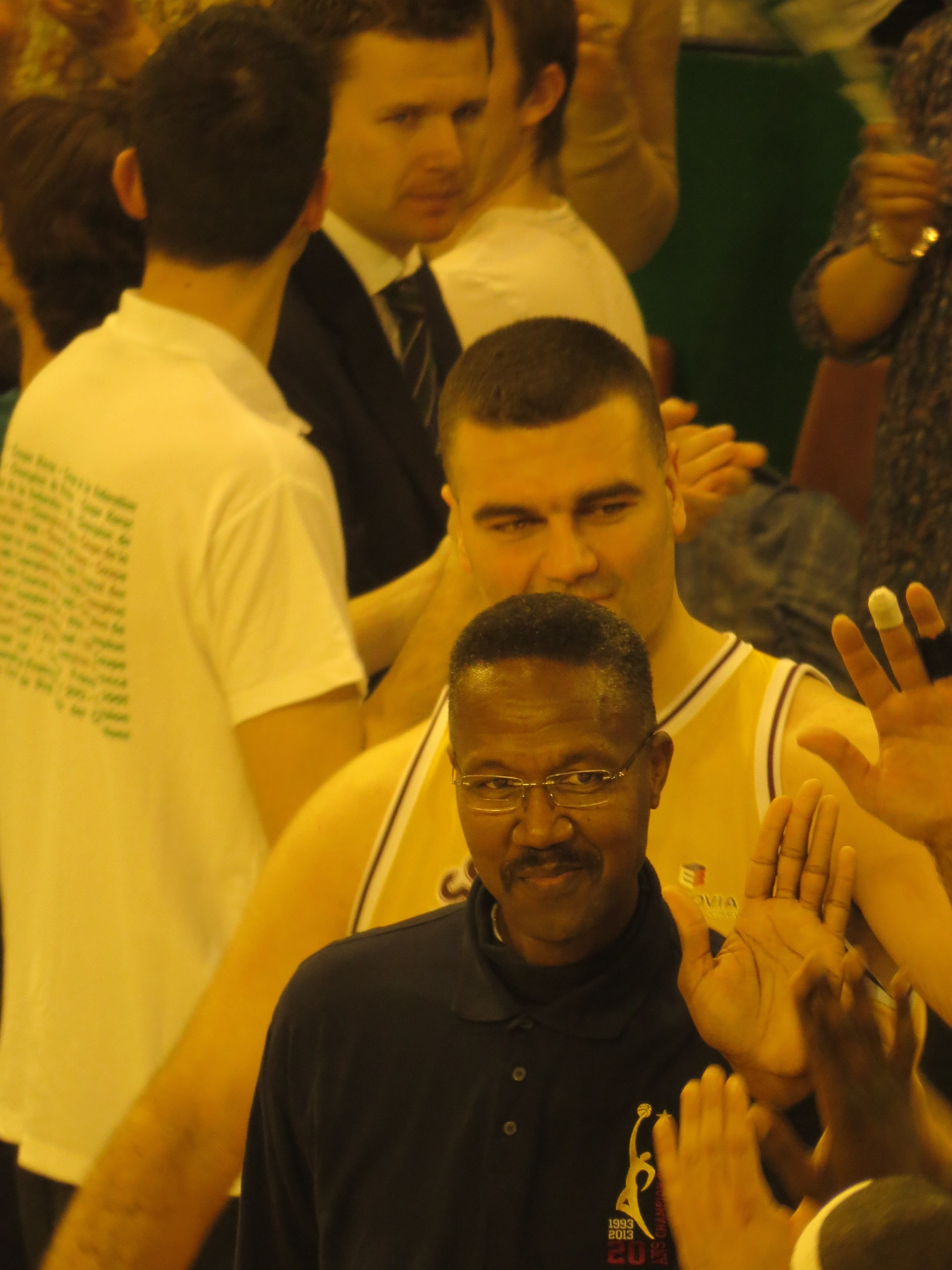
Willie Redden, champion d'Europe 1993 avec le CSP.

En finale, il ne reste plus que Pau-Orthez pour contester le titre à Limoges. Les hommes de Michel Gomez ont dû batailler face à Antibes pour accéder en finale. Le premier match à Beaublanc s’avère difficile : Gheorghe Mureșan arrive à inquiéter les Limougeauds, qui remportent cependant la partie 63 à 52. Le deuxième match est plus ouvert : Michael Young marque 32 points, à 60 % de réussite et permet de battre l'Élan sur le score de 84 à 79. Limoges peut devenir champion dès le troisième match, dans le Palais des Sports de Pau. L'ambiance est électrique. Jim Bilba tente un trois-points dans les derniers instants (le septième de sa carrière à ce moment-là) et le réussit mais ce trois-points est refusé. Pau remporte le troisième match sur le score de 69-73. Limoges qui avait cru en finir, menace de laisser tout en plan. Limoges se déplace toutefois sur les terres béarnaises pour remporter le quatrième match sur le score de 68 à 64.
Limoges n'est pas en vacances durant l'intersaison et se renforce notamment dans un premier temps, avec Georgy Adams et Saša Obradović. Saša Obradović est remplacé au bout de 8 matches, juste avant l'Open McDonald’s (en octobre) et laisse sa place à Danny Young.

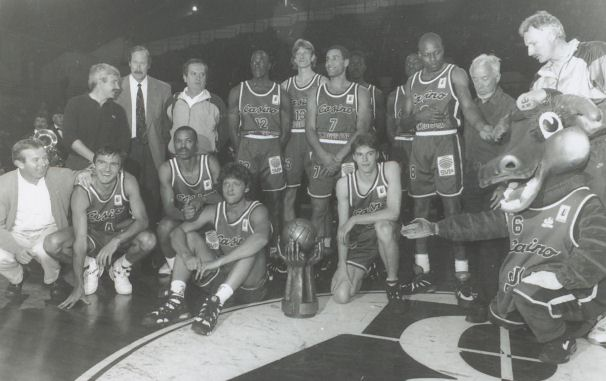
L'équipe du Limoges CSP championne de France 1994

Le CSP dispute l'Open McDonald's 1993 de Munich mais cette fois-ci, l'équipe perd ses deux matchs contre le Virtus Bologne (85-101) et le Real Madrid (119-123) c'est Phoenix Suns mené par Charles Barkley, Kevin Johnson, Cedric Ceballos, Dan Majerle, Tom Chambers, ou Negele Knight qui est Champions McDonald's 1993.
La saison commence réellement aussi bien dans le championnat français qu'en Europe (Limoges atteint les quarts de finale de l'Euroligue face au Panathinaïkos). Limoges n'a pas d'opposition et impose son jeu face aux équipes de Pro A. La moyenne d'écart de points entre le CSP et ses adversaires en Pro A, lors de la saison 1993-1994, est de 14 points et avec seulement 64 points encaissés par matchs. Encore une fois, Limoges termine premier avec 23 victoires et 3 défaites. Auparavant, Limoges a remporté la coupe Robert Busnel face à Strasbourg. En play-offs, Limoges élimine en quart de finale le BCM Gravelines en deux manches) et se retrouve en demi-finale face à Pau-Orthez. À Beaublanc, la première manche est houleuse. Limoges remporte sa première manche (62-52). La deuxième manche est serrée mais Limoges perd d'un point dans le Palais des Sports de Pau (63-62). Il faudra attendre la dernière manche à Beaublanc pour que le CSP ne trouve plus de résistances béarnaises (88-68). Logiquement, Limoges affronte Antibes et expédie l'affaire en deux manches (match aller: Limoges 92-73 Antibes ; match retour : Antibes 81-87 Limoges).

#### Fin de l'ère Maljković et période de ralentissement
Nouvelle saison, nouvelles ambitions pour l'équipe cercliste qui compte faire encore mieux sur la scène européenne ainsi que dans l'hexagone. Limoges s'attache les services de Robert Lock Son arrivée compense les départs de Franck Butter et Willie Redden. De plus, Limoges recrute Abbas Sy et Mustapha N'Doye. Le budget du CSP s'élève au chiffre record de 48 millions de francs. C'est au même moment que le début des ennuis financiers font leurs apparitions. Le Limoges CSP doit rembourser les emprunts contractés en début de saison (1,5 million de francs). Au mois d’octobre Robert Lock est remplacé par Tim Kempton Le CSP en ressent tout de suite les effets de son arrivée tant aux rebonds que dans le moral de l'équipe. Malgré un début poussif, le CSP est récompensé de ses efforts en allant battre Pau-Orthez en finale de la coupe Robert Busnel à Toulouse. Par ailleurs, le CSP atteint le final-four de Saragosse mais termine à la quatrième place. En France, Limoges se classe à la deuxième place de la Pro A. En play-offs, Limoges doit affronter l'Asvel dans le cadre des quarts de finale de Pro A, sans Michael Young qui s'est blessé juste avant. Les cerclistes ne perdent pas leurs baskets face aux « Gones », expédiant le quart en deux manches. Ensuite vient le tour de Pau-Orthez. La demi-finale entre Limoges et Pau est très disputée (en 3 manches). L'Élan béarnais bat au bout de la troisième manche décisive, à Beaublanc, l'équipe de Limoges (match 3 : Limoges 74-77).

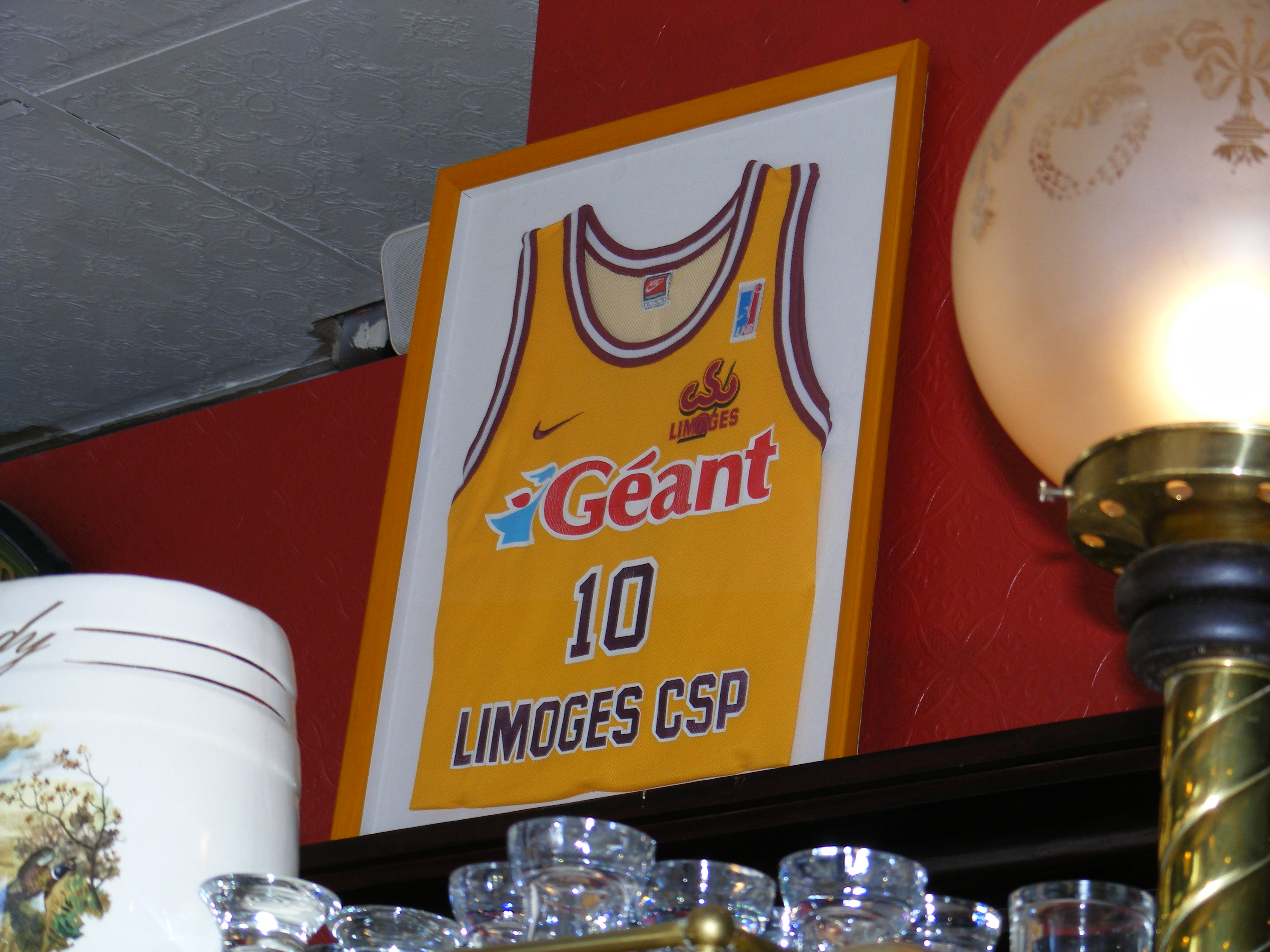
Maillot du numéro 10, Hugues Occansey.

Après l'échec de la saison 1994-1995, Limoges décide de frapper fort sur le marché des transferts. À la suite du départ de Michael Young ou encore de Tim Kempton, Limoges doit à nouveau retrouver une paire américaine digne de son rang. Le successeur de Young se dénomme Larry Middleton. Au poste de pivot, Limoges fait appel à Raymond Brown. Hugues Occansey revient au club. Mais la recrue de l'intersaison est bel et bien, Yann Bonato. Le jeune prodige du basket Français qui a été élu MVP et meilleur marqueur français du championnat de France lors du dernier exercice. Enfin, le CSP recrute Frédéric Weis. Cette équipe n'est plus entraînée par Božidar Maljković. Le nouveau maître du banc limougeaud n'est autre que Zvi Sherf. Limoges entame bien le championnat de France mais perd très vite son pivot américain, Raymond Brown qui se blesse au bout de 7 journées. Son remplaçant est George Montgomery. Pour autant, en Coupe Saporta, les hommes de Zvi Sherf ont bien plus de mal, éliminés en poule avec 9 victoires et 5 défaites. En janvier 1996, la réponse des dirigeants du Cercle Saint-Pierre est immédiate. Zvi Sherf est limogé. Le nouveau chef du Limoges CSP est son assistant, Jean-Michel Sénégal. Au bout de 12 matchs, ce dernier est lui-même désinvesti de sa charge avec l'arrivée de l'entraîneur yougoslave, Vlado Djurovic. Malgré les changements successifs, Limoges termine deuxième du championnat de France à deux victoires de son rival, Pau-Orthez. Les cerclistes affrontent Dijon en quart de finale des play-offs. La JDA Dijon est balayée en deux manches. En demi-finale, Limoges s'arrête sur deux défaites face à l'Asvel.

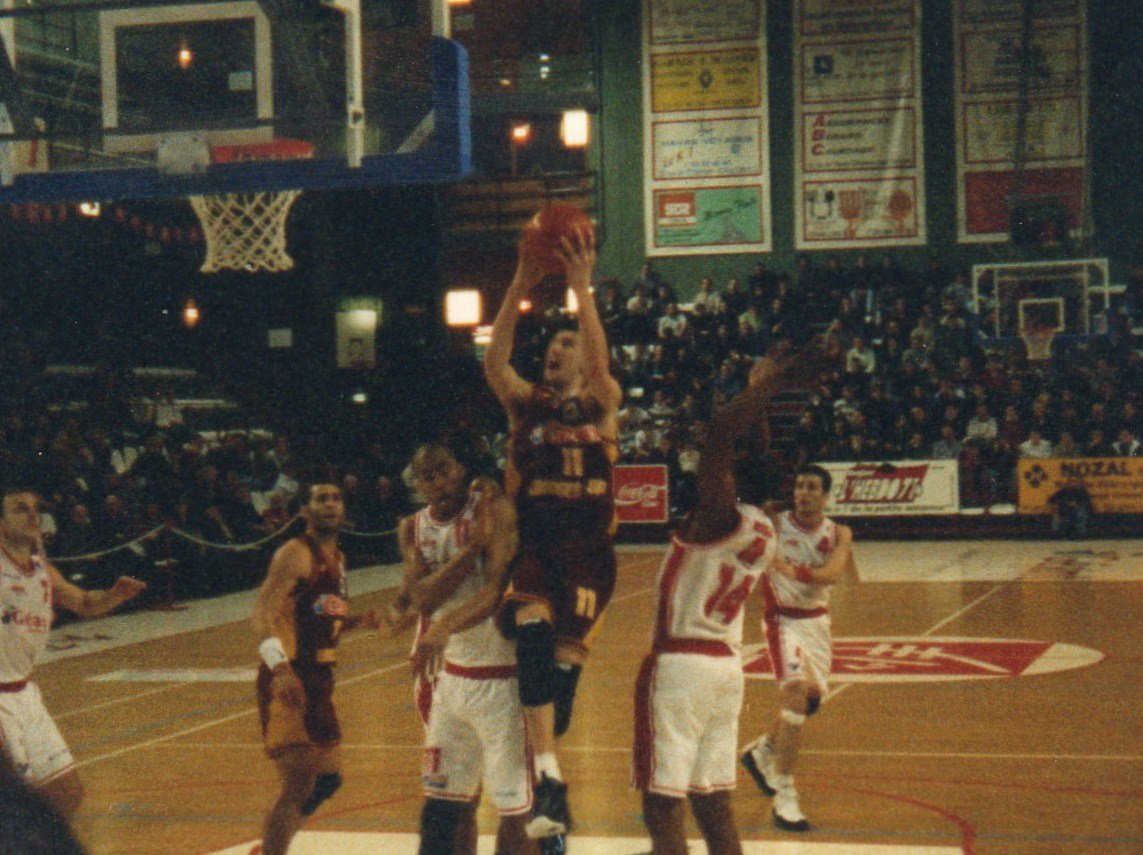
Match amical entre l'Elan Chalon et le CSP Limoges en mars 1996, Yann Bonato au tir.

Limoges ne revoit pas ses ambitions à la baisse. Un nouvel entraîneur dirige l'équipe. Il s'agit de Bogdan Tanjević. L'effectif est complété par les venues de Jean-Jacques Conceição, Chris Smith et Spencer Dunkley. Clinton Smith se blesse pendant la préparation et laisse sa place à Vern Fleming. Quant au pivot anglais, il ne reste que trois mois en France. Dunkley n'a pas réussi à convaincre le CSP Limoges. La saison est à peine entamée que de nouveaux changements interviennent. En décembre, Fleming connaît l'intransigeance des dirigeants du Cercle Saint-Pierre et de son entraîneur. Nenad Marković pose alors ses valises à Limoges. Peu à peu, Limoges remonte dans le trio de tête. En Euroligue, Limoges s'en sort mieux qu'en championnat et se fait éliminer en 8e de finale par le Panthinaïkos. Au bout de la trentième journée, les Cerclistes sont deuxièmes, derrière Pau-Orthez. Pour les play-offs de Pro A, Limoges bat en deux manches Montpellier puis se retrouve face à l'Asvel. Les Villeurbannais qui sont alors à leur meilleur niveau se payent le luxe de sortir le CSP en trois manches.
Des joueurs phares quittent Beaublanc. Yann Bonato, Frédéric Forte ou encore Trevor Ruffin ne sont plus limougeauds. Tanjevic cède son poste à Michel Gomez qui revient. Rony Coco, José Antonio Montero, Maurice Smith, Nikola Dačević, Grant Gondrezick et le revenant, Willie Redden, ont signé au CSP. En début de saison, les deux Smith ne donnent pas satisfaction, ils sont tous les deux coupés. Le Limoges CSP a enfin son meneur en la personne de Jerome Allen. Par ailleurs, au même moment, Michel Gomez est prié de partir à la suite des mauvais résultats en championnat et en coupe d'Europe. C'est Jacques Monclar qui aura dès lors la responsabilité de remonter le CSP dans le championnat et en Euroligue. Monclar et ses joueurs redressent le Cercle Saint-Pierre à la 4e place du championnat de France mais n'arrivent pas à franchir le stade des poules en Euroligue (6 victoires et 10 défaites). L'équipe commando de Jacques Monclar doit se mesurer contre le cadors du championnat, en play-offs. Tout d'abord, le PSG Racing perd en deux matchs, les quarts. Puis c'est au tour de l'Asvel, en demi-finale, de se faire éliminer par des Cerclistes survoltés, en trois matchs. En Finale, c'est Pau-Orthez qui affronte le CSP. L'Élan n'a besoin que deux manches (Aller: Pau-Orthez 84-62 Limoges CSP ; Retour : Limoges CSP 67-73 Pau-Orthez).
La cuvée 1998-1999, est bien moins reluisante sur le papier que les saisons précédentes. L'effectif est assez jeune. David Frigout, Oscar Yebra, Donald Boyce et Jean-Philippe Méthélie sont les principaux renforts du Cercle Saint-Pierre. Les cerclistes font en championnat une série de 8 matchs en étant invaincus. Mais lors de la 9e journée, Limoges est surpris par le SLUC Nancy. À partir de ce match, le CSP cumule les défaites. Comme les saisons se ressemblent au CSP Limoges, les dirigeants font appel à John Amaechi pour pallier la fuite de Jean-Jacques Conceição. David Wood signe en février à Limoges. En Coupe Saporta, le cercle est éliminé en 16e de finale par le Spirou Charleroi. En outre, en Coupe de France, c'est Cholet Basket qui élimine le CSP, en 8e de finale. Il ne reste plus que les play-offs. Limoges termine 7e du championnat soit son plus mauvais classement depuis 1981. C'est encore l'Asvel qui affronte le CSP Limoges en quart de finale. Sans le moindre mal, les Villeurbannais sortent le Cercle Saint-Pierre, en deux matchs.
Si le problème sportif devient inquiétant au CSP, un autre problème persiste, celui de l'équilibre des comptes du club. La Chambre régionale des comptes du Limousin établit un rapport qui relève de la volonté née durant les années 1990 de limiter les soutiens financiers apportés par les collectivités territoriales aux clubs de sports professionnels. Ce débat s’est limité, pour l’essentiel, aux clubs de football, voire de rugby, mais touche également le CSP Limoges. La rédaction du rapport de la Chambre régionale des comptes sur la politique sportive de la ville de Limoges est le point de départ d'une succession d'affaires qui occupent une place importante dans les chroniques judiciaires du début des années 2000.

#### Le sursaut pour un triplé historique

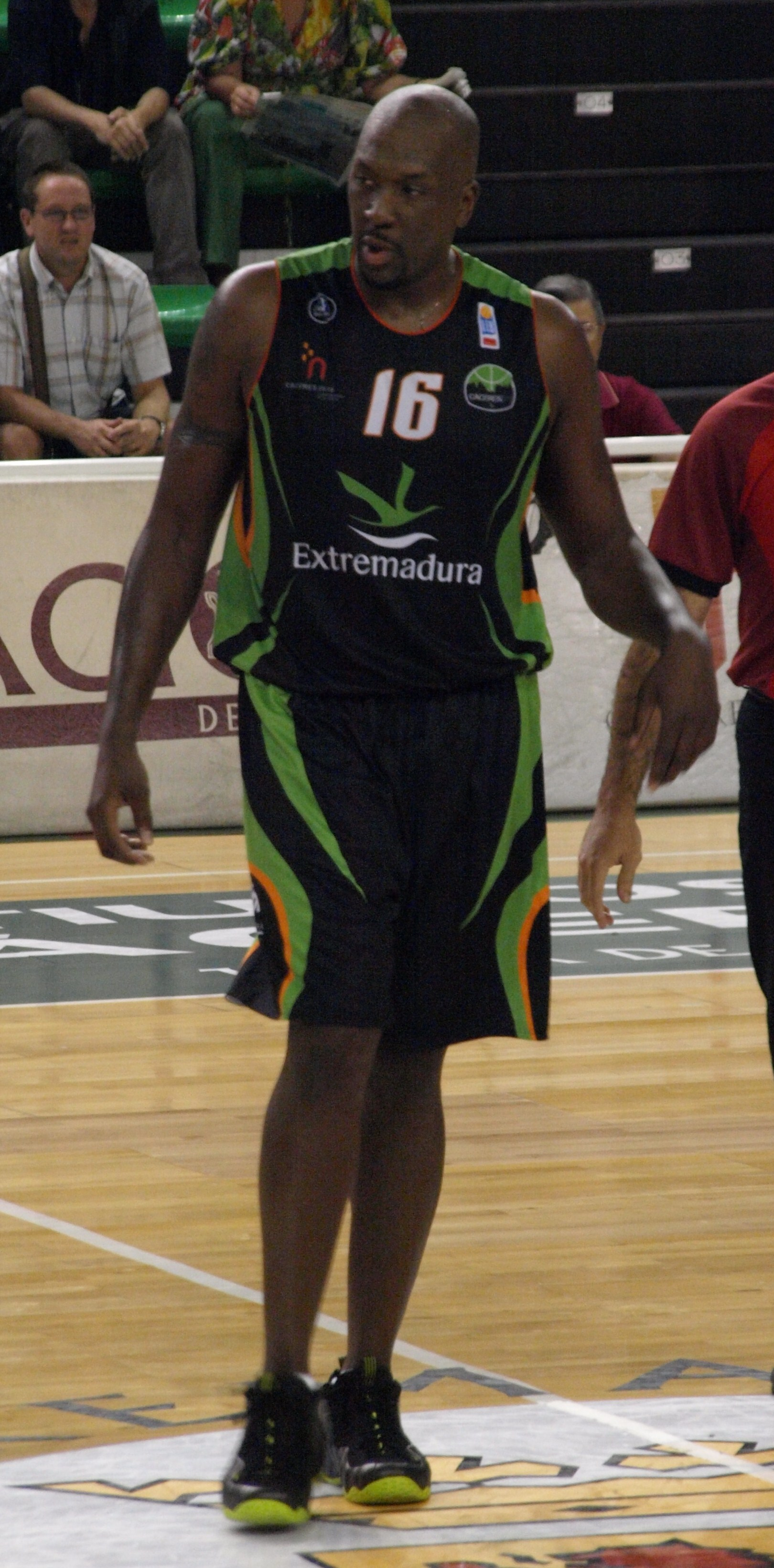
Harper Williams, vainqueur du triplé 2000 avec le CSP.

Après quatre années de disette, la saison 1999-2000 voit le CSP Limoges écrire l'une des plus belles pages du basket Français en réalisant le triplé championnat de France, coupe de France et coupe Korać. Autour de Marcus Brown (MVP étranger de la saison), de Harper Williams, de Frédéric Weis et de Yann Bonato, le CSP va faire vibrer Beaublanc et redevenir, le temps d'une saison, l'équipe phare de la Pro A.
En coupe Korać, Limoges brille et sort facilement premier de la poule préliminaire et passe tranquillement les tours jusqu'à la finale. Les Limougeauds sont opposés à l'équipe de Málaga. Le CSP s'impose 80 à 58 à l'aller, Marcus Brown sort un match exceptionnel en marquant 31 points. Au retour, le CSP s'incline sur le score de 60 à 51 mais parvient à conserver l'avantage acquis au match aller. Le club remporte ainsi sa troisième coupe Korać qui constitue son cinquième titre Européen.
En coupe de France, le CSP engrange les victoires jusqu'à la finale jouée à Paris-Bercy et qui l'oppose au PSG Racing où évolue Tony Parker. À l'issue de ce match, le CSP remporte la coupe de France, la troisième de son histoire, en s'imposant sur le score de 79 à 73. Limoges succède à Cholet, vainqueur des deux précédentes éditions.
En championnat, Limoges trouve très peu d'opposition. Le CSP gagne, en début de saison, ses matchs contre l'ASVEL (62-60) et contre Pau-Orthez (83-68). Lors de la phase retour, le CSP réalise un exploit en arrachant la victoire à Pau-Orthez, sur un tir au buzzer de Marcus Brown (61-63). Le CSP termine second de la saison régulière derrière Villeurbanne.
Lors des play-offs de Pro A, Limoges se hisse en finale après avoir éliminé Le Mans et l’Élan béarnais. La finale se joue entre le CSP et l'ASVEL, les deux meilleures équipes de la saison. Après un premier match remporté par le CSP, Villeurbanne réussit l'exploit de venir s'imposer à Beaublanc lors de la rencontre retour. Renversant la situation qui paraissait compromise, le CSP arrache la victoire et remporte son 9e titre national sur le parquet de l'Astroballe.

### De la déchéance à la reconstruction (2000-2011)
En 2000, le CSP remporte le championnat, la coupe de France et la coupe Korac, mais la situation de sa gouvernance, sa situation financière, judiciaire, puis sportive mettent fin à l'euphorie. Après un premier retour compliqué en Pro A, le Limoges CSP retombe en troisième division pendant l'été 2004, doté d'une nouvelle administration présidée par Frédéric Forte. Avec le public de Beaublanc resté fidèle, le club va se reconstruire financièrement et sportivement pour retrouver l'élite.

#### La relégation administrative
Le club vit, sur le plan sportif, une année extraordinaire. Mais, à la suite de ses difficultés financières, et du rapport de la Chambre régionale des comptes sur la politique sportive de la ville de Limoges, l'affaire Didier Rose éclate en milieu saison. La presse s'en empare et fait d'autres révélations médiatiques, comme l'affaire Pastaud ou celle du dossier médical de Marc M'Biha,.
Alors que six joueurs acceptent de baisser leur salaire pour aider à sauver le club et que l'équipe réalise une fin de saison exceptionnelle, la Ligue nationale de Basket (LNB) constate des écarts très importants entre le budget prévisionnel 1999-2000 et le bilan comptable de cet exercice. Avec une trésorerie exsangue, le club est au bord du dépôt de bilan. Au mois de mai, le président Jean-Paul de Peretti reprend la société qui exploite le club et annonce son sauvetage par un partenaire asiatique censé mettre 40 millions de francs dans le CSP. Mais ce concours financier n'arrive pas et l'assemblée générale des actionnaires du CSP charge Jean-Claude Biojout, responsable du club dans les années 1970, et Marcel Damet, membre du conseil de surveillance, de préparer un plan de reprise. Le CSP termine la saison sous la présidence par intérim du juriste Jean-Pierre Karaquillo. Le créateur du Centre de droit et d’économie du sport s'engage pour un an, le temps de trouver une nouvelle gouvernance, et d'établir un plan de financement pour les années à venir.
Les conditions financières n'étant pas réunies pour permettre au club d'évoluer en Pro A, malgré son exemplaire saison sportive, le CSP, champion de France, vainqueur de la coupe de France et de la coupe Korać, est relégué par la LNB en Pro B pour la saison 2001 et ne joue pas l'Euroligue.

#### Un retour compliqué

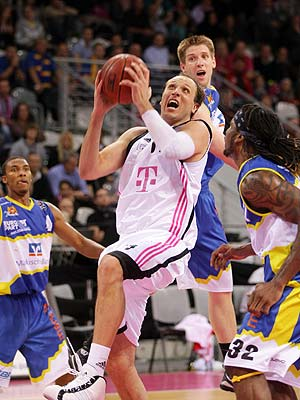
Jacob Jaacks, Champion de Pro B 2001 avec le CSP.

Pour la saison 2000-2001, qui se déroule en Pro B, Didier Dobbels, le nouvel entraîneur, compose avec un effectif entièrement remanié. Les deux américains, Malik Dixon et Jacob Jaacks apportent leur fougue et deviennent les nouvelles coqueluches de Beaublanc. Les cerclistes enchaînent les performances et battent de nombreuses équipes sur des scores élevés. C'est le cas, par exemple, contre Poissy (57-102) ou Reims (104-83). Cette équipe engrange un record télévisuel : elle est la première équipe de Pro B à voir son match diffusé sur une chaine nationale (France3), lors de la 5e journée, face à Angers (86-72). Le CSP est facilement sacré champion de France de Pro B et envisage un retour serein parmi l'élite du basket français.
Côté gouvernance et affaires juridico-financières, le club, sous administration judiciaire depuis son dépôt de bilan, est toujours dans une situation très floue. Avec le directoire en place, Jean-Pierre Karaquillo recherche des partenaires pour présenter un projet de reprise viable au tribunal de commerce. En mars 2001, deux projets de reprise du club sont en concurrence : celui de l'industriel lyonnais Perrin, et celui du directoire en place, porté par Jean-Pierre Karaquillo. Dans cette optique, Karaquillo se rapproche un temps de Luc Dayan, mais celui-ci s'associe finalement au projet de reprise de Perrin avant de se désintéresser in extremis du dossier. En avril 2001, le tribunal de commerce de Limoges choisit le plan de reprise du directoire en exercice du club, préféré à celui du lyonnais Jean-Claude Perrin, qui avait signalé qu'il ne s'interdirait pas de faire appel à Didier Rose pour ses recrutements.
En 2001-2002, le CSP Limoges, qui retrouve sa place en Pro A, voit son effectif grandement renouvelé avec le départ de ses deux meilleurs joueurs Malik Dixon et Jacob Jaacks. Ce retour en Pro A est l'occasion de l'arrivée d'un nouvel équipementier, Champion USA, qui propose au CSP un maillot novateur, avec un dégradé de couleurs jaune-orangé. L'objectif sportif est le maintien en Pro A. Limoges gagne des matchs importants et termine à la 11e place se maintenant en Pro A.
Pour la saison 2002-2003, Limoges vise ouvertement les play-offs. D'entrée, le championnat démarre bien pour le CSP avec une probante victoire, à Beaublanc, contre la JDA Dijon (81-68) mais dès la deuxième journée, des doutes s'installent avec une défaite chez le promu, Roanne (89-83). Le début de saison est émaillé de conflits internes entre les joueurs et l'entraîneur du CSP. De plus, l'effectif subit de nombreuses blessures et de multiples changements de joueurs tout au long de la saison. Le club doit faire face, en février 2003, à une crise sportive provoquée par le départ de Didier Dobbels. Il est remplacé par Philippe Maucourant, chargé de terminer une saison qui se solde par une décevante 14e place.

#### L'effondrement et le redémarrage en amateur
2003-2004 est une saison douloureuse pour une équipe désemparée, minée par les blessures et perturbée par les nouveaux problèmes financiers affectant le club. Malgré un recrutement important (retour de Yann Bonato, recrutement de Kelvin Gibbs, l'un des meilleurs joueurs américains de Pro B avec Brest, arrivées des Français Franck Mériguet et Jimmy Nébot, et du meneur américain Walsh Jordan) laissant augurer une place dans les 10 premiers de Pro A, l'alchimie ne s'est jamais créée au sein de ce groupe. Aux côtés des cadres, de jeunes joueurs (Baptiste Cransac, Jean-Richard Paul) sont lancés, pour la première fois avec un rôle important. La saison débute sur une bonne note par une victoire à Bourg (73-79) mais les cerclistes enregistrent six défaites de rang, à la suite desquelles de nombreux changements sont effectués (arrivée de Kenny Satterfield notamment). L'équipe est également marquée par la mononucléose de Yann Bonato, indisponible pour une période indéterminée. Une lueur au cours d'une saison bien sombre intervient toutefois : l'exploit face au premier de la saison régulière, l’Élan béarnais Pau-Orthez (73-70), le 22 novembre 2003, vaincu sur un tir à trois points au buzzer du meneur américain Kenny Satterfield, pour son premier match. Malheureusement, la crise perdure et donne même lieu à une réunion extraordinaire entre les supporters mécontents et les dirigeants du club. Les arrivées cumulées de Gregor Hafnar, de Curtis McCants et de l'ancien strasbourgeois Paris McCurdy ne changent rien à la situation critique du club. Le CSP finit dernier du championnat avec le plus mauvais bilan sportif de l'histoire du club en Pro A (7 victoires et 27 défaites).

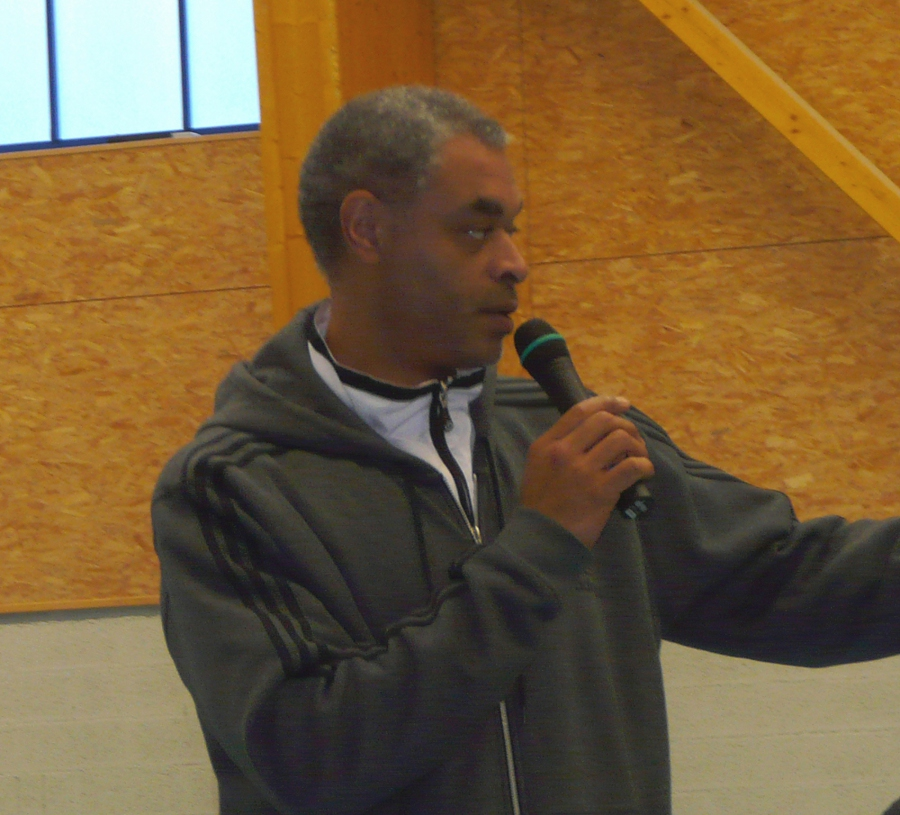
Hugues Occansey fait remonter le club en Pro B.

Sportivement détruit, le club se trouve également exsangue financièrement, ce qui mène à un dépôt de bilan le 8 juillet 2004. Dans la foulée, une nouvelle entité est créée sous l'impulsion de l'ancien meneur du club Frédéric Forte : le CSP Élite, qui récupère une partie des droits sportifs du CSP Limoges. Le club, avec l'appui du président de la FFBB Yvan Mainini, se voit octroyer le privilège d'une inscription en Nationale 1 pour "services rendus au basket français", en lieu et place de l'engagement en Nationale 3 (cinquième division) prévu par les règlements et statuts de la Fédération.
La saison 2004-2005, passée en N1, l'équivalent d'une troisième division, est celle d'un nouveau départ pour le CSP. Le club adopte, à l'été 2004, un nouveau maillot, et de nouvelles couleurs. C'est la fin de la période "jaune et grenat", et le début de la période "noir et blanc".
Le président Forte engage Hugues Occansey comme entraîneur. Ancien joueur du CSP, il est chargé de le faire remonter en Pro B en 2 ans. L'équipe est constituée autour de joueurs aguerris à l'élite fédérale, dont David Thévenon et Mourad Boughedir. Le début du championnat est difficile. L'équipe du CSP, encore auréolée de sa gloire passée, est attendue dans toutes les salles de la division. Les joueurs noir et blanc doivent également faire face à la pression que représente le fait de jouer au CSP. Les résultats sont moyens et à mi-championnat, Limoges se trouve en seconde partie de tableau. Mais l'arrivée de Diamory Sylla est l'élément déclencheur d'une folle remontée, qui voit le CSP échouer, en fin de saison, à la troisième place. Le CSP repart pour une année en Nationale 1.
La saison 2005-2006 est l'occasion de renforcer l'effectif par l'arrivée de joueurs étrangers de qualité, Erroyl Bing et Ville Kaunisto. Cette saison est également celle de la naissance d'un derby, appelé à durer, entre deux capitales régionales voisines, Limoges et Poitiers. Le CSP Limoges et la prometteuse équipe du Poitiers Basket 86 se livrent à un duel à distance pour la première place. Cette rivalité géographico-sportive trouve son point d'orgue dans la rencontre du 19 mars 2006. Elle est remportée 72 à 68 par le CSP. Ce match est l'occasion d'un record, celui de la plus grande affluence constatée pour un match de Nationale 1.
À l'issue de la saison, terminant second derrière Poitiers, Limoges, qui s'était donné deux ans pour y arriver, retrouve effectivement la Pro B.

#### L'attente

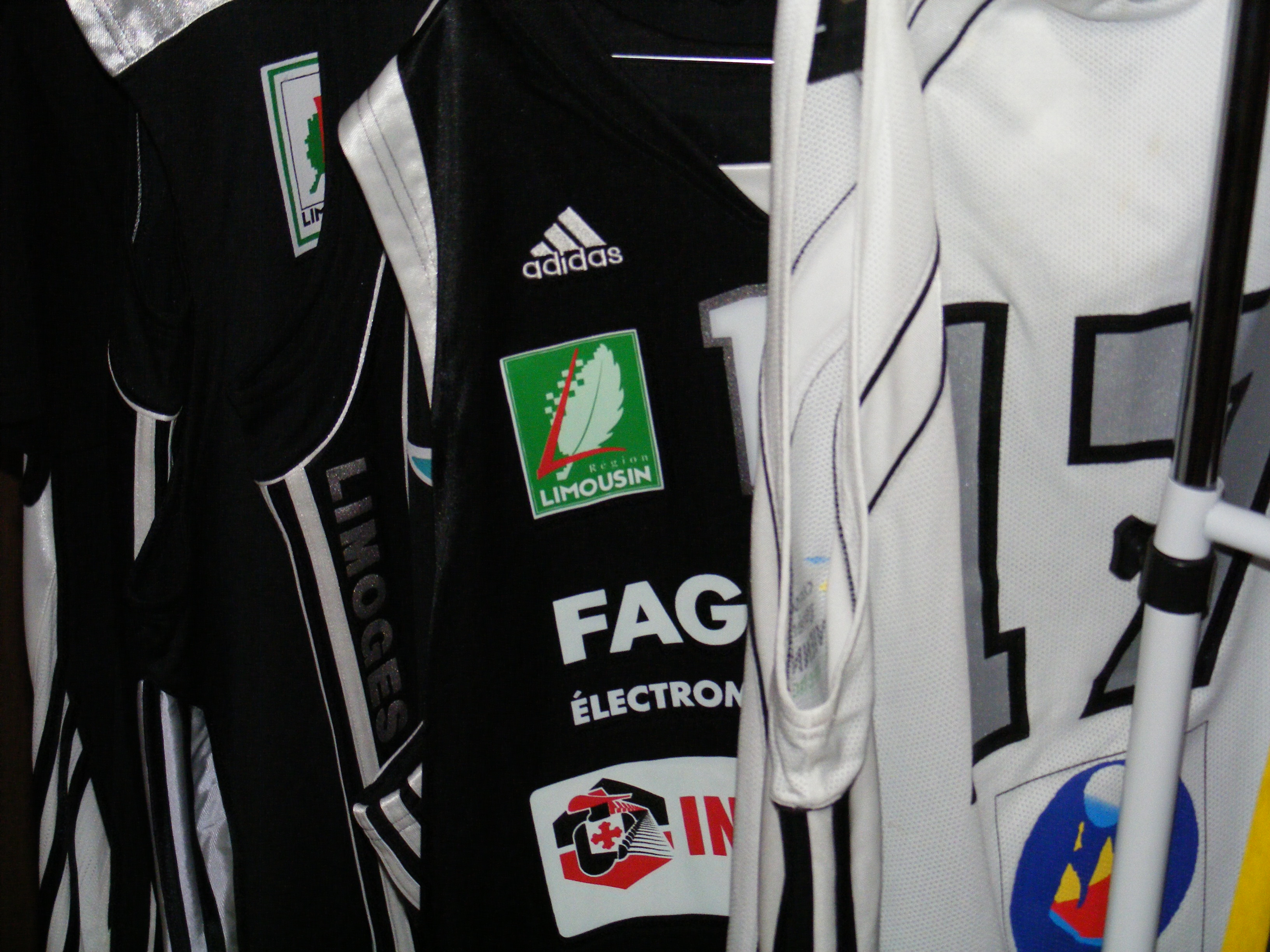
Noir et blanc, les couleurs du CSP de 2004 à 2011.

L'objectif fixé par le président est atteint : retrouver la Pro B en deux ans. Hugues Occansey, entraîneur des années Nm1, remercié, c'est Frédéric Forte qui prend les rênes de l'équipe et endosse la double casquette de président et d'entraîneur. Cette décision, faisant de lui le seul à cumuler les deux postes en France, lui vaut les critiques d'une large partie du public limousin. Le challenge reste le même : retrouver la Pro A en deux ans. En 2006, en dépit d'un effectif séduisant sur le papier, les résultats sont en deçà des espérances. Fabien Dubos, star annoncée du recrutement, ne tient pas son statut de leader et David Thévenon, locomotive de l'équipe en Nm1, semble ne pas digérer le passage à la division supérieure. Cette saison-là, le CSP fait appel à pas moins de six joueurs extracommunautaires et termine sixième du championnat, se faisant éliminer dès les quarts de finale par Quimper. Le Limoges CSP commence l'année 2007 sous un nouveau statut juridique, afin de se mettre en conformité avec les règlements et statuts de la LNB. Le Limoges CSP SASP est né. Limoges compte dans ses rangs le MVP Pro B de l'année précédente, Ivan Almonte, ainsi que le champion du monde 1998, Dragan Lukovski. Durant la trêve, Frédéric Forte fait appel à Olivier Cousin pour le remplacer au poste d'entraîneur, ce qui ne suffit pas pour créer le choc psychologique attendu. Le CSP est éliminé une nouvelle fois en quart de finale par Saint-Étienne.
La saison suivante, c'est le grand ménage. Olivier Cousin est maintenu à son poste, mais l'effectif du Limoges CSP est profondément remanié avec l'arrivée du talentueux arrière américain : Alhaji Mohammed.
Le CSP commence la saison 2008-2009 avec Dragan Lukovski diminué par une nouvelle blessure, Adam Harrington, Passave-Ducteil, Daniel Oyono et Scott Emerson blessés. Les pigistes médicaux s'enchaînent, deux jokers sont recrutés en novembre, notamment à cause d'une nouvelle blessure de Dragan Lukovski. Ce dernier quitte le club en janvier. En mars, c'est Scott Emerson qui met un terme à sa saison : il souffre d'une tumeur. Puis, c'est au tour d'Adam Harrington de quitter le club, une nouvelle fois blessé à la cheville. En avril, le CSP, pourtant quatrième du championnat, change d'entraîneur, Éric Girard remplaçant Olivier Cousin.
Le club se classe cinquième de la phase régulière. Afin de renforcer le collectif avant les play-offs, et dans le souci d'imprimer sa marque, Éric Girard fait appel à l'ailier fort Steffon Bradford. Les marches des quarts de finale contre Clermont et de demi-finale contre Paris-Levallois, assuré de la montée en Pro-A, sont franchies sans difficultés. Mais en finale, le CSP s'écroule, face à Poitiers. Cette défaite condamne le CSP à passer une quatrième saison en Pro B.

#### Une brève réapparition dans l'élite
Le CSP, afin de retrouver enfin la Pro A, a décidé de miser sur la stabilité en conservant une ossature de la saison précédente, dont son meilleur marqueur, Alhaji Mohammed et en engageant des joueurs comme John Mc Cord et John Ford. La saison se résume globalement à un duel à distance entre Pau-Orthez et le CSP, qui se retrouvent rapidement nantis d'une belle avance sur leurs poursuivants.
Frédéric Weis, l'un des héros du triplé 2000, revient afin d'aider le club à retrouver l'élite.
Les hommes d'Éric Girard terminent à la deuxième place derrière Pau-orthez et abordent les play-offs avec pression mais aussi une possibilité supplémentaire de monter en cas de victoire finale de Pau. À l'issue des quarts de finale contre l'ESSM Le Portel, Limoges se qualifie pour les demi-finales contre la JSF Nanterre. Après deux victoires, les joueurs limougeauds se qualifient pour la finale de Pro B.
C'est finalement le rival historique, l'Élan béarnais, qui permet au CSP de retrouver l'élite Pau-Orthez ayant terminé premier la phase régulière et obtenu ainsi le premier ticket pour l'accession, le second est attribué au champion de France de Pro B ou au finaliste en cas de victoire du vainqueur de la phase régulière. La finale, à l'enjeu anecdotique mais à la forte symbolique est remportée par Pau.
La saison 2010-2011, qui est celle du premier retour en Pro A depuis la catastrophique saison 2003-2004 commence par une défaite, contre Orléans. Une large victoire face au rival palois (90-63) lors de la 3e journée laisse entrevoir des espoirs de saison réussie, mais la phase aller s'avère très difficile. À la suite d'une rencontre face à la JA Vichy, perdue à la dernière seconde par un shoot de son camp, de Jamal Shuler, Frédéric Forte annonce le remplacement d'Éric Girard par Zare Markovski pour sauver le club de la relégation. Mais, s'ensuit deux défaites face aux rivaux béarnais et poitevins. Le 5 mars 2011, contre Roanne, les groupes de supporters et une partie du public se mettent d'accord pour faire la grève des encouragements, une première dans l'histoire du basket-ball Français. Des banderoles (mercenaires, pas d'amour du club, bolegatz-vos lo cuol et d'autres en anglais) dénoncent le manque de motivation et d'implication des Américains dont Richard Thomas Guinn et Cedrick Banks. La suite de la saison se résume à une longue descente aux enfers et malgré le renfort précieux de Robert Hite et d'Ndudi Ebi, Limoges redescend en Pro B.

### La reconquête (depuis 2011)
Après une saison décevante et des espoirs en vains, le CSP réussit à remporter son premier titre depuis onze ans en étant sacré champion de pro B et retrouve ainsi l'élite. Avec le soutien d'un public toujours fidèle, le club reconquit le championnat de France de Pro A en remportant de nouveaux titres et retrouve les compétitions européennes se replaçant parmi les acteurs majeurs du basket français.

#### Le retour au sommet de l'élite

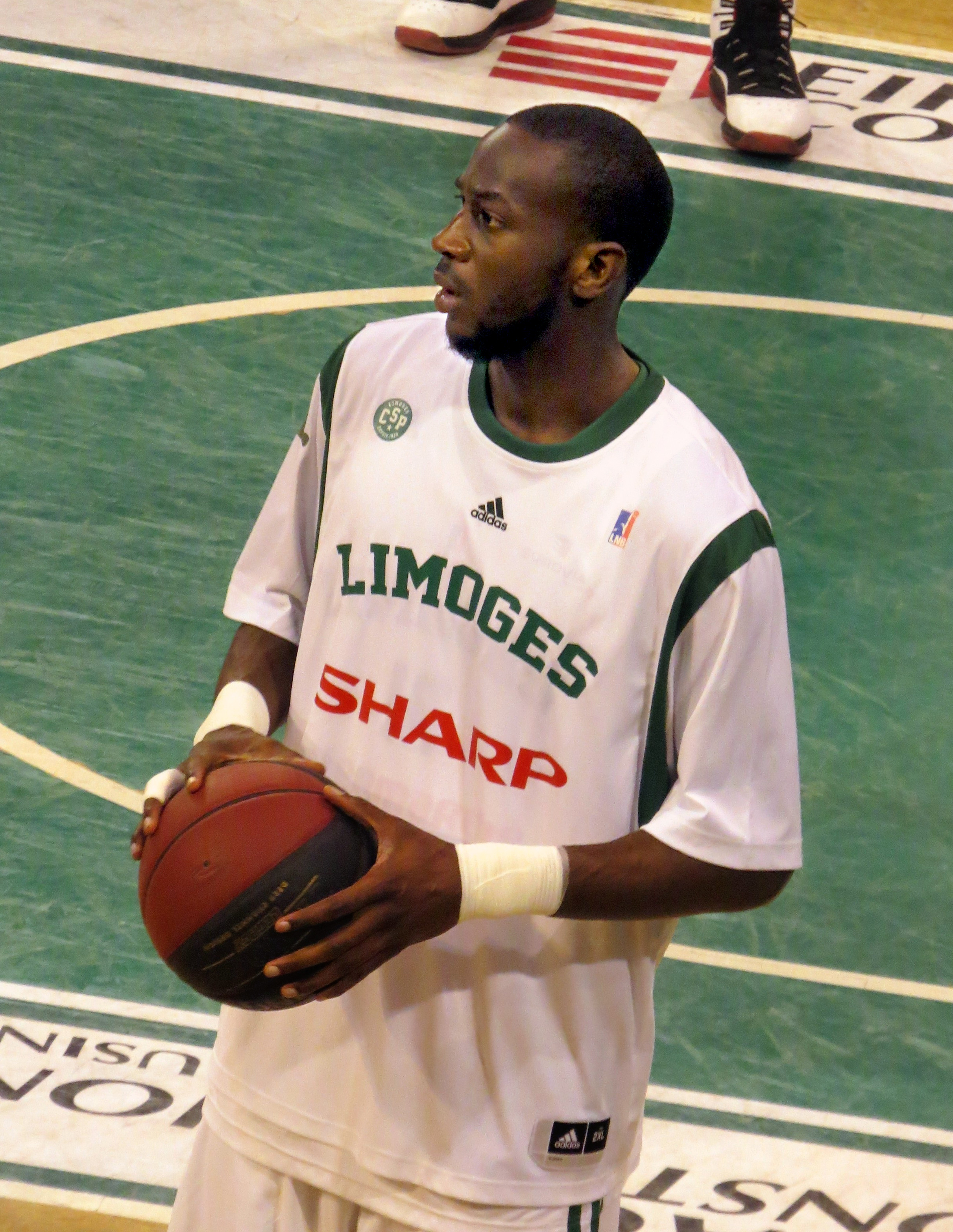
Nobel Boungou Colo, champion de France 2014 et 2015 avec le CSP.

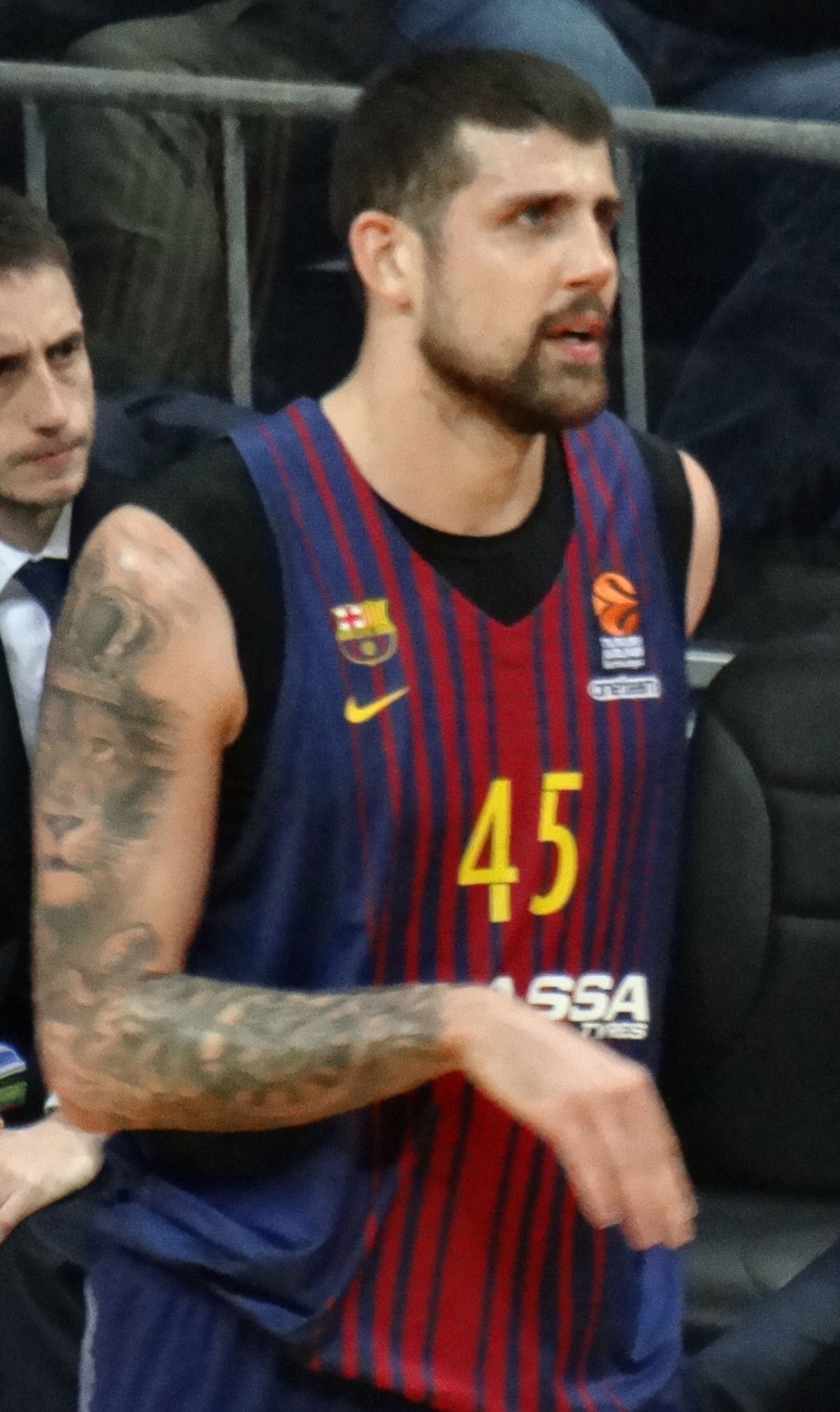
Adrien Moerman, champion de France 2014 et 2015 avec le CSP, MVP du championnat de France 2015.

La saison 2011 a fait naître des doutes et des craintes sur l'avenir du club, l'heure est à un retour au maillot vert et blanc (en référence à la période des premiers titres), le logo est également changé. Le président Forte veut ainsi revenir aux valeurs qui ont fait la gloire du club.
La saison 2011-2012 est passée en Pro B. Le CSP l'entame avec un nouvel entraîneur : Frédéric Sarre sollicité par le président Frédéric Forte afin de porter un projet à long terme visant la remontée en Pro A et le retour du club dans l'élite des clubs de basket français. Une belle équipe est formée autour de Kyle McAlarney, Raphaël Desroses, Joseph Gomis, Chris Massie et Sambou Traoré. "Fred" Sarre dirige d'une main de maître les joueurs du CSP et permet de propulser l'équipe en haut du tableau de Pro B, tout d'abord derrière le Boulazac Basket Dordogne, puis en tant que seul leader. Limoges devient Champion de France de Pro B en dominant Boulazac en finale.
Dirigé par Panayótis Yannákis pour la saison 2012-2013, le CSP fait forte impression en remportant le Match des champions (seul trophée qui manquait au club) face au champion de France en titre l'Élan Chalon sur le score de 78 à 76.
Avec l'intérieur Jon Brockman, qui excelle au rebond, Limoges assure son maintien en Pro A grâce à une victoire contre Paris-Levallois à Beaublanc, 20 ans jour pour jour après le sacre des Limougeauds en Euroligue. Pour l'occasion, les joueurs du CSP avaient revêtu le maillot jaune et grenat, rendant ainsi hommage aux héros de 1993 venus assister à ce match.

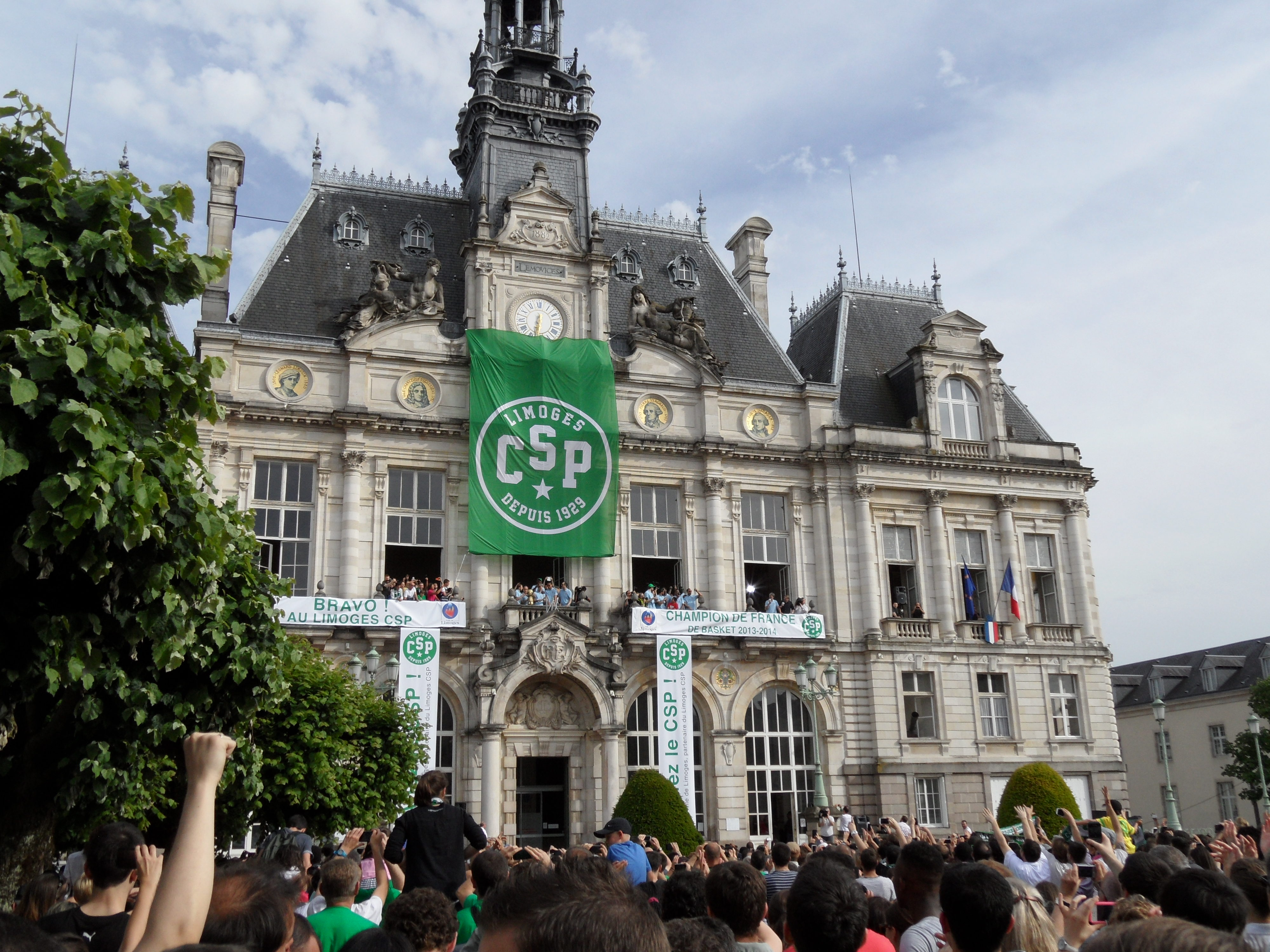
L'équipe du Limoges CSP présente le trophée de champion de France de basket-ball 2014 au balcon de l'hôtel de ville de Limoges

Après une période de transferts bien négociée, la saison 2013-2014 débute en beauté pour le CSP qui fait la course en tête. L'équipe, principalement renforcée par des joueurs en quête de relance (comme Alex Acker, Taurean Green et J. R. Reynolds), réalise quelques faux pas mais relève systématiquement la tête autour d'un duo Adrien Moerman-JK Edwards très efficace ainsi que Nobel Boungou Colo élu MVP du All-Star Game LNB 2013, une première pour un joueur limougeaud depuis Jim Bilba en 1993. Le CSP termine à la 2e place de saison régulière. Lors des play-offs, Limoges élimine en quart de finale l'ASVEL (2 matchs à 0) puis Dijon (3 matchs à 2) en demi-finale. Limoges CSP accède ainsi à la finale de Pro A et remporte les deux premiers matchs à l'extérieur contre Strasbourg. Le match 3 à Beaublanc se jouant à guichet fermé, deux écrans géants sont installés dans le stade de rugby situé à moins de 100 mètres pour pallier la demande. Près de 7 000 spectateurs y prennent place. Le Limoges CSP bat Strasbourg (73-70) et remporte son dixième titre de champion de France.
Adrien Moerman est à son tour élu MVP du All-Star Game LNB 2014. À la suite d'un début d'année 2015 compliqué, l'entraineur Jean-Marc Dupraz est remplacé par Philippe Hervé qui maintient l'équipe à la 3e place du championnat.
Le Limoges CSP revient de nouveau en finale face à Strasbourg après avoir éliminé Le Havre en 1/4 (2 matchs à 0) et le SLUC Nancy en 1/2 (3 matchs à 0). Le Limoges CSP remporte le championnat 2014-2015, son onzième titre de champion de France (par 3 matchs à 1), conservant sa couronne nationale grâce à Eugene Jeter et Fréjus Zerbo, tous deux étincelants lors du dernier match.

#### Le nouveau projet CSP

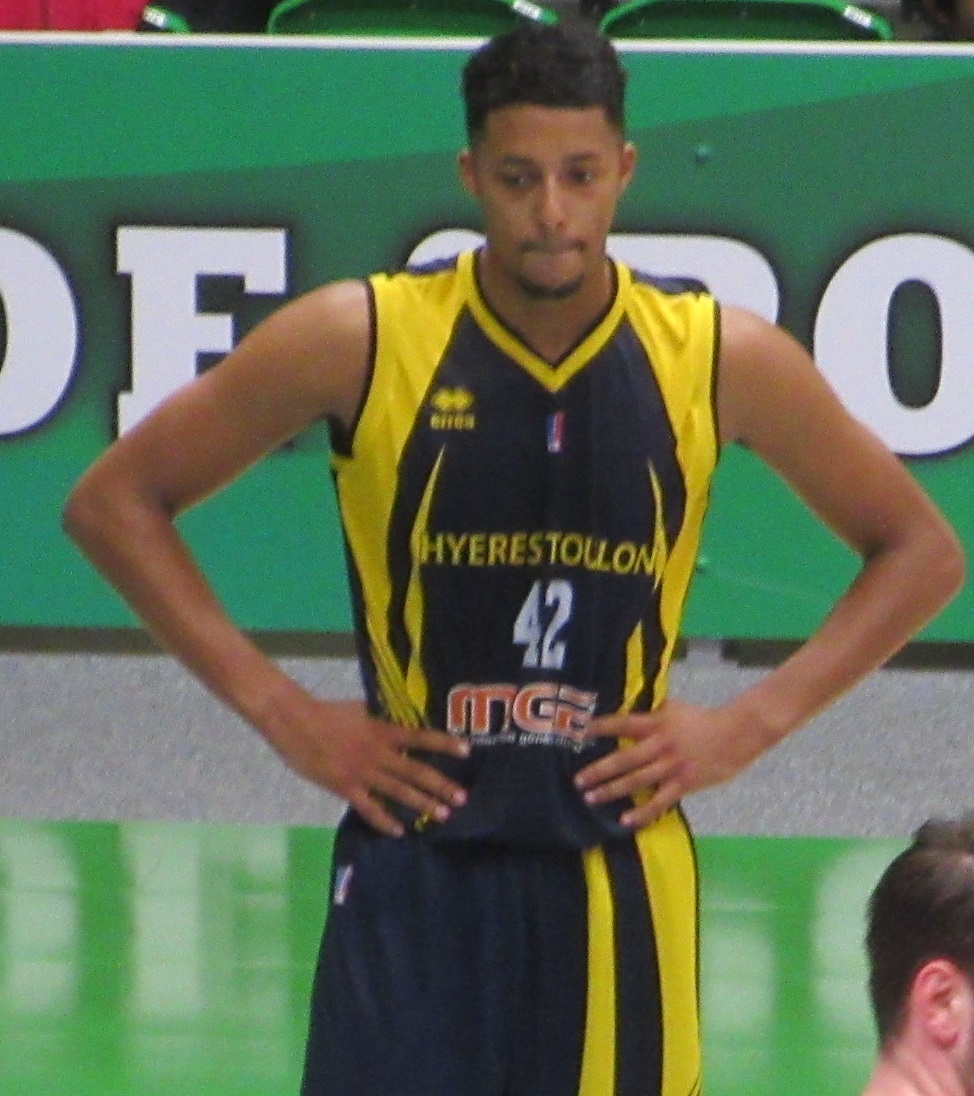
William Howard.

La saison 2015-2016 marque un coup d'arrêt pour le CSP qui doit se renouveler après les départs d'Adrien Moerman, Jamar Smith et Pooh Jeter. La mauvaise intégration du meneur Randy Culpepper est le point de départ d'une saison compliquée. L'équipe peine à se reconstruire et termine à la 10e place de Pro A manquant, une nouvelle fois, sa campagne européenne malgré l'apport, au cours de la saison, d'Heiko Schaffartzik puis de Bo McCalebb ainsi que le recrutement du coach Duško Vujošević. Avec les blessures de Romain Duport et Zamal Nixon ainsi qu'un recrutement très décevant pour le club qui compte parmi les plus gros budgets de la Pro A, la saison 2016-2017 ne démarre pas sur de bons rails. Le président Frédéric Forte, qui a annoncé le maintien comme objectif en début de saison, présente son « projet 3.0 » afin de lutter contre la baisse des subventions publiques tout en conservant de fortes ambitions sportives. Cela comprend, entre autres, la création d'un restaurant à côté de la salle de basket, l'aménagement du hall de Beaublanc et des coursives, la création d'une tribune famille, la transformation de l'espace partenaires en club-house et la création d'un poste de directeur sportif. La finalité du Projet 3.0 est de créer de nouvelles ressources financières et de pouvoir attirer les meilleurs JFL de Pro A et de Pro B. Le CSP gagne son maintien mais laisse tout de même un goût amer, au vu de son effectif (avec William Buford et Klemen Prepelič), ne parvenant pas à se qualifier en play-offs pour la deuxième saison consécutive. Le CSP se voit tout de même invité par l'ULEB pour participer à la prochaine Eurocoupe.
Limoges réalise un bon de début de saison de Pro A 2017-2018 autour d'une équipe totalement reconstituée avec des jeunes prometteurs ou joueurs expérimentés comme Axel Bouteille, Kenny Hayes, William Howard ou encore Samardo Samuels. L'équipe, emmenée par Kyle Milling réussit également dans l'Eurocoupe en atteignant le Top 16. Quatrième de saison régulière, le CSP retrouve les playoffs et s'incline en demi-finale face au leader Monaco (1 match à 3) après avoir éliminé Dijon (2 matchs à 0). Si cette saison a redonné de la fierté au public de Beaublanc, elle a surtout été marqué par le décès de l'illustre Frédéric Forte. Le club est à nouveau invité à participer à l'Eurocoupe la saison suivante. Le CSP ne confirme pas les espoirs lors du début de saison 2018-2019, et doit gérer des conflits internes entre la direction du club et les supporters limogeauds mais également au sein de l'équipe même. Puis une nouvelle défaite face à Dijon (67-79), précipite le départ de l'entraîneur du Limoges CSP, Kyle Milling (remplacé par François Peronnet). En retrait depuis le décès de son époux, Céline Forte souhaite faire entendre sa voix et même reprendre les rênes du Limoges CSP. Malgré cette tourmente, le CSP atteint le Top 16 de l'Eurocoupe et se qualifie pour les play-offs du championnat. L'équipe est éliminée en quart de finale face à Monaco. Dans un contexte inédit dû à la crise sanitaire (Covid-19) et la fin prématurée de la saison sportive 2019-2020, le CSP se classe à la 6e place. La saison 2020-21 est une phase compliquée de reconstruction, l'équipe manque de peu une qualification pour les playoffs de Jeep Elite et s'arrête aux portes de la finale de la coupe de France. Le 110e Clasico du basket français entre Limoges et Élan béarnais Pau-Lacq-Orthez devait se tenir le 23 janvier 2022, À l’issue des tests-PCR effectués à 48h du match, comme prévu par le protocole de la Ligue nationale de basket le match est reporté, Après cinq défaites consécutives toutes compétitions confondues, le Limoges CSP a renoué avec la victoire à l’occasion du 110e clasico de l’histoire (85-75) le 20 février 2022. Le 7 février 2022, le Limoges CSP officialise la signature de Kevin Anstett en tant que directeur sportif du club à compter de la saison prochaine remplaçant Crawford Palmer,.
Sur la saison 2021-2022, le club a une perte de 583 000 euros.
Lors de la saison 2023-2024, le club est sanctionné de trois victoires retirées par le conseil supérieur de gestion de la LNB (le 15 novembre 2023). Le club a fini la saison 2022-2023 avec un lourd déficit de près d'un million d'euros. Le conseil supérieur de gestion reproche au club une présentation comptable non fidèle avec une différence notable entre les comptes estimés et clôturés. En appel, le 18 décembre, la sanction est réduite à deux victoires retirées et 10 000 € d'amende,. Le budget prévisionnel du club est de 6,12 millions d'euros pour la saison 2023-2024. La situation empire en février 2024. Dans un premier temps, les commissaires aux comptes du CSP avertissent le procureur de la république de Limoges et une enquête est ouverte par le parquet de Limoges pour « malversations financières »,. Peu après, le conseil départemental (qui subventionne le club) commande un audit sur la situation financière du club et la mairie de Limoges suspend le versement d'une subvention de 400 000 euros. La mairie demande au club d'ouvrir son capital « à hauteur d'un million d'euros »,.

#### Après le refus de la DNCCG d'engager Limoges en Betclic Elite et en ProB, l'appel du CSP est finalement accepté.
Malgré cela, il avait acquis son maintien sur les parquets en terminant 13e de la saison régulière. Depuis la décision de la propriétaire, Céline Forte, de rejeter le projet de reprise de Lionel Peluhet, un cadre numéro 2 d'Intermarché prêt à injecter 1,2 million d'euros de sa poche. Le président de la DNCCG, Patrick Hianasy, avait jugé le 16 mai que "la solution Lionel Peluhet", soutenue par les collectivités locales en froid avec l'équipe dirigeante en place, était "la seule" pour reprendre les destinées du CSP. Il avait ajouté que ce projet était "crédible" et avait accordé un délai supplémentaire pour que l'affaire puisse se conclure. Au moment où le président du directoire Didier Jamot, partisan du projet Peluhet, a jeté l'éponge et démissionné, le compte X (ex-Twitter) du club a changé son appellation en un énigmatique "Limoges CSP by FF" (référence à Frédéric Forte), alimentant la rumeur de l'arrivée d'un "naming". Céline Forte, accompagnée de son directeur commercial et gendre Guillaume Lanave, a été auditionnée par l'instance pour s'expliquer... sans parvenir à convaincre le 28 mai 2024,,,,.
Sous la pression des collectivités, après avoir évoqué de multiples pistes. Céline Forte accepte la vente du club, et après sa reprise en main par Lionel Peluhet, le CSP est finalement accepté en Betclic Elite pour la saison 2024-2025.
Xavier Bonnafy est le nouveau président exécutif du Limoges CSP, et va travailler avec Lionel Peluhet pour redresser le club limougeaud. Xavier Bonnafy, était le Président de l’association Limoges CSP, il fut aussi le directeur administratif et financier du club de 1995 à 2000. Crawford Palmer revient au sein de la nouvelle équipe de Lionel Peluhet. Nommé directeur sportif en 2019, il avait été écarté en cours de saison 2021-2022. Il est depuis resté sans club et retrouve son poste de directeur sportif. Le successeur de Guillaume Lanave, gendre de Céline Forté, est l'ancien joueur et commercial du Boulazac Basket Dordogne Pierre Bonneau.
Le 1er novembre 2024, lors du match face à l'Élan Chalon, son ancien club, Nicolas Lang, établit un nouveau record du nombre de paniers à trois points marqués en carrière dans le championnat de première division, record détenu jusqu'alors par Éric Micoud (755 trois points). Le 9 novembre 2024, le Limoges CSP s'incline pour la première fois de la saison à Beaublanc face au Cholet Basket leader du championnat (69-75).
Le 13 janvier 2025, au lendemain de la défaite face à Étoile sportive Saint-Michel Le Portel Côte d'Opale (77-98), c'est l'annonce de la mise à pied de l'entraîneur Jean-Marc Dupraz qui est remplacé par son adjoint Mikko Larkas (en) qui ne dispose pas de tous les diplômes nécessaires. Mikko Larkas occupait le rôle d'entraîneur adjoint de l'ancien entraîneur du CSP Massimo Cancellieri. Dupraz quitte le CSP un an après son arrivée sans avoir gagné un match à l'extérieur. Le club annonce la fin de collaboration d'un commun accord avec Malik Osborne qui part pour Rostock et le Championnat d'Allemagne de basket-ball recruté par ancien directeur sportif du CSP Kevin Anstett lui-même officialisé outre-rhin. En février 2025, le Limoges CSP doit beaucoup s'appuyer sur ses jeunes joueurs français car il n'a plus que deux étrangers dans ses rangs. Le CSP est à la recherche d'un poste 4 étranger d'envergure.
Le Limoges CSP annonce la signature de Josh Bannan, intérieur australien, comme pigiste d’Alexandre Chassang le 18 mars 2025. Le club du CSP a officialisé la nomination de Thomas Jacquemier au poste de directeur exécutif. L'ancien directeur général des Girondins de Bordeaux entre 2019 et 2024 aura la charge de « déployer le projet et la stratégie du club »,. Au terme d'une rencontre épique et après trois prolongations, le Basket Club Maritime Gravelines Dunkerque Grand Littoral s'est imposé à Beaublanc face au Limoges CSP (110-122). Malgré les 25 points de Mohamed Diarra ou les 30 rebonds à eux d'eux de Tajuan Agee et Valentin Chery puis auteur de 48 points, Glynn Watson Jr est auteur de quinze dernières minutes de très grande qualité. À quatre journées de la fin de la phase régulière, Limoges est 14e et premier non-barragiste,. À trois journées de la fin, Limoges possède deux victoires d’avance sur Le Portel, l’avant-dernier du championnat, et donc en position de jouer les play-down. Le Limoges CSP privé d'Alexandre Chassang et Trevon Bluiett n'a pas rivalisé avec Association sportive de Monaco, champion de France en titre, ce 28 avril 2025 avec une lourde défaite 91 à 52 -39. À Beaublanc, en championnat, le 13 avril 2021 est resté dans l’histoire : 69-103 face à Dijon, un écart de 34 points. En coupe d’Europe, cela avait été pire face à Vitoria, en 2015 : 71-107, 36 points d’écart.le record absolu daterait de la saison 1993-1994, à l’extérieur au Real Madrid en Euroleague : 81-36, soit 45 points d’écart,. Battus à Dijon (89-83), les Limougeauds ont pu compter sur la victoire du Paris Basketball de Nadir Hifi sur Le Portel un peu plus tard dans la soirée du 10 mai 2025 pour valider leur maintien en première division une journée de la fin de la saison (9 victoires, 20 défaites),. Après deux saisons en Betclic Élite à Limoges, Lucas Beaufort a décidé de redescendre d’un niveau et de rejoindre l’ambitieux projet du Saint-Chamond Basket. Mikko Larkas ne sera plus l'entraineur du CSP en poste depuis janvier 2025 il est arrivé en fin de contrat tout comme les départs des adjoints Romain Leroy et Quentin Boullet,. Mikko aux 5 victoires en 15 matchs avec le club du CSP ne restera cependant pas sur le carreau cet été. Le technicien finlandais a été embauché par un cador du championnat polonais le Trefl Sopot, champion en 2024.

## Bilan financier
La Ligue nationale de basket-ball (France) publie le bilan financier des clubs de Betclic Elite et de Pro B pour la saison 2023-2024. Les chiffres laissent apparaitre un résultat d'exploitation négatif de 1,478 millions d'euros en raison d'une diminution de moitié des recettes de sponsoring. Les recettes des sponsors ont baissé de moitié par rapport à la saison précédente, passant de 3,2 millions d'euros à 1,6 millions. Les recettes de matchs ont baissé de 21%, passant de 2,1 millions d'euros à 1,7 millions d'euros, soit une perte de 440,000 euros. Les charges d'exploitation du club ont baissé et passent de 7,3 millions d'euros à 6,4 millions d'euros. Quant à la masse salariale sportive, elle reste stable à 1,7 millions d'euros. Entre 2019 et 2024, le Limoges CSP a perdu 300 partenaires,,,.

## Nouvel entraîneur 2025-2026
Le Limoges CSP a annoncé ce mercredi 11 juin 2025, le nouveau coach qui sera Dario Gjergja qui arrive de Ostende avec l'un de ses fidèles assistants Ivan Perinčić ils se sont engagé pour les deux prochaines saisons. Dario Gjergja retrouvera notamment Mamadou Guisse,,,. Alexandre Chassang n'évoluera plus sous les couleurs du CSP à la rentrée malgré la volonté du club de le conserver,.
Le 27 juin 2025, lors du projet présenté aux partenaires et à la presse au Pôle de Lanaud le Limoges CSP devient le premier club de basket masculin à mission en France il adopte le statut d’entreprise à mission. pour la nouvelle saison elle se veut ambitieux Celui d'être dès que possible la 4e place forte du basket français derrière Association sportive de Monaco, Paris Basketball et l'ASVEL Lyon-Villeurbanne de son propriétaire Tony Parker. La masse salariale que la DNCCG a validé, va passer de 1,4 à 1,9 million d'euros, ce qui placera le club dans le Top 8 des masses salariales de Betclic Elite la saison prochaine. "Aucun club n'est devenu champion de France l'année de son centenaire" a osé le président Lionel Peluhet. Le centenaire du Limoges CSP, ce sera en 2029, année de livraison du "nouveau Beaublanc". Dans le projet, il y a également la création d'une cité du basket avec notamment un musée (des contacts ont été noués avec le club de rugby ASM Clermont Auvergne). Le Limoges CSP annonce la signature d’un partenariat structurant et ambitieux avec le Limoges Avenir Basket Club en Limousin Plutôt que de créer une nouvelle section féminine au CSP l'objectif est d'aider le club à monter de deux divisions et donc de retrouver la Ligue Féminine 2,.
Coté départs Souley Boum, libéré de sa dernière année de contrat, ainsi que ceux de William Christmas et de Josh Bannan qui étaient tous les deux en fin de contrat et Mohamed Diarra rejoint officiellement le Cholet Basket pour trois saisons,. Le 15 juillet 2025, Arnaud Tessier sera entraîneur adjoint, aux côtés de Dario Gjergja et Ivan Perinčić. Arnaud Tessier a été le meilleur entraineur du championnat espoir, avec le CSP en 2022. Éligible à une prolongation au CSP Limoges, l’arrière-ailier Trevon Bluiett n’est finalement pas conservé par son club, et rejoint Atomerőmű SE en première division hongroise. Dani Ayora Urrutia est engagé au sein de son centre de formation. Dani avait pris part à des programmes de détection et de formation de haut niveau, aux côtés de clubs comme le Real Madrid (basket-ball), Bàsquet Manresa ou la Joventut Badalona.

## Palmarès, bilan sportif et records
‌

### Palmarès
Depuis sa victoire le 20 septembre 2012 au Palais des congrès de Paris sur Chalon lors du Match des champions, le CSP Limoges a remporté, une fois au moins, toutes les compétitions officielles (trophées, coupes et championnats) françaises.
De même, le CSP s'est imposé dans chacune des trois compétitions européennes.
Depuis le 5 juin 2014, le CSP devient le second club à remporter au moins dix fois le championnat de France de Pro A, après l'ASVEL.
| Compétitions nationales | Compétitions internationales |
| --- | --- |
| - Championnat de France de Betclic élite (11) - Champion : 1983, 1984, 1985, 1988, 1989, 1990, 1993, 1994, 2000, 2014, 2015 - Vice-champion : 1982, 1987, 1991, 1992, 1998 - Coupe de France / Coupe de la Fédération (6) - Vainqueur : 1982, 1983, 1985, 1994, 1995, 2000 - Finaliste : 2011, 2012 - Tournoi des As / Leaders Cup (2) - Vainqueur : 1988, 1990 - Finaliste : 1991, 1992 - Match des champions (1) - Vainqueur : 2012 - Finaliste : 2014, 2015 - Championnat de France de Pro B (2) - Champion : 2001, 2012 - Vice-champion : 1978, 2009, 2010 - Championnat de France de Nationale 1 - Vice-champion : 2006 | - Champion d’Europe / Euroligue (1) - Vainqueur : 1993 - Coupe d’Europe des vainqueurs de coupe (1) - Vainqueur : 1988 - Coupe Korać (3) - Vainqueur : 1982, 1983, 2000 - Finaliste : 1987 - Open McDonald's - Meilleure performance : troisième en 1991 |
| - Championnat de France de Betclic élite (11) - Champion : 1983, 1984, 1985, 1988, 1989, 1990, 1993, 1994, 2000, 2014, 2015 - Vice-champion : 1982, 1987, 1991, 1992, 1998 - Coupe de France / Coupe de la Fédération (6) - Vainqueur : 1982, 1983, 1985, 1994, 1995, 2000 - Finaliste : 2011, 2012 - Tournoi des As / Leaders Cup (2) - Vainqueur : 1988, 1990 - Finaliste : 1991, 1992 - Match des champions (1) - Vainqueur : 2012 - Finaliste : 2014, 2015 - Championnat de France de Pro B (2) - Champion : 2001, 2012 - Vice-champion : 1978, 2009, 2010 - Championnat de France de Nationale 1 - Vice-champion : 2006 | Compétitions de jeunes |
| - Championnat de France de Betclic élite (11) - Champion : 1983, 1984, 1985, 1988, 1989, 1990, 1993, 1994, 2000, 2014, 2015 - Vice-champion : 1982, 1987, 1991, 1992, 1998 - Coupe de France / Coupe de la Fédération (6) - Vainqueur : 1982, 1983, 1985, 1994, 1995, 2000 - Finaliste : 2011, 2012 - Tournoi des As / Leaders Cup (2) - Vainqueur : 1988, 1990 - Finaliste : 1991, 1992 - Match des champions (1) - Vainqueur : 2012 - Finaliste : 2014, 2015 - Championnat de France de Pro B (2) - Champion : 2001, 2012 - Vice-champion : 1978, 2009, 2010 - Championnat de France de Nationale 1 - Vice-champion : 2006 | - Championnat de France espoirs 1re division (1) - Champion : 1986 - Vice-champion: 2017, 2023 - Trophée du futur - Finaliste: 2022, 2023 - Championnat de France espoirs 2e division (1) - Champion : 2001                                              |

## Maillots retirés
Au basket-ball, c'est une manière ultime de rendre hommage à un joueur emblématique : retirer son maillot et son numéro afin que plus personne ne le porte.
- 4 - Frédéric Forte

Le 1er février 2020, à l'occasion du match contre le BCM Gravelines, soit quelques jours après ce qui aurait été son cinquantième anniversaire, son maillot, le numéro 4, a été retiré et hissé au plafond de Beaublanc
- 7 - Richard Dacoury.

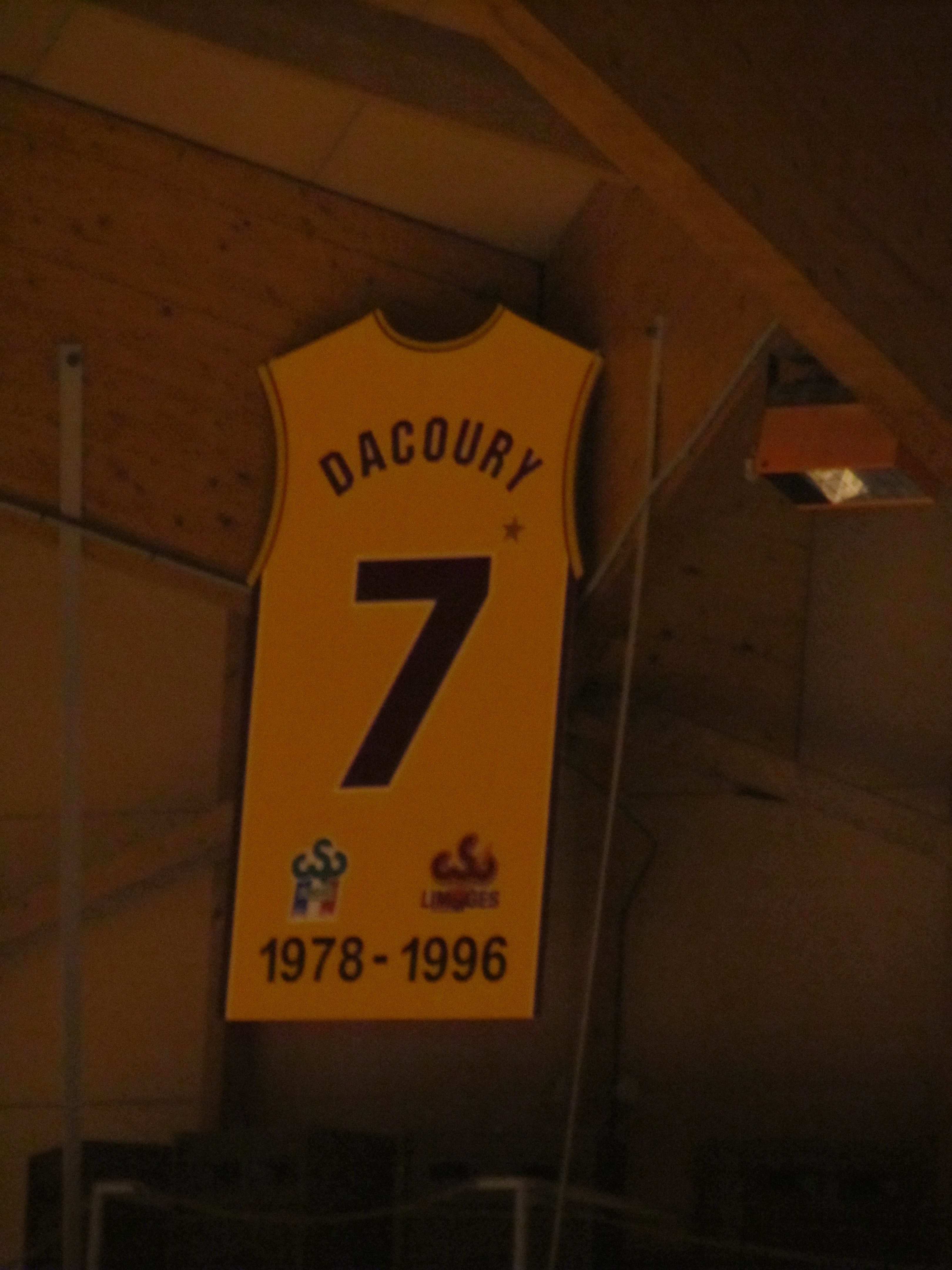
Le numéro 7 de Richard Dacoury, à Beaublanc.

Frédéric Forte, ancien joueur devenu président du club, avait promis en 2004 qu'il retirerait le maillot de Richard Dacoury, son coéquipier pendant 8 saisons, lorsque le CSP retrouverait l'élite. Ce fut chose faite.
La cérémonie eu lieu juste avant le coup d'envoi de la saison des cerclistes le 9 octobre 2010 à l'occasion du retour en pro A. Richard Dacoury a vu son maillot s'élever au-dessus du parquet du Palais des sports de Beaublanc. L'ancienne gloire, dont jamais personne n'a osé porter le numéro 7 depuis son départ en 1997, fut adulé durant de longues minutes par le public de beaublanc avant son discours.
Ce maillot retiré a la particularité d'être vert sur un côté et jaune sur l'autre. La première couleur du maillot est celle que Richard Dacoury a connu à ses débuts, la deuxième couleur est celle qu'il a connu à partir de la saison 1992-1993.
Richard Dacoury affiche un bilan exceptionnel avec le CSP : 18 saisons jouées pour 19 titres remportés dont la prestigieuse coupe d'Europe (Euroligue), deux coupes Korac, une coupe des coupes, huit titres de champion de France de Pro A et sept coupes de France. Il fut un joueur très spectaculaire et lança, en France, la mode du dunk qu'il maîtrisait à la perfection.
- 8 - Ed Murphy.

Le numéro 8 de l'ailier américain, Ed Murphy, fut retiré le 26 septembre 2016 à Beaublanc lors de l'ouverture de la saison de Pro A.
Shooter exceptionnel des années 1980, Ed Murphy remporte de nombreux titres avec le CSP dont trois championnats de France et deux coupes Korac avec des statistiques impressionnantes entre 1981 et 1985.
Spécialiste du un contre un, il affiche des statistiques impressionnantes (autour de 60% de réussite) et est l'auteur de nombreux records.
Ed Murphy est le meilleur marqueur du championnat de France à quatre reprises et est nommé trois fois MVP étranger du championnat de France. Il est la première grande star américaine à avoir joué pour Limoges et a largement contribué à écrire les premières pages glorieuses de l’histoire du club.

## Image et identité

### Maillot
| Période     | Équipementier | Sponsor principal   |
| ----------- | ------------- | ------------------- |
| 19??-1974   | aucun         | Novotel             |
| 1974-1978   | aucun         | Copreco             |
| 1978-1981   | aucun         | Crédit agricole     |
| 1981-1982   | Pony          | Crédit agricole     |
| 1982-1989   | Adidas        | Crédit agricole     |
| 1989-1992   | Adidas        | Opel                |
| 1992-1994   | Nike          | Casino              |
| 1994-2001   | Nike          | Géant               |
| 2001-2004   | Champion      | Géant               |
| 2004-2006   | Adidas        | Géant               |
| 2006-2007   | Adidas        | Géant               |
| 2007-2011   | Adidas        | Fagor + Intermarché |
| 2011-2018   | Adidas        | Intermarché         |
| 2018-2020   | Big Sports    | Intermarché         |
| Depuis 2020 | Craft         | Intermarché         |

- CSP Limoges (1929-2004) : vert et blanc jusqu'à la saison 1991-1992 puis jaune et grenat de la saison 1992-1993 à celle de 2004.
- Limoges CSP Élite (2004-2007) : noir et blanc
- Limoges CSP (2007-2011) : noir et blanc
- Limoges CSP (depuis 2011) : vert et blanc

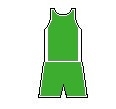
Couleurs principales portées de 1929 à 1992
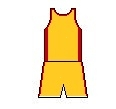
Couleurs principales portées de 1992 à 2004
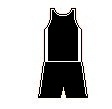
Couleurs principales portées de 2004 à 2011
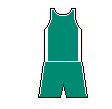
Couleurs principales portées depuis 2011

### Mascottes

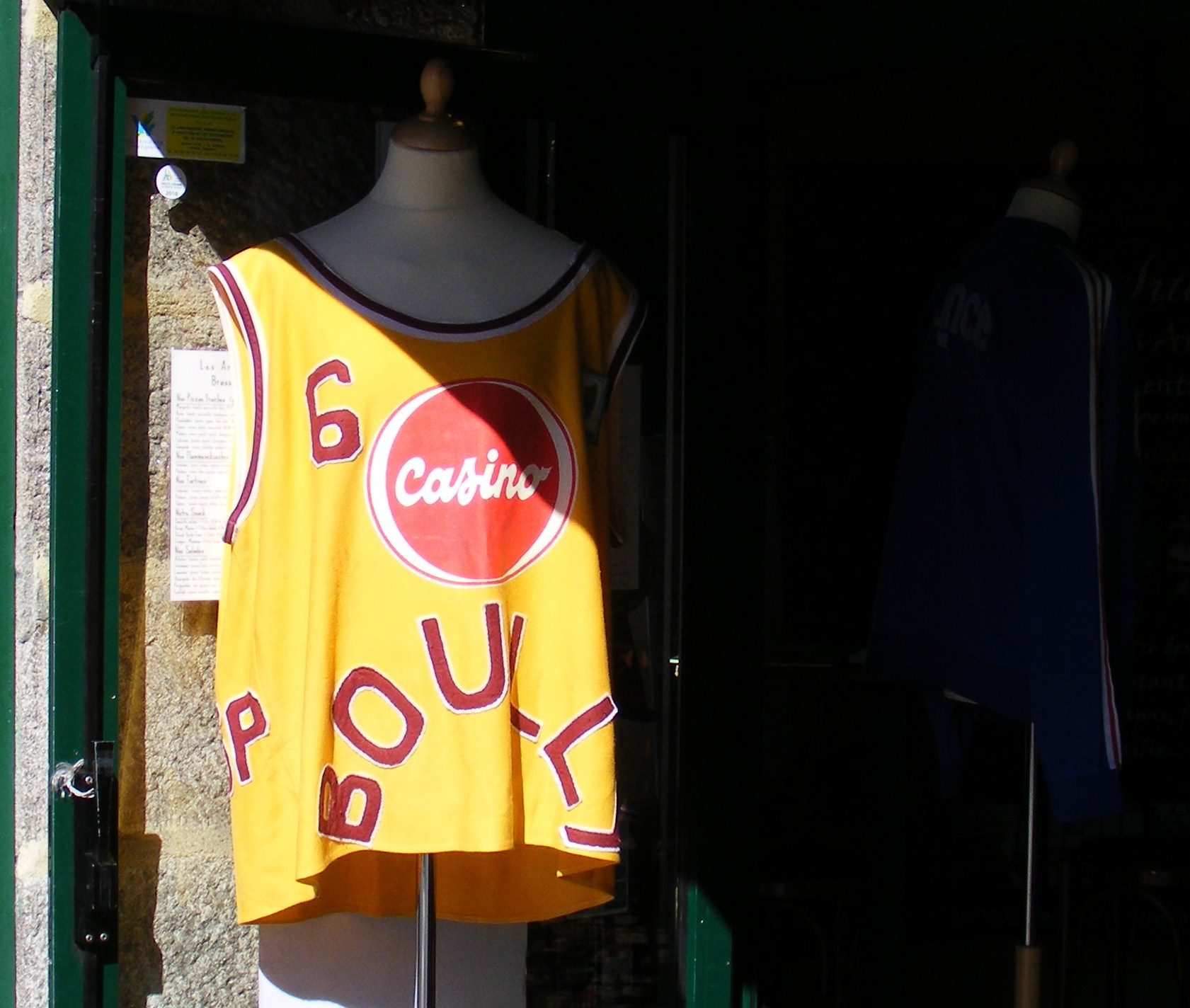
Le maillot de Boully.

À l'instar des équipes américaines, les équipes françaises de l'élite adoptent des mascottes. La première mascotte du CSP s'appelle Haribo, du nom de la marque de confiserie. Le bonhomme Haribo, qui évolue aussi à Pau-Orthez, apparaît à Beaublanc à la fin des années 1980.

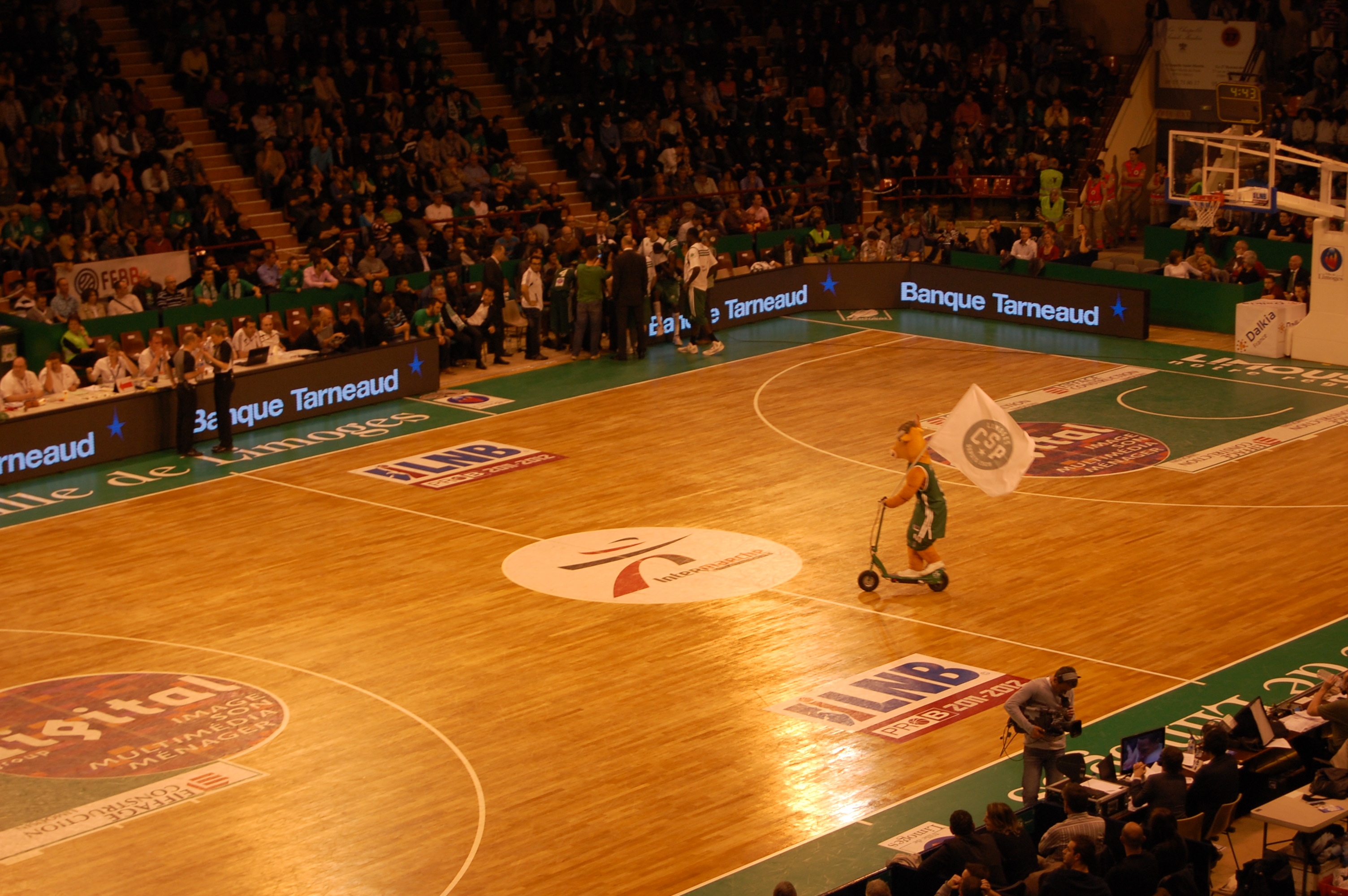
August', la mascotte du CSP qui anime les match à Beaublanc.

En 1992, le CSP adopte Boully, un bœuf limousin. Arborant un large sourire, Boully, qui porte le numéro 6, est toujours enclin à bondir sur et autour du terrain pour encourager les Cerclistes ou susciter l'enthousiasme du public. Après avoir marqué toute une génération de supporters limougeauds, Boully disparaît en 2004.
Portant en lui le souvenir des années fastes, Boully réapparait en janvier 2010 sur le plancher de Beaublanc, à l'occasion de la venue du rival historique du CSP : l’Élan béarnais.
En 2006, le CSP Limoges recherche une nouvelle mascotte. Il lance pour cela un concours, auquel tout intéressé, supporter comme agence, peut participer. À l'issue de ce concours, Boully est remplacé par August', un taureau à l'allure plus martiale. Son nom, August', est à mettre en relation directe avec le nom de la Limoges gallo-romaine, Augustoritum.
August' est habillé en vert et blanc, aux couleurs du club. Il mesure 1,90 m et porte le numéro 2.

### Chansons historiques du club
- Chanson de Jacques Mario, La Marche du Limoges - C.S.P. (1982) :

- Chanson des Crazy Boys, Entrez sur le parquet (1993) :

## Joueurs et personnalités du club

### Joueurs marquants

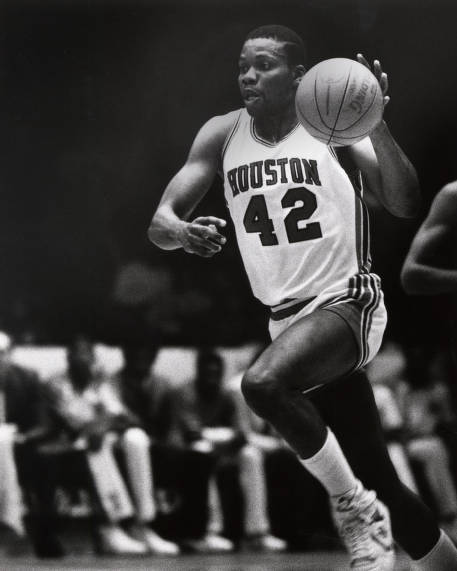
Michael Young (ici sous le maillot des Houston Cougars) a évolué au CSP de 1992 à 1995.

Le CSP Limoges a connu de très grands joueurs qui ont marqué l'histoire de ce club. En janvier 1974, Radoliub Radenković, international junior yougoslave, débarque à Limoges. Il est la première grande star de l'effectif et établit au CSP un record avec ses 69 points contre Montmidi Poitiers, en Nationale IV. Par la suite, le pivot américain Lionel Moltimore marque les esprits en accumulant les prouesses individuelles, que ce soit en Nationale II ou en Nationale I. Il joue au CSP Limoges de 1975 à 1980. Le public de la salle des Sœurs Rivières a aussi vu jouer Claude Bolotny, meneur de jeu d'exception tant par ses feintes que ses passes fulgurantes. Bolotny est un des artisans de la montée en Nationale I lors de la saison 1977-1978.
À la même période, un autre joueur marque son temps, il s'agit d'Apollo Faye, qui joue au CSP de 1977 à 1985. Doté d'une détente exceptionnelle, il devient au fil des années une pièce majeure du Cercle Saint-Pierre.
Richard Dacoury est sans conteste le joueur le plus marquant de l'Histoire du Limoges CSP. Il y reste dix-huit saisons, de 1978 à 1996. Il y remporte huit titres de champion de France, quatre coupes d'Europe dont, en 1993, la Coupe d'Europe des Clubs Champions. De par son charisme, on lui attribue les surnoms de Dac ou encore Flying Papy. Son no 7 est le seul du CSP à être retiré. Les débuts du CSP Limoges en Coupe d'Europe sont indissociables de l'ailier américain Ed Murphy qui évolue sous le maillot vert de 1981 à 1985. À travers ses saisons limougeaudes, le natif de Bayonne (New Jersey) remporte trois titres de champion de France et deux coupes Korac. Cet énorme scoreur est élu à trois reprises MVP du championnat de France. Le meneur français Jean-Michel Sénégal est également un joueur marquant du Cercle Saint-Pierre (1981-1986). Il est notamment l'auteur d'un tir du milieu de terrain contre le Maccabi Tel-Aviv, lors de la saison 1985-1986, en Coupe d'Europe des Clubs Champions, permettant aux locaux d'arracher une prolongation victorieuse (88-85).

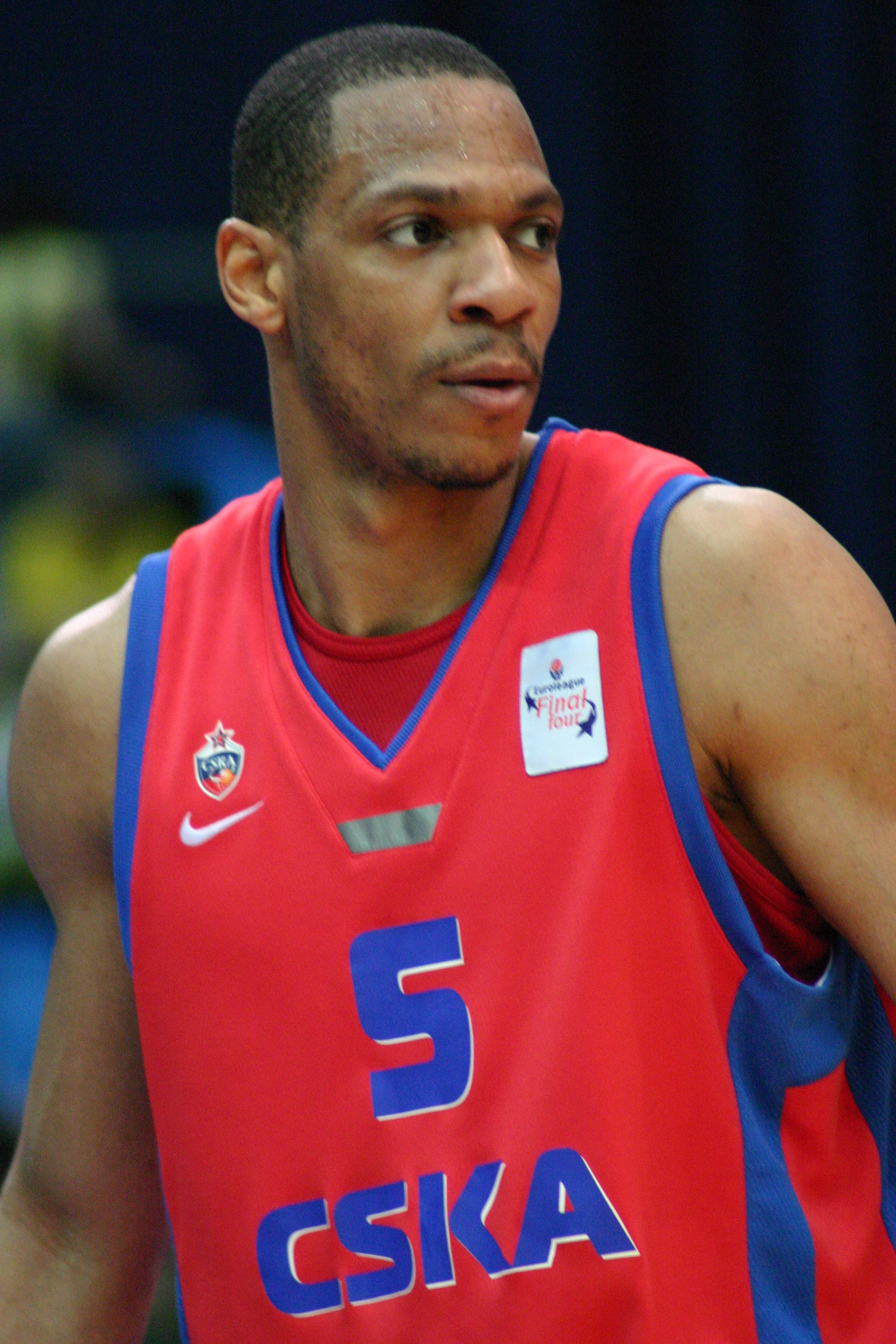
Marcus Brown (ici sous le maillot du CSKA Moscou) a joué pour le CSP en 2000.

La décennie des années 1980 connaît des joueurs sans équivalent dans l'hexagone. Les Américains comme Glenn Mosley, Leon Douglas, Mike Davis ou encore l'ancienne vedette NBA, Billy Knight, ont été des joueurs hors-norme pour le championnat de France. En 1986, Paul Thompson fait trembler les filets d'Europe et de France en marquant notamment 60 points face au Mulhouse BC (131-91). Toutefois, il ne reste qu'une saison (1986-1987). Chez les Français, Gregor Beugnot (1984-1989) s'affirme comme un leader au sein du CSP Limoges et devient rapidement l'un des chouchous de Beaublanc. Beugnot côtoie d'autres grands noms notamment avec le fort rebondeur Clarence Kea (1986-1988), Don Collins (1987-1991) alias le Cobra, trois fois MVP étranger, Stéphane Ostrowski (1985-1992), redoutable intérieur qui s'illustre à Grenoble en finale de la Coupe des Vainqueurs de coupes contre la Joventut Badalone (96-89) ou encore Jacques Monclar (1986-1988), un meneur expérimenté. Au début de la saison 1988-1989, Michael Brooks et Ken Dancy rejoignent l'équipe de Don Collins et atteignent, la saison suivante, le Final-four de Saragosse (1990). Dans cette équipe, on retrouve des internationaux français comme Valéry Demory qui passe peu de temps après chez l'ennemi l'Élan béarnais, ou encore Pascal Jullien.
Lors de la saison 1991-1992, deux Américains connus internationalement se succèdent, tout d'abord Kelly Tripucka (1991-1992), l'ancien All-Star NBA, puis c'est au tour de Tim Legler (1992), un sniper de la NBA. La saison suivante, Limoges remporte le championnat de France et la Coupe des Clubs champions grâce à des joueurs tels que les deux meneurs de jeu, Frédéric Forte (1988-1989 et de 1992 à 1997) et Jurij Zdovc (1992-1993), international yougoslave. À ces deux meneurs d'exceptions, il faut ajouter le talent de Michael Young (1992 à 1995), la rigueur de Willie Redden alias Never nervous (1992 à 1994 et 1997-1998) et la fougue de l'intérieur guadeloupéen Jim Bilba (1992 à 1996).

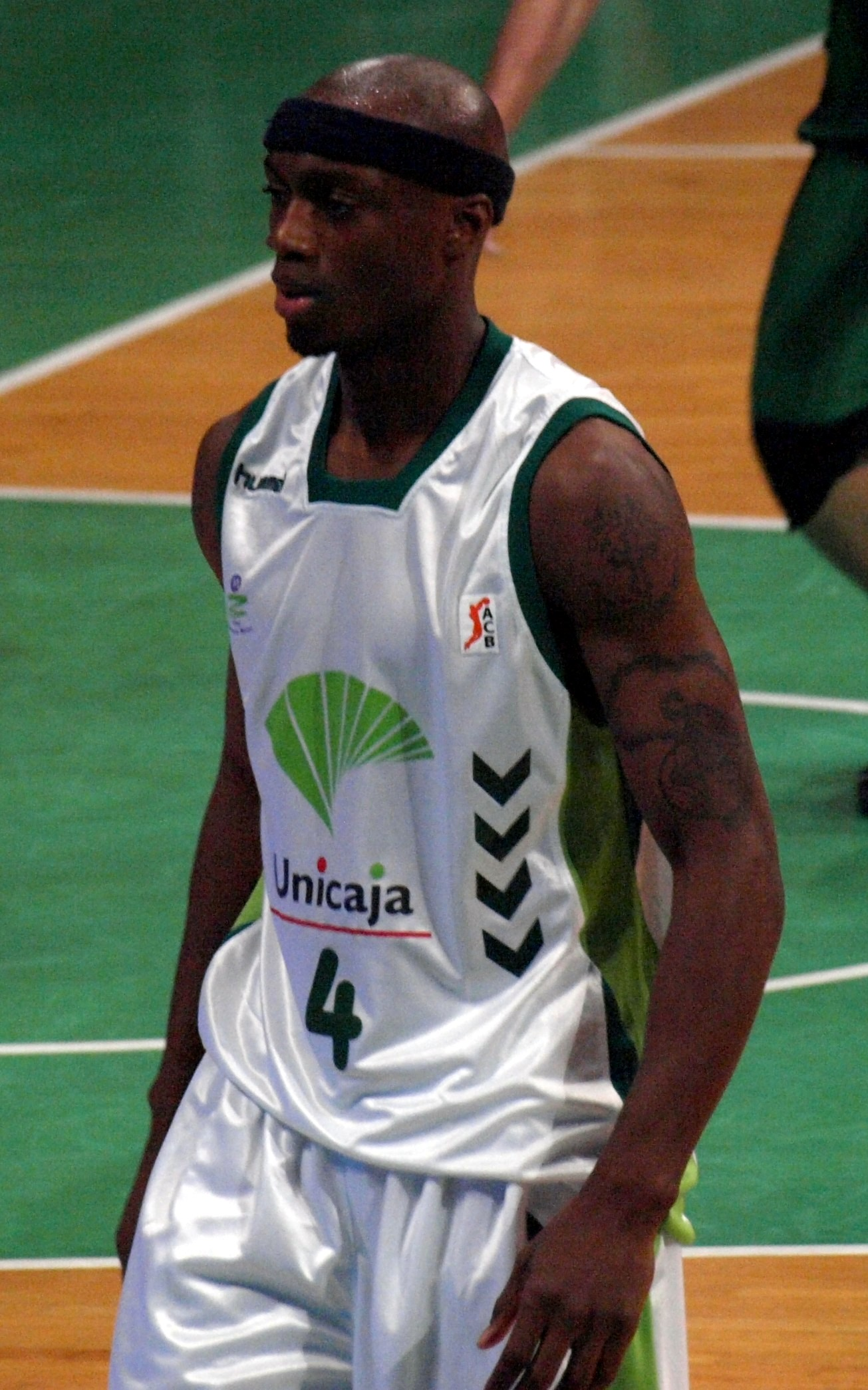
Joseph Gomis (ici sous le maillot de Málaga), capitaine du Limoges CSP en 2013 et 2014.

Après ces années fastes, quelques joueurs se font un nom à Limoges comme Frédéric Weis (1995 à 2000 et de 2010 à 2011), Jerome Allen (1997 à 1999), Hugues Occansey (1982 à 1988 et de 1995 à 1998) ou encore Nenad Marković (1996-1999). Yann Bonato marque la période post-Dacoury. Bonato joue au CSP un premier temps de 1995 à 1997 sans pour autant gagner un titre. En 1999, il revient à Limoges. Il remporte en compagnie du célèbre meneur de jeu américain Marcus Brown et de l'intérieur américain Harper Williams (qui forment alors l'une des meilleurs paires américaines du championnat de France) un triplé et une aventure humaine exceptionnelle.
À la fin de la saison 1999-2000, le CSP dépose le bilan et est engagé en Pro B. Limoges remonte grâce à Malik Dixon (2000-2001) qui fait des miracles durant toute la saison. En 2004, malgré le retour de Yann Bonato (2003-2004), le CSP dépose à nouveau le bilan et se retrouve en Nationale 1. David Thévenon (2004 à 2007), le meneur français du nouveau CSP, symbolise la reconstruction du CSP Limoges et permet en compagnie des Diamory Sylla, Camille Delhorbe, de monter en Pro B. En 2008, l'arrière Alhaji Mohammed (2008-2010) contribue à ramèner Limoges en Pro A lors de la saison 2010.
Après onze années de disette, le titre de champion de Pro B 2012 est remporté autour de Kyle McAlarney (2011-2013), shooteur exceptionnel à 3 points, Raphaël Desroses (2009-2012), Joseph Gomis (2011-2014), qui participe également à la conquête du titre de Pro A en 2014, et Chris Massie (2010-2012), lesquels apportent leur contribution à une saison 2012 riche en émotion (finaliste de la coupe de France et champion de Pro B). Pour assurer son maintien en Pro A, le club engage Jon Brockman (2012-2013) qui s'illustre par son engagement et s'impose comme le meilleur rebondeur du championnat.
En 2014, l'ailier Nobel Boungou Colo (2012-2016) et l'intérieur Adrien Moerman (2013-2015) replacent le CSP au sommet du basket français en remportant le championnat de France de Pro A. La saison suivante, ils obtiennent un deuxième titre de Pro A consécutif en compagnie du puissant pivot Fréjus Zerbo déjà titré en 2014, l'espoir français Léo Westermann (2014-2016), l'explosif arrière Jamar Smith (2014-2015) et le meneur américain Eugene Jeter, dit "Pooh" Jeter, qui, au terme d'un passage de trois mois, donne la victoire aux siens dans les derniers instants du match 4 de la finale de Pro A 2015.

### Les dix carrières de joueurs les plus longues passées au club
Classement par ordre alphabétique
| Numéro | Identité               | Nombre de matchs | Nombre de saisons | Années               |
| ------ | ---------------------- | ---------------- | ----------------- | -------------------- |
| 4      | Gregor Beugnot         | 152              | 5                 | 1984-1989            |
| 16     | Nobel Boungou Colo     | 169              | 5                 | 2011-2016            |
| 7      | Richard Dacoury        | 467              | 18                | 1978-1996            |
| 10     | / Apollo Faye          | 180              | 7                 | 1977-1985            |
| 4      | Frédéric Forte         | 191              | 7                 | 1988-1989, 1991-1997 |
| 12     | Marc M'Bahia           | 199              | 8                 | 1991-1999            |
| 13     | Jean-Philippe Méthélie | 161              | 6                 | 1998-2004            |
| 9      | Stéphane Ostrowski     | 222              | 7                 | 1985-1992            |
| 14     | Georges Vestris        | 182              | 6                 | 1984-1990            |
| 15     | Nicolas Lang           | 221              | 7                 | 2019-???             |

### Entraîneurs marquants

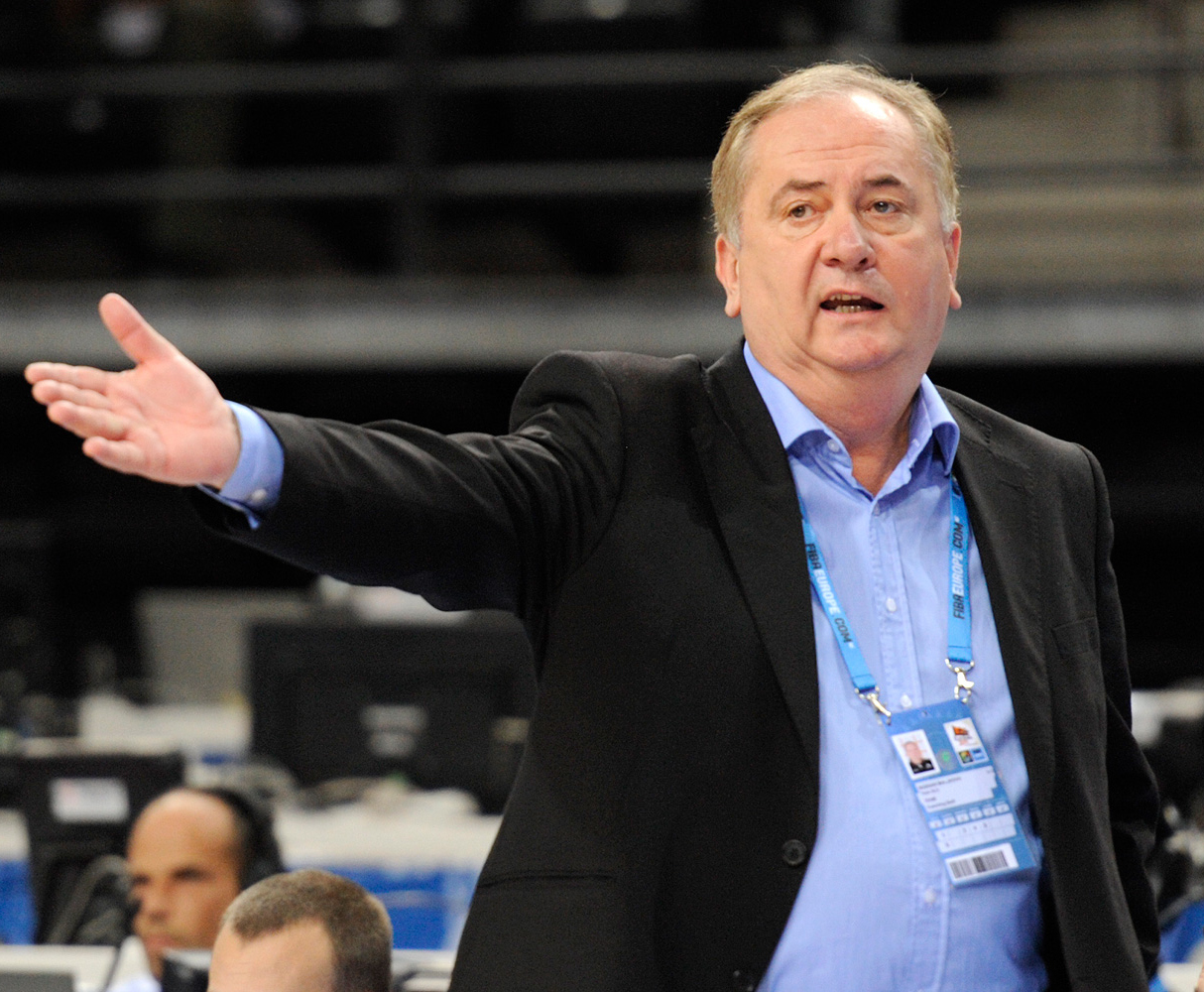
Božidar Maljković, vainqueur de l'Euroligue 1993 avec Limoges.

Le premier entraîneur qui a largement contribué à l'Histoire du club est Jean-François Dubreuil. Il réussit à faire monter le CSP en N1 (1977-1978), au bout de sa première saison limougeaude. Par la suite, Jean-François Dubreuil permet aux Cerclistes de se maintenir dans la douleur en N1 durant deux saisons supplémentaires. En 1980, il laisse sa place à André Buffière, qui apporte une touche professionnelle à la gestion des entraînements. Dès sa première saison, Limoges se qualifie pour la Coupe Korac. Il reste jusqu'en 1983 et remporte les premiers titres du Limoges CSP (deux coupes Korac (1982, 1983), deux coupes de la Fédération (1982, 1983), un titre de Champion de France (1983). Malgré ses brillantes campagnes et une qualification pour la Coupe des Clubs Champions, André Buffière ne reste pas au club. Au début de la saison 1983-1984, les Cerclistes sont sous la direction de l'ancien entraîneur de l'équipe de France, Pierre Dao. Avec lui, Limoges découvre la compétition reine d'Europe et confirme sa suprématie à l'échelle nationale (deux titres de champion de France (1984, 1985), une coupe de la Fédération (1985)). Dao est entraîneur de Limoges jusqu'en 1986. À l'aube de la saison 1986-1987, c'est au tour de Michel Gomez de lui succéder. Gomez s'est déjà fait un nom avec Challans. Zemog compose avec des effectifs aux caractères bien trempés. De 1986 à 1990, il va réussir à faire de Limoges, un grand club. Sous sa direction, Limoges remporte d’innombrables titres (trois titres de champion de France (1988, 1989, 1990), une Coupe des Coupes (1988), deux tournois des AS (1988, 1990). C'est aussi avec lui que le CSP atteint pour la première fois le Final-Four (Saragosse, 3e, 1990).

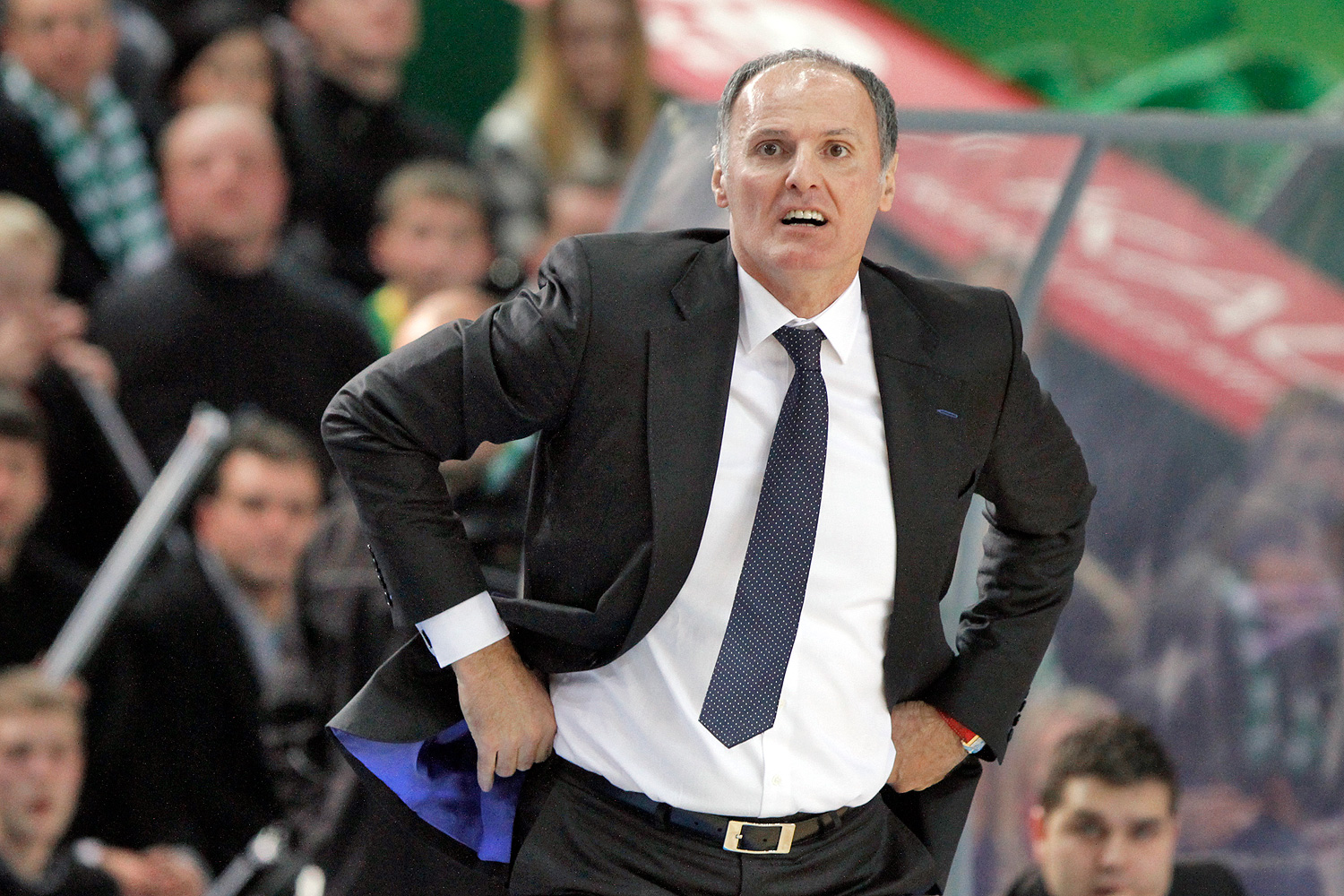
Duško Ivanović remporte le triplé (coupe Korać, championnat et coupe de France) 2000 avec le CSP.

Quelques saisons plus tard, le Cercle Saint-Pierre reprend des couleurs avec l'arrivée du stratège yougoslave, Božidar Maljković. Ce dernier impose sa vision du jeu. Limoges est intraitable en défense. Cette rigueur permet aux Cerclistes de décrocher des succès inespérés. En 1993, Limoges gagne pour la première fois la Coupe des Clubs Champions et le titre de champion de France. Jusqu'en 1995, Maljkovic assume son poste et glane deux coupes de France Robert Busnel (1994, 1995), un titre de champion de France (1995) supplémentaires. En 1999-2000, Duško Ivanović, l'entraîneur yougoslave vient conclure cette période faste avec un triplé historique (Coupe Korac, Coupe de France, Champion de France). Le CSP est relégué administrativement en Pro B. La remontée en Pro A est acquise en 2001 (champion de France Pro B) avec l'entraîneur, Didier Dobbels (2000 à 2002). En 2004, Hugues Occansey (2004 à 2006) se voit confier les clés du nouveau CSP. Après deux saisons en NM1, Limoges remonte au deuxième échelon professionnel. Éric Girard (2009 à 2011), permet pour sa part de ramener, le CSP en Pro A (2010). Frédéric Sarre fait de même lors de la saison 2011-2012 avec une victoire en finale de Pro B, le premier titre de Limoges depuis 2001.
Lors de la saison 2012-2013, Panayótis Yannákis marque de son empreinte en remportant le Match des champions, seul titre qui manquait encore au CSP. En 2014, Jean-Marc Dupraz a pour mission de ramener le club en play-offs de Pro A. La mission est pleinement rempli avec un dixième titre de champion de France. Philippe Hervé arrive en avril 2015 pour reprendre en main un groupe qui traverse une période de doute depuis le mois de janvier. Il redéfinit les tactiques et emmène l'équipe vers un 11e titre de champion de France.

### Entraîneurs successifs
Le tableau suivant présente la liste des entraîneurs du club depuis 1972.
| Rang | Nom                                | Période     |
| ---- | ---------------------------------- | ----------- |
| #    | Christian Lajat                    | 1972 - 1973 |
| #    | Koundrioukoff Georges Benitez      | 1973 - 1974 |
| #    | Jean-Pierre Parron Georges Benitez | 1974 - 1975 |
| #    | Christian Lajat                    | 1975 - 1976 |
| #    | Claude Bolotny                     | 1976 - 1977 |
| #    | Jean-François Dubreuil             | 1977 - 1980 |
| #    | André Buffière                     | 1980 - 1983 |
| #    | Pierre Dao                         | 1983 - 1986 |
| #    | Michel Gomez                       | 1986 - 1990 |
| #    | Bill Sweek                         | 1990        |

| Rang | Nom                 | Période     |
| ---- | ------------------- | ----------- |
| #    | Olivier Veyrat      | 1990        |
| #    | Aleksandr Gomelski  | 1990 - 1991 |
| #    | Olivier Veyrat      | 1991-1992   |
| #    | Didier Dobbels      | 1992        |
| #    | Božidar Maljković   | 1992 - 1995 |
| #    | Zvi Sherf           | 1995 - 1996 |
| #    | Jean-Michel Sénégal | 1996        |
| #    | Vlado Djurovic      | 1996        |
| #    | Bogdan Tanjević     | 1996 - 1997 |
| #    | Michel Gomez        | 1997        |

| Rang | Nom                 | Période               |
| ---- | ------------------- | --------------------- |
| #    | Jacques Monclar     | 1997 - 1999           |
| #    | Duško Ivanović      | 1999 - 2000           |
| #    | Didier Dobbels      | 2000 - 2002           |
| #    | Philippe Maucourant | 2002 - 2004           |
| #    | Hugues Occansey     | 2004 - 2006           |
| #    | Frédéric Forte      | 2006 - 2007           |
| #    | Olivier Cousin      | 2007 - 2009           |
| #    | Éric Girard         | 2009 -janv. 2011      |
| #    | Zare Markovski      | janv. 2011 - mai 2011 |
| #    | Frédéric Sarre      | 2011 - 2012           |

| Rang | Nom                 | Période                   |
| ---- | ------------------- | ------------------------- |
| #    | Panayótis Yannákis  | 2012 - 2013               |
| #    | Jean-Marc Dupraz    | 2013 - 2015               |
| #    | Philippe Hervé      | avril 2015 - janv. 2016   |
| #    | Duško Vujošević     | janv. 2016 - 2017         |
| #    | Kyle Milling        | 2017 - nov 2018           |
| #    | François Peronnet   | déc. 2018 - 2019          |
| #    | Alfred Julbe        | 2019 - déc 2019           |
| #    | Mehdy Mary          | déc. 2019 - juin 2021     |
| #    | Massimo Cancellieri | juil. 2021 - mai 2023     |
| #    | Ilías Kantzoúris    | mai 2023. - janvier 2024  |
| #    | Jean-Marc Dupraz    | janvier 2024-janvier 2025 |
| #    | Mikkos Larkas (en)  | Janvier 2025-mai 2025     |
| #    | Dario Gjergja       | Juin 2025-                |

### Présidents marquants
Si le fondateur du club, Roger Foussat, n'est pas connu du grand public, il reste pour autant un personnage central de l'histoire du Limoges CSP. L'acte de création du Cercle Saint-Pierre date du 13 novembre 1929, au 3 rue Saint-Nicolas. L'acte fut rempli à la préfecture en la présence d’Emmanuel Foussat (vice-président) et d’André Guichard (secrétaire trésorier). Sous sa présidence, il installe les premiers locaux non loin de l'église Saint-Pierre du Queyroix. Ce n'est qu'à partir de 1933 que le CSP Limoges a une section de basket-ball. Après la libération, les comités sont dévastés, notamment celui du Poitou où figure les clubs haut-viennois. En effet, un bon nombre de joueurs se sont engagés en Résistance. Toutefois, le retard est vite comblé. En 1960, le président du CSP Limoges, Roger Constant équipe le club d'un premier terrain de basket-ball, le terrain des Coutures.
Le Cercle Saint-Pierre prend son essor avec le président Xavier Popelier, et son ami Jean-Claude Biojout. Arrivé à la direction du CSP en 1961, le duo acquiert une certaine expérience. En 1972, Limoges descend en excellence régionale. Pourtant, cet événement a été déterminant. Popelier et Biojout annonce clairement leur intention : ils veulent rejoindre l'élite dans un délai record. De 1972 à 1978, le CSP grimpe cinq échelons et atteint lors de la saison 1977-1978, la N1. À partir de ce moment-là, Limoges ne connaîtra pas de descentes avant un long moment. Les décennies 1980, 1990, apportent les premiers titres au CSP et voient la naissance du Palais des Sports de Beaublanc grâce. En 1994, Xavier Popelier cède sa place à Jacques Valade (1994-1995). Après une saison à l'écart du club, Xavier Popelier revient pour la saison 1995-1996. Puis par la suite, Jean-Paul de Peretti assume la présidence de 1996 à 2000. Albert Chaminade ancien joueur puis dirigeant venait voire le CSP en spectateur à la fin de sa vie il s'assoyait a la table de marque il était beaucoup remarqué avec sa canne mais aussi connu avant sa mort en 2009. Jean-Paul de Peretti hérite d'un club criblé de dettes et essaie, tant bien que mal, à trouver des finances. En 2000, le jugement est sans appel : le club doit être rétrogradé en Pro B. Malgré un plan de relance, en 2004, le club doit mourir une deuxième fois. Toutefois le club échappe à la NM3 et est rétrogradé en NM1. La présidence est alors assumée par l'ancien meneur de jeu du CSP, Frédéric Forte. Sous sa présidence, le club connait trois montées (de N1 à la Pro B en 2006, de la Pro B à la Pro A en 2010 et 2012) et remporte le titre de champion de France de Pro B 2012, le Match des champions 2012 ainsi que les titres de champion de France de Pro A 2014 et 2015.
Le tableau suivant présente la liste des présidents du club depuis 1929 :
| Rang | Nom             | Période     |
| ---- | --------------- | ----------- |
| #    | Roger Foussat   | 1929 - 19?? |
| #    | Roger Constant  | 19?? - 1961 |
| #    | Xavier Popelier | 1961 - 1994 |
| #    | Jacques Valade  | 1994 - 1995 |

| Rang | Nom                    | Période     |
| ---- | ---------------------- | ----------- |
| #    | Xavier Popelier        | 1995 - 1996 |
| #    | Jean-Paul de Peretti   | 1996 - 2000 |
| #    | Jean-Pierre Karaquillo | 2000 - 2001 |
| #    | Robert Ravon           | 2001 - 2002 |

| Rang | Nom                                 | Période     |
| ---- | ----------------------------------- | ----------- |
| #    | Jean-Pierre Moine et Didier Choquet | 2002 - 2003 |
| #    | Didier Choquet                      | 2003 - 2004 |
| #    | Frédéric Forte                      | 2004 - 2017 |
| #    | Youri Verieras                      | 2018 - 2019 |

| Rang | Nom            | Période      |
| ---- | -------------- | ------------ |
| #    | Yves Martinez  | 2019 - 2023  |
| #    | Didier Jamot   | 2023 - 2024. |
| #    | Xavier Bonnafy | Juin 2024-   |

## Culture populaire

### Les rivalités

#### Les rivalités locales
Les premières rivalités auxquelles le Cercle Saint-Pierre participe s'expriment dans les années 1940 et 1950, lors de rencontres entre patronages limougeauds. La Martiale domine un temps le basket-ball limougeaud.
La dernière grande rivalité locale est celle qui oppose, au début des années 1970, le CSP, patronage catholique, et l'ASPTT Limoges, club des laïcs et de la mairie socialiste de Limoges. L'ASPTT est alors le meilleur club limougeaud, mais il commence à chuter dans la hiérarchie du basket-ball Limousin, alors que le CSP grimpe les divisions quasiment une à une, saison après saison. Dès les années 1980, le CSP n'a plus de rivaux locaux à la mesure de son équipe première. Cependant la rivalité avec les clubs de Landouge et de l’ASPTT Limoges, désormais fusionnés au sein de l'ULBAL (NM3), se maintient dans les catégories jeunes et seniors. Ainsi, lors de la saison 2010-2011, l'équipe de NM3 du CSP Limoges et celle de l'ULBAL s'affrontent à deux reprises (1 victoire partout) devant un public nombreux.

#### La rivalité avec L'Élan béarnais
Si depuis une trentaine de saisons les deux clubs se disputent la suprématie dans le Sud-ouest, leurs affrontements des années 1980 et 1990 constituent les rencontres les plus prestigieuses du basket français. Durant ces deux décennies, le titre national se joue régulièrement entre ces deux formations qui, succédant à l'ASVEL, fournissent alors la majeure partie de l'effectif de l'équipe de France. Bon nombre de joueurs et de dirigeants façonnèrent le choc. Cette rivalité sans équivalent entre le Limoges CSP et l'Élan béarnais dynamise le championnat national, lui donne un réel intérêt, et en devient l'un des plus importants événements médiatiques. Stéphane Ostrowski déclare à propos de cette rivalité sportive : « il y avait cette opposition qui était très forte parce que les joueurs étaient identifiés à leur club. Nous, on défendait nos couleurs et notre club même si ça peut paraître désuet comme principe. […] On était tous très impliqués dans l’histoire de nos clubs respectifs. Il y avait vraiment un environnement très favorable à cette rivalité ». Cette affiche qui perd de sa superbe dans les années 2000, retrouve ses lettres de noblesse lors de la saison 2009-2010. Après cinq saisons, le 3 octobre 2009 marque, avec un brin de nostalgie, les retrouvailles en championnat entre Limougeauds et Béarnais, à la lutte pour le titre de Pro B, dans ce qui est désormais appelé « le classico », voire le « super classico », en référence au match Real Madrid-FC Barcelone. Aucun autre match de basket en France ne mobilise un tel engouement. Le classico se joue à guichets fermés, l'ensemble des places disponibles étant vendues parfois des mois à l'avance.

##### Les débuts
La première rencontre a lieu à la fin de la saison 1975-1976. Les dirigeants du Cercle Saint-Pierre, Xavier Popelier et Jean-Claude Biojout ont voulu remercier leur public fidèle en accueillant une équipe de l'étage supérieur, à la suite du maintien de l'équipe fanion en Nationale 2. L'Élan béarnais accepte alors l'offre du CSP Limoges. Ce premier match amical se solde par une large victoire des Béarnais sur le score de 90 à 120. Ces deux équipes se retrouvent en Nationale 1 lors de la saison 1978-1979. Le 14 octobre 1978 débute la première confrontation entre l'EB Orthez et le CSP. À la Moutète, les Béarnais sous l'impulsion de Bill Lindsey et ses 37 points, pulvérisent les Limougeauds (113-80). Au match retour, le 27 janvier 1979, les promus s'offrent leur première victoire face à Orthez (97-88) grâce aux 38 points d'Apollo Faye.
En 1981, le 17 octobre 1981, Orthez se déplace en leader dans un Palais des sports de Beaublanc, flambant neuf. Les Orthéziens sont sévèrement défaits à Beaublanc (110-77) et expriment leur rage à travers un dunk féroce de Benkali Kaba qui tord le cercle du panier. Un peu plus tard, en 1984, la victoire de l'Élan béarnais en Coupe Korac se pose en un outsider crédible au CSP Limoges qui est à ce moment sans véritables adversaires de poids. Par ailleurs, le hasard veut que les tous nouveaux vainqueurs de la Coupe Korac viennent rendre visite au CSP, sous les ovations du public de Beaublanc. En 1985, la confrontation entre Limoges et Orthez prend une autre mesure. Un match entre les deux équipes Espoirs déclenchent via la presse, le début des hostilités. L'objet de la confrontation, est le refus de l'Élan béarnais de décaler la rencontre l'opposant à Limoges. Le match se conclut par une large victoire des Béarnais de plus de 35 points. La Moutète qui est bien pleine pour ce match en Espoir, chante à l'intention des Limougeauds : « Mais ils sont où, les Limougeauds ? ». Par la même occasion, l'Élan béarnais remporte le premier championnat espoir (1984-1985). Quelques semaines plus tard, le départ de Franck Butter pour le club du Béarn alors qu'il est Espoir et joueur de l'équipe première du Cercle Saint-Pierre provoque une déclaration de guerre entre les deux partis par l'intermédiaire de l'Agence France-Presse. Xavier Popelier déclare: « Nous sommes les seuls à faire un gros effort pour découvrir des talents et leur donner les moyens de s'exprimer. Il est cavalier pour un club qui ne consent aucun sacrifice dans ce sens, de venir nous dépouiller ainsi. » et le président de l'Élan béarnais, Pierre Seillant, rebondit sur ces propos : « Nous avons gagné une Coupe d'Europe avec freddy Hufnagel, Laperche, Ortéga, Thierry Gadou, des jeunes tous formés au club. Quels sont les joueurs formés à Limoges qui jouent en équipe Fanion ? Aucun. Que Limoges se garde de donner des leçons à ceux qui n'ont pas à en recevoir. Limoges n'est pas le seul sur terre… ». Le ton est donc donné entre les présidents.

##### Des duels au sommet
Mais la rivalité prend ses véritables contours sur le terrain, lors de la saison 1985-1986, le 15 février 1986 où le CSP accueille pour le compte de la première journée de la deuxième phase. Lors de la première phase, les deux équipes avaient gagné à domicile; 111-98 pour Orthez à Orthez et 90-85 pour le CSP à Beaublanc. Ce 17e classico commence dès le début sur une réclamation de Pierre Seillant à propos du micro d'ambiance. Le match se résume à une démonstration de force des Limougeauds à l'image de Stéphane Ostrowski et ses 28 points à 12 sur 17 aux tirs. À la sortie du match, dans les couloirs de Beaublanc, Benkali Kaba s'en prend à Mike Davis qu'il accuse de l'avoir provoqué. Paul Henderson s'interposa entre les deux hommes mais reçut malencontreusement en plein visage une chaise allant en direction de Mike Davis. L'américain de l'Élan béarnais rentre à Limoges avec une fracture au nez. La tension entre les deux équipes atteint des sommets lors de la finale 1987 du championnat de Nationale 1. Lors de la première manche à Beaublanc, Limoges écrase l'Élan béarnais, 108 à 88. La deuxième manche, le 3 mai 1987, monte d'un cran avec une bagarre entre Clarence Kea et Benkali Kaba devant les caméras de France Télévision et un match remporté par les béarnais (93-76). Enfin, la dernière manche est un hold-up pour l'EB Orthez. À 4 secondes de la fin, les arbitres sifflent une faute sur Freddy Hufnagel et permet à l'Élan béarnais de coiffer les limousins (82-81). Les Cerclistes prennent leurs revanches lors de la saison 1987-1988, en championnat en les battant par deux fois, puis à nouveau deux fois en play-offs, en demi-finale.
Par la suite, le CSP remporte en 1989, le titre de champion de France sur les terres béarnaises, en deux manches. Richard Dacoury peut soulever la coupe, amplement méritée par le Cercle Saint-Pierre. Depuis le 24 octobre 1987 jusqu'au 21 janvier 1990, Limoges n'a pas perdu une seule rencontre contre l'Élan béarnais. Ce 21 janvier 1990, Pierre Seillant tient à en terminer avec cette série. À la Moutète, le CSP encaisse une large défaite (115-101) grâce à une paire américaine retrouvée (56 points de Waller et Waitman). Cette défaite est l'unique du Cercle Saint-Pierre durant la saison régulière, 1989-1990. Une saison plus tard, Pau-Orthez voit le jour ainsi que sa nouvelle salle, le Palais des sports de Pau qui est inauguré un 12 janvier 1991, à l'occasion de la venue des Limougeauds. Plus de 8 000 supporters béarnais assistent à la victoire de leurs protégés face aux Verts du CSP (109-97). La saison suivante (1991-1992), les cerclistes arrachent lors de la phase retour, une victoire à Pau (70-73) grâce à sa recrue hivernale, Tim Legler. Cependant, les deux équipes se retrouvent à nouveau en finale et l'Élan béarnais prend le dessus et peut fêter son troisième titre chez lui. En 1993, le Cercle Saint-Pierre devient champion d'Europe et retrouve son rival en finale. Il faudra quatre manches pour que les Limougeauds soient sacrés champions de France. La rivalité atteint son paroxysme lors du match 3 à Pau. La situation est sous tension en tribune où des bagarres éclatent entre supporteurs limougeauds et béarnais à la suite de l'utilisation de gaz lacrymogène de la part de certains supporters palois. La fin du match est tendue à tel point que Valéry Demory tente d'asséner un coup de tête à Frédéric Forte. De plus, un trois points qui aurait pu donner la victoire à Limoges, dans les derniers instants du match, de Jim Bilba est refusé. Enfin, Tony Farmer s'illustre en saluant les supporters limougeauds en faisant un doigt d'honneur. Pau sort vainqueur du match 3 (73-69) mais lors de la quatrième manche, les cerclistes célèbrent le titre sous les hués des Palois. André Sardain déclare alors dans le journal l'Équipe, qu'il est : « bien plus heureux de ce titre-là que du titre de champion d'Europe ». Quelques saisons plus tard, en 1998, les Palois ont à cœur de chercher ce titre à Limoges comme l'avait fait le Cercle Saint-Pierre à Pau, en 1993.

##### La renaissance du "Classico"
En 2000, le CSP Limoges surprend Pau-Orthez lors de la phase retour dans son palais des sports avec un lay-up au buzzer de Marcus Brown portant le score à 61-63. Au même moment, le club était sur le point de disparaître mais réussit à survivre grâce à l'aide in-extremis de ses partenaires. Il retrouve les palois en demi-finale. Les Limougeauds ne font pas de quartiers face à Pau, la demi est expédiée en trois manches. Cette aventure se termine par un titre de champion de France face à l'ASVEL. Le « classico » perd de l'intensité sur le terrain même si en 2004, Kenny Satterfield offre la septième victoire de la saison au Cercle Saint-Pierre contre Pau-Orthez (73-70). Il faudra attendre véritablement la saison 2009-2010 (Pro B), pour voir à nouveau un duel au sommet entre Limoges et Pau. Au cours de cette saison, les deux équipes remportent chacun un choc à domicile et finissent aux deux premières places. En finale, à Bercy, Pau prend le dessus sur son rival (78-62). Les deux équipes reviennent en Pro A pour la saison 2010-2011 et se neutralisant encore une fois à domicile. Limoges redescend en Pro B à l'issue de cette saison.

##### Bilan
Au total, les deux équipes se sont rencontrées à 104 reprises en compétition officielle depuis 1979. Elles présentent un bilan quasiment identique avec 52 victoires pour le Limoges CSP, 51 pour l'Élan béarnais, et 1 match nul. Avec 11 titres de champion de France de Pro A pour le CSP et 9 pour Pau, les deux clubs sont très proches. Les deux clubs se partagent 18 titres sur les 22 championnats disputés de 1983 à 2004.
Les principales personnalités ayant participé la rivalité Élan béarnais / CSP Limoges des années 1980-1990 sont Yann Bonato, Gregor Beugnot, Franck Butter, Don Collins, Richard Dacoury, Valéry Demory, Frédéric Fauthoux, George Fischer, Frédéric Forte, Didier Gadou, Thierry Gadou, Michel Gomez, Paul Henderson, Freddy Hufnagel, Benkali Kaba, Clarence Kea, Alain Larrouquis, Jacques Monclar, Stéphane Ostrowski, Pierre Seillant, Albert Chaminade, et Xavier Popelier.

#### Le derby Limoges-Poitiers
Plus récente, et principalement liée à la proximité géographique, une autre rivalité s'est installée entre Poitiers et Limoges. Les deux villes ne sont séparées que d'une centaine de kilomètres. Ce derby est né en 2004, année qui marque le nouveau départ pris par Limoges dans son retour à l'élite. Les deux clubs évoluent alors en NM1. Ils sont en concurrence directe pour jouer le titre. Poitiers termine devant Limoges, mais les deux clubs se retrouvent la saison suivante en Pro B. Puis ils se retrouvent également concurrents en Pro A. Ces rencontres sont désormais un moment important pour chacun de deux clubs dans leur saison respective. Leurs palmarès ne sont cependant pas comparables : Poitiers domine largement le derby, le CSP ne comptabilisant que quatre victoires en 13 matchs, dont la finale de Pro B en 2009, et aucune depuis 2016. Ce derby, âprement disputé, se joue à guichets fermés.
Le premier match opposant les deux formations a lieu pendant la période de préparation de la saison 2004-2005, en NM1. Cette rencontre amicale se solde par une victoire limougeaude (76-83). Le PB86 est alors promu en NM1 et compte bien viser plus haut, tandis que le Limoges CSP Élite se donne deux saisons pour monter en Pro B. Le 4 décembre 2004, Limoges rencontre en championnat, l'équipe de Poitiers Basket 86. Le premier match officiel du derby est remporté par les hôtes du Palais des sports de Beaublanc sur le score de 95 à 74. Au match retour, la salle du PB86 est pleine pour accueillir le CSP. Les hommes de Hugues Occansey réalisent un match référence en s'imposant chez les poitevins (64-77). La saison suivante, Limoges est encore en NM1, à la suite de sa troisième place. Poitiers veut monter ainsi que Limoges. Cette confrontation prend une autre dimension à partir de la saison 2005-2006. Limoges cède lors du match aller face à Poitiers (78-64). Mais les Limougeauds répondent aux poitevins, à Beaublanc, devant les 100 000 téléspectateurs de France 3 Limousin Poitou-Charentes et les 6 000 spectateurs du Palais des sports de Beaublanc. Ces deux audiences constituent des records pour la NM1. Le capitaine du CSP, David Thévenon sauve le CSP d'une défaite dans son antre et remporte un match jusqu'à la fin indécis (72-68). Les deux clubs montent en Pro B.
Lors de la saison 2006-2007, les cerclistes remportent aisément le match aller, à Beaublanc (74-60). Mais Poitiers empêche Limoges de rééditer sa victoire au match retour, et remporte une victoire sur le fil (79-77). En 2007-2008, les poitevins confirment leur suprématie en infligeant une lourde défaite à l'entraîneur-président, Frédéric Forte, à Poitiers sur le score de 96 à 81. Au match retour, le PB86 réalise un hold-up dans un Beaublanc surchauffé grâce à son américain, Tommy Gunn qui marque un des deux lancers-francs portant le score à 55-56. Cette saison, Poitiers va jusqu'en finale de la Pro B mais s'incline face à Besançon. Les deux équipes s'affrontent de nouveau lors de l'édition 2008-2009. La première confrontation de la saison a lieu, à Poitiers. le 13 décembre 2008, dans une salle Lawson Body chauffée à blanc par les supporters des deux camps. Limoges qui mène largement sans la présence de son étoile, Alhaji Mohammed, voit s'éloigner la victoire à la suite d'une incroyable remontée du PB86 et à un tir à trois-points au buzzer de Rasheed Wright (79-76). Au match retour, Poitiers vient encore prendre une victoire sur les terres du CSP (72-78). Les deux équipes se retrouvent en finale du championnat de France Pro B, à Bercy. Les hommes de Ruddy Nelhomme remportent encore une fois, et largement, le derby (67-54), et accèdent en Pro A, pour la première fois de leur histoire.
Limoges retrouve Poitiers, devenu sa bête noire malgré les palmarès incomparables, en Pro A lors de la saison 2010-2011. Le derby est gagné par le PB86, au match aller (73-65), comme au match retour (76-85) et Limoges redescend en Pro B à l'issue de la fin de saison.
Le 19 novembre 2012, lors de la saison 2012-2013, Limoges est de retour en Pro A et retrouve à nouveau Poitiers à Beaublanc. La rencontre est à l'avantage des Poitevins mais Limoges prends l'avantage à seulement deux secondes de la fin du match sur un tir à 3 points de Kyle McAlarney et l'emporte sur le fil (67-66). Limoges décroche sa première victoire à domicile depuis le 9 juin 2012. Limoges gagne aussi le match retour après prolongation (80-88).

#### Le derby Limoges-Boulazac
Le derby entre Limoges et Boulazac occupe une place importante dans les deux clubs. Ce duel est comparé au départ, par la presse à celui qui opposait Limoges à Orthez et son marché couvert durant les années 1980, avant que le rival périgourdin se dote de structures modernes comme la plupart des écuries de l'élite du basket-ball français. Tout a débuté lors de la saison 2004-2005, en NM1. Le BBD tout juste promu depuis la saison 2003-2004, au premier échelon amateur du basket-ball français compte bien surprendre ses aînés. Boulazac joue une première fois contre le Limoges CSP Élite, en match amical, à Beaublanc. Limoges remporte le premier duel sur le score de 75 à 60. En championnat, les Limougeauds et les Boulazacois se neutralisent avec chacun une victoire et une défaite. Limoges remporte à Beaublanc lors de la phase aller sur le score de 76 à 64 et Boulazac gagne difficilement à l'Agora au match retour (93-88). Limoges loupe de peu la montée et voit Boulazac prendre l'ascenseur en Pro B, à la suite de sa première place. Ces deux équipes se retrouvent pour le premier match de la saison de Pro B, 2006-2007. Boulazac remporte facilement le duel (71-62). Limoges s'impose face à Boulazac lors de la dernière journée en s'imposant, 77 à 70. La saison suivante, Limoges qui vise cette fois-ci la montée en Pro A, s'impose largement au match aller (102-73) et au match retour (51-67). Cependant, le Limoges CSP n'arrive pas à rejoindre l'élite.
En 2008-2009, les supporters des deux clubs ont le droit à de nouveaux duels. Le 8 septembre 2008, lors de la phase préparatoire des deux équipes, une rencontre amicale est organisée dans la toute nouvelle salle omnisports de Boulazac, le Palio, inauguré pour l'occasion. Le CSP vient gâcher la fête des périgourdins en remportant une victoire sur le score de 78 à 74. En championnat, Limoges et Boulazac remportent respectivement tous deux une victoire à domicile,. Pour la saison 2009-2010, Limoges est clairement en regain de forme avec la descente de son principal rival, l’Élan béarnais. Boulazac perdra à deux reprises contre Limoges (aller à Beaublanc: 84-45; retour au Palio: 75-85). Le CSP retrouve lui la Pro A 6 ans après l'avoir quitté. Mais Limoges redescend en Pro B lors de l'exercice 2010-2011.
Le derby prend une autre dimension durant la saison 2011-2012 de Pro B. Limoges s'affirme très vite comme le favori de la compétition. Toutefois, Boulazac est le trouble fête du championnat. Un duel à distance débute en Pro B entre Boulazac et Limoges. La presse locale et nationale porte un certain intérêt à ce derby. Boulazac qui est alors co-leader avec Limoges peut prendre un avantage sur les Limousins en jouant le premier acte dans sa salle. L'engouement autour du derby dans le Périgord est sans précédent. Le Palio est plein pour le choc de la saison. Le vendredi 23 décembre 2011, dans une ambiance explosive, Boulazac prend l'avantage sur Limoges avec un écart de 4 points (86-82). Le CSP doit donc tenir ou attendre une défaite de Boulazac. Au match retour, Boulazac a toujours une victoire d'avance sur Limoges. Le 12 février 2012, devant les caméras de France 3 Limousin Poitou-Charentes, les cerclistes réussissent à vaincre Boulazac dans les derniers instants sur un panier de Sambou Traoré portant la marque à 75 à 74. Mais Boulazac conserve le goal-average. Il faudra attendre les dernières journées pour que Boulazac lâche du lest. Le 28 avril 2012, Limoges s'impose à Bourg et ne peut plus être rattrapé par Boulazac.

### Supporters

#### Le CSP Limoges et son public

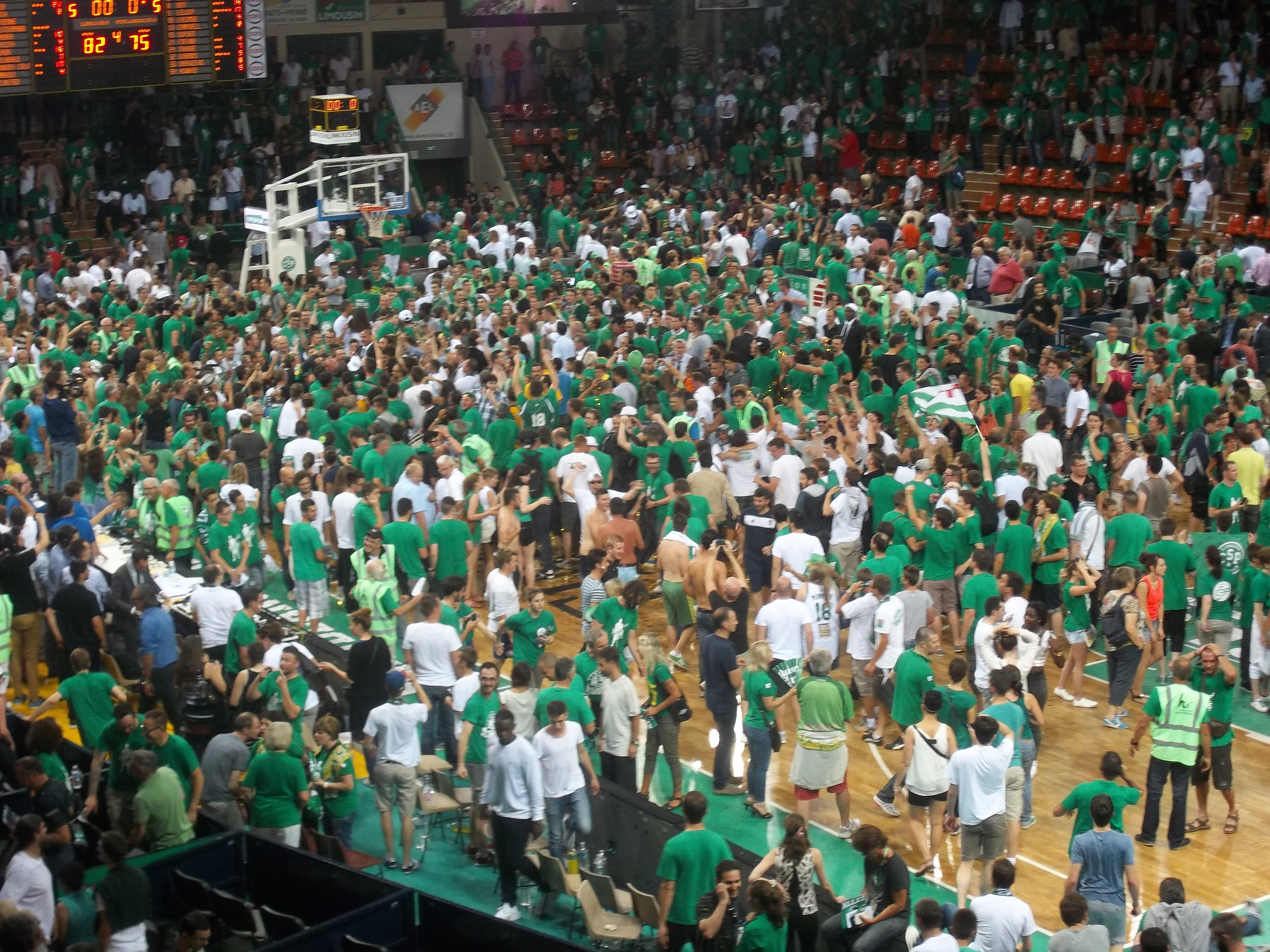
Le public de Beaublanc célèbre le 11e titre de champion de France du CSP (finale 2015).

En 1981 le CSP Limoges n'a pas encore obtenu de titre et n'évolue que depuis trois saisons dans l'élite alors appelée Nationale 1. Le club gravit les différents paliers dans la salle municipale des Sœurs de la Rivière, dont la capacité d'accueil est restreinte. Le public de la salle MU est bouillant. Le Limoges CSP a déjà un impact important. Au début des années 1980, les championnats nationaux de football et de rugby prennent un véritable essor sur les plans médiatiques et économiques. Ils deviennent les cartes de visites de bon nombre de villes. Seulement, pour diverses raisons, Limoges ne fait pas partie de ces agglomérations qui intéressent les investisseurs, ses clubs de football et de rugby n'ont pas les résultats escomptés,. La population de la région limougeaude est donc sevrée en sport de haut niveau. En Limousin, seule la ville de Brive tire son épingle du jeu avec le CA Brive puis les départements a coté avec la ville de Poitiers et son sport évoluant en Championnat de France masculin de volley-ball (Division 1) Alterna Stade poitevin Volley-Ball.

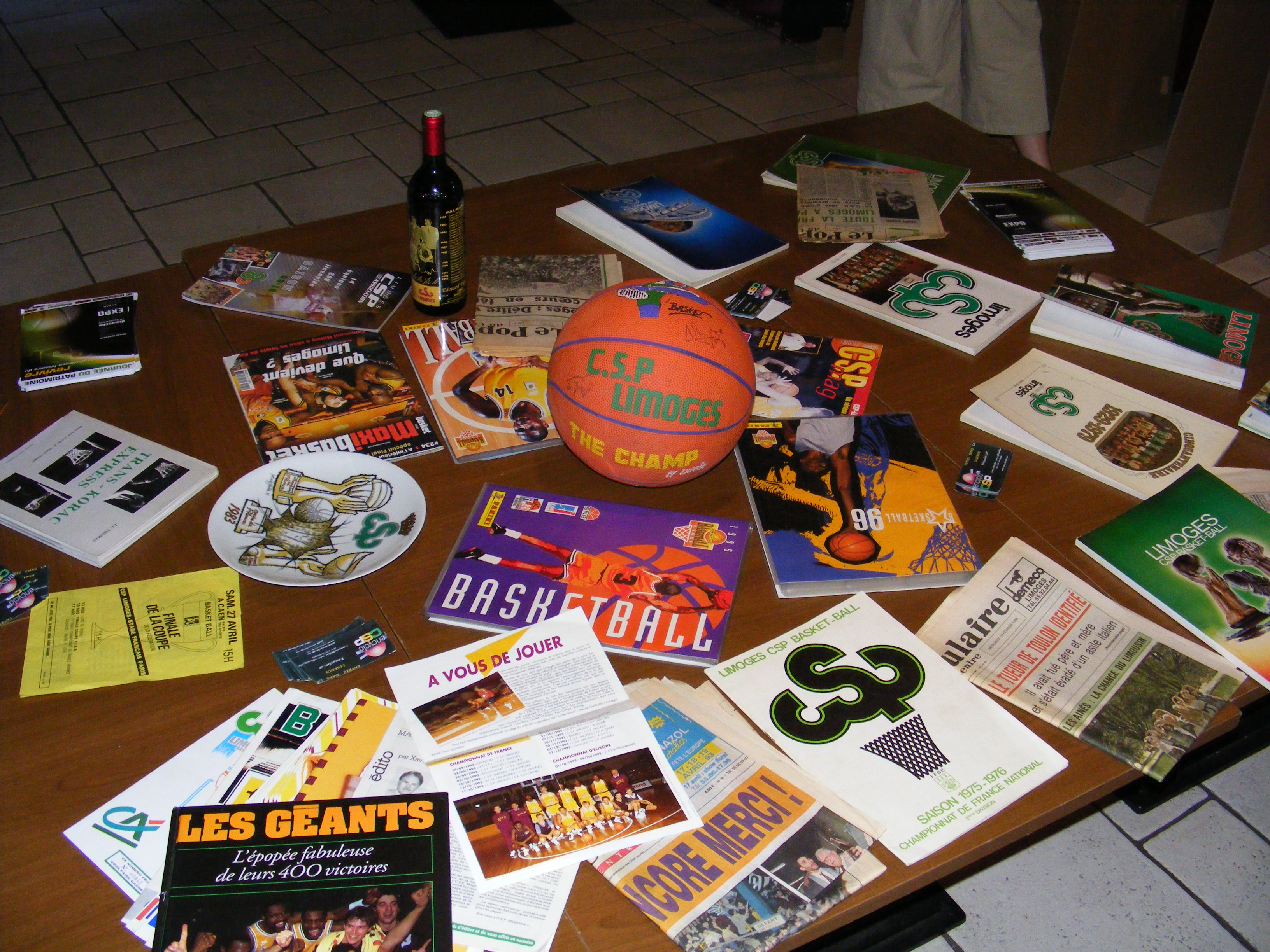
Différents objets sur le Limoges CSP.

De ce fait, le succès du CSP dans le basket-ball est vu, à Limoges, d'un très bon œil. Il permet de donner une certaine exposition à la ville, mais surtout, il justifie et légitime l'investissement dans un palais des sports, Limoges n'ayant pas encore de structures sportives et culturelles de grande dimension. Directement locataire principal des lieux, le CSP Limoges passe donc de la petitesse d'une salle municipale à la plus grande salle de basket-ball française. Cet événement ne passe pas inaperçu chez les habitants qui voient enfin, grâce à ce modeste club, une certaine reconnaissance de leur cité limousine. Un nouveau centre d'intérêt contemporain, une nouvelle fraîcheur, vient concurrencer, après des décennies, l'industrie vieillissante de la porcelaine. Spectacle et vecteur social, le basket-ball contribue au développement de la ville et plus largement à celui du département.
Dès la saison 1982-1983, le CSP Limoges devient pour la première fois champion de Pro A, et enchaîne ensuite avec deux autres sacres les années suivantes, gagnant au passage trois Tournois de la Fédération ainsi que deux Coupes Korac. Le fait d'être la première équipe française à remporter une épreuve européenne ne l'empêche pas d'en faire en plus le doublé. La population totalement conquise est fédérée grâce à son club, et le basket-ball devient un sport tout à fait particulier dans la ville bien qu'il ne soit pas très populaire en France. Limoges est, à cette époque, une sorte de microcosme où le sport qui draine les passions n'est ni le football ni le rugby mais le basket-ball, pourtant dépourvu de vedettariat et de diffusion médiatique. Il acquiert le statut de phénomène socioculturel. Le taux de remplissage de la salle est sans cesse plus important d'année en année et les records d'affluence pour un match de saison régulière et de coupe d'Europe en hexagone sont battus. Il semble que la solitude du CSP Limoges, malgré sa rivalité avec l'ÉBPLO (l'autre grand club de l'époque), dans le contexte français, participe en grande partie à l'importance accordé par le club au challenge européen. Celui-ci représentant, en quelque sorte, une certaine apothéose de considération,.
Cette période coïncide avec l'arrivée de la NBA à la télévision grâce à Canal+ en 1984. Michael Jordan et les Bulls de Chicago explosent la scène médiatique bien au-delà du sport. Les contrats records, notamment dans le vestimentaire, fleurissent et fabriquent des idoles planétaires. Ce climat propice permet d'accentuer la réputation du CSP Limoges et de rendre la population limousine davantage fière de son équipe. L'acmé de cette ferveur est atteint au début des années 1990 avec les campagnes européennes riches en succès. Une légende circule dans la ville comme quoi la salle de Beaublanc aurait accueillit plus de neuf mille spectateurs au printemps 1993 lors d'un match d'appui contre l'Olympiakós Le Pirée. Match qui a vu le CSP se qualifier pour le Final Four, guichets fermés, toutes les travées bondées, les escaliers remplis jusqu'aux cintres, des centaines de spectateurs debout entre les travées hautes et basses. Durant ces années, ce palais des sports voit défiler nombre de champions, en étant même le siège du premier All-star Game français en 1987.
Depuis lors, la fièvre du basket-ball à Limoges ne s'est jamais évaporée, même lors des rétrogradations pendant les saisons 2000, le public s'est toujours montré présent battant même le record d'affluence pour un match de NM1 avec plus de 6 000 spectateurs. En 2010, plus de 3 000 supporters se réunissent à Beaublanc pour suivre sur écran géant la belle entre l'Élan béarnais et Aix Maurienne pendant les playoffs en souhaitant la possible accession en Pro A du Limoges CSP, selon Frédéric Forte « c'est exceptionnel. Il n'y a qu'à regarder les tribunes, c'est magnifique. Quand on va réaliser ce qui s'est passé dans la salle… C'est juste magnifique. Tout le monde l'a dit au long de la soirée, mais la force de Limoges c'est ça. Les joueurs, les entraîneurs, les dirigeants, les présidents, on est tous éphémères dans l'histoire du club. Le public est toujours là lui ». Il représente d'ailleurs la meilleure fréquentation de Pro B et la neuvième Pro B et Pro A confondues. Au fil des années 1990 ce sport a trouvé ces lettres de noblesse en France avec des icônes tels que Richard Dacoury, Moustapha Sonko ou encore Yann Bonato et le CSP Limoges s'est progressivement ancré dans la légende du basket-ball français, voire Européen. Du reste, le succès du club dépasse aujourd'hui le cadre de sa ville natale. Il exerce une forte influence départementale qui s'estompe peu à peu sur l'ensemble du Limousin, une partie de la Charente et de la Dordogne. Le public se compose généralement de toute la diversité de la population limougeaude, soit d'anciens nostalgiques, de groupes de jeunes, de familles, d'invitations, d'amateurs de basket-ball (venant pour certains de toute la France ou même d'en dehors du continent Européen), et de personnalités limousines. Ce public, dévoué entièrement à la cause de son club, ne laisse aucune place à l'expression des visiteurs. Extrêmement chauvin et exigeant, les spectateurs qui le composent, remplissent la salle de chants et d'acclamations parfois virulentes mais toujours bon enfant. Cette ambiance est connue pour être une des plus impressionnantes de France et d'Europe,. Selon Stéphane Ostrowski, « il y a une ferveur qui n’existe nulle part ailleurs qu’ici », ajoutant « qu'à Limoges, on ne joue pas le maintien et [...] c’est unique ». Hormis les spectateurs traditionnels, les supporters du Limoges CSP sont organisés en plusieurs groupes.

#### Les associations de supporters du Limoges CSP

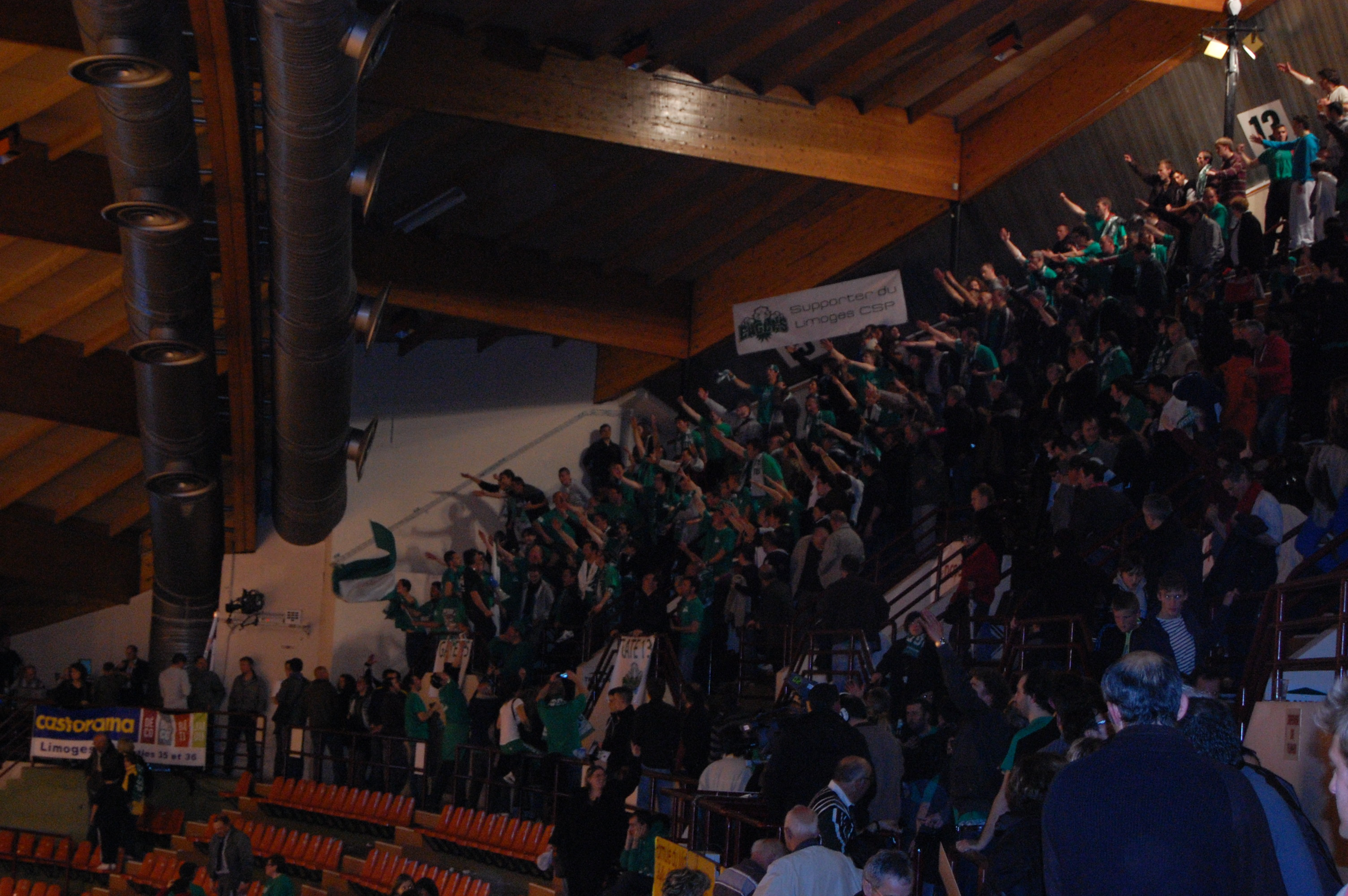
les Eagles, le plus emblématique des trois clubs de supporters du CSP Limoges.

C'est au début des années 1970 que l'on voit apparaître les premiers supporters du Cercle Saint-Pierre. Les premiers déplacements se font par voitures comme à Agen en 1974 où plus d'une centaine de supporters font le déplacement pour voir le CSP. En 1978, à l'occasion du match Nice-Limoges, le club organise un déplacement pour les supporters du L.C.S.P, plus de 200 supporters sont présents. La même année, les supporters soutiennent les joueurs du Limoges CSP lors de la finale aller à Nanterre face à Asnières (plus de 300 Limougeauds sont présents) et grâce aux supporters, les Cerclistes remportent un match important pour la montée en Nationale I. Mais il faut attendre les années 1980 pour voir surgir les premières grandes foules vertes. En 1982, le Limoges CSP organise un voyage en train sous l'impulsion du président des supporters du CSP de 1982 à 1987, Alain Krémeur, pour soutenir l'équipe Cercliste qui s'est hissée jusqu'en finale de la coupe Korac. Plus de 1200 supporters verts partent pour Padoue (Italie). C'est le temps des grandes aventures, le vin coule à flots et les chants des verts se font entendre dans toute la France et l'Europe. La finale de Coupe de Fédération de 1982 à Reims face à l'ASVEL draine autant de supporters Cerclistes dans les fameux wagons du CSP Limoges. Puis en 1983, le CSP se qualifie pour la finale de la coupe Korac, à Berlin. C'est encore plus de 1500 supporters qui déferlent sur Berlin. Les autres coupes de Confédérations ramènent toujours plus de supporters, chaque nouvelle édition battant les records. En 1988, lors de la finale coupe d'Europe des vainqueurs de coupe, les « Verts » sont plus de 6 000 à faire le déplacement jusqu'à Grenoble. Pour la saison 1992-1993, au moment où le CSP modifie ses couleurs, l'association se donne comme premier nom les « Yellow Boys ». Le groupe voyage partout en Europe et notamment en 1993, à Athènes, pour le compte de la finale de la Coupe d'Europe. En 1996, le groupe reçoit de la part de l'Association Nationale des Clubs de Supporters le trophée de meilleurs supporters de France.
Lors de la saison 1995-1996, un nouveau club de supporters surgit : les « Granatas Korps ». Ce groupe se veut proche de la culture Ultras, sans pour autant être totalement l'équivalent des Ultras du football. Il va durer jusqu'en 1997, date à laquelle il est contraint de se dissoudre à la suite de nombreux incidents intervenus en déplacement.
Les « Yellows Boys » quant à eux, forts d'une centaine de membres, continuent de subsister. Au fil du temps, les femmes devenant plus nombreuses que les hommes, la décision est prise d'enlever le déterminisme « Boys ». Ce club de supporters s'autofinance par la cotisation de ses adhérents et ne reçoit aucune subvention. À la suite du dépôt de bilan de 2004, les couleurs changent de nouveau. Les « Yellow » deviennent alors les « Phénix ». Aujourd'hui, il compte environ une quarantaine d'abonnés pour une centaine de membres, et presque autant de donateurs.
Malgré son activité, l'animation en tribune se ternit et se raréfie quelque peu. Un nouveau groupe fait son apparition : les « Eagles ». Cette association est créée en 2007 à l'initiative de supporters Cerclistes désireux de voir le Palais des sports de Beaublanc retrouver ses ambiances survoltées des années 1980 et 1990. Forts de plus de trois cent membres, ces derniers soutiennent leur équipe du Limoges CSP que ce soit à Beaublanc ou à l'extérieur.
Enfin, une troisième association, proche du club, nommée les « Z'abonnés », cherche à fédérer les passionnés dispersés ici et là en organisant des soirées d'après match et certains déplacements.
En 2012, les Eagles connaissent une scission avec le détachement des Ultras, qui créent un nouveau club de supporter : les Ultras Green, encadrés par des anciens du « Granatas Korps ».

### Patrimoine

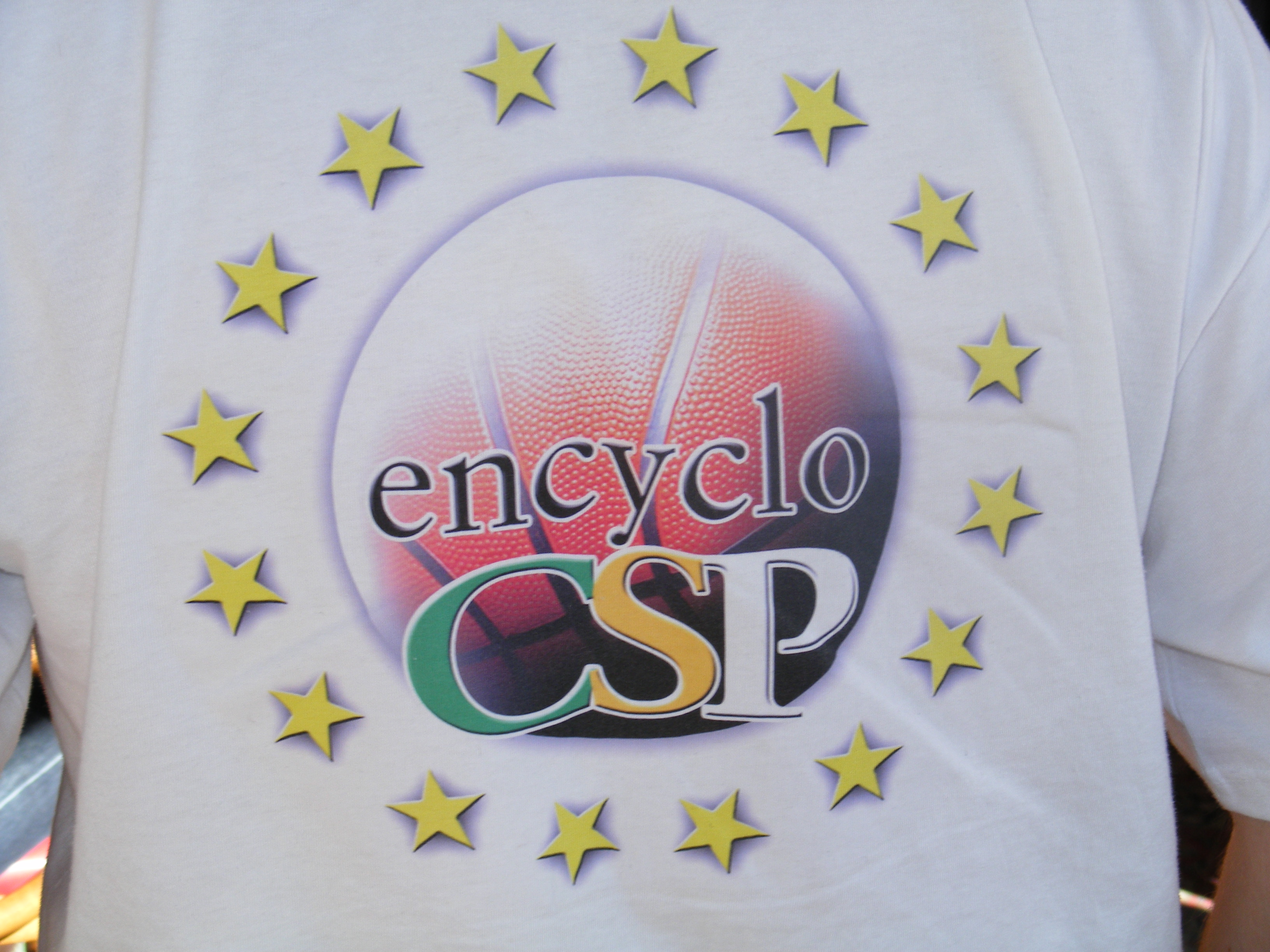
T-shirt représentant le logo d'EncycloCSP.

En marge du club, l'association EncycloCSP formée par un ensemble de passionnés, réunit et collectionne les articles de presse, les statistiques, les objets en tout genre, les vidéos de match, les photographies et les entretiens, enfin tout ce qui forme l'univers et l'histoire du Limoges CSP. À l'occasion des quatre-vingt ans du CSP, ils sont parmi les premiers (l'AS Berck a eu le droit à son exposition durant les années 1990) avec CSP Association, à organiser une exposition sur un club de basket-ball en France,. Mis à part Encyclocsp, le patrimoine du Limoges CSP est mis en valeur par la presse, internet (comme le site consacré à Don Collins et les livres).

### Relations avec les médias

#### Presse écrite

L'Équipe

Le Limoges CSP est couvert très largement par la presse écrite. Le Populaire du Centre, La Montagne et L'Écho du Centre sont les journaux régionaux qui traitent quotidiennement dans leurs colonnes de l'actualité du CSP. La presse spécialisée de Basket-ball comme Maxi-Basket et Basket News relayent très souvent des informations concernant le Cercle Saint-Pierre.
À l'échelle nationale, le grand quotidien du sport, L'Équipe, a souvent mis en avant le CSP Limoges dans ses Unes.
Enfin, le club, publie un magazine à chaque match s’appelant CSP MAG (BeaublancNoir auparavant dont le premier magazine date de 1978). Son directeur de publication est le président du Limoges CSP.

#### Internet
Sur internet, des sites se consacrent, ou se sont consacrés, à l'actualité du Cercle Saint-Pierre tels que Beaublanc.com, csplim (premier site internet concernant le CSP Limoges (1998) ou encore BasketZone (la Zone du CSP Limoges, disparue depuis 2006) au début des années 2000. Par ailleurs, les sites de supporters sont aussi très actifs sur la toile. Enfin, plusieurs forums, tels 5e quart temps, sont exclusivement consacrés au CSP, ou en font leur sujet principal. Le club possède pour sa part son propre site internet.

#### Télévisions et Radios

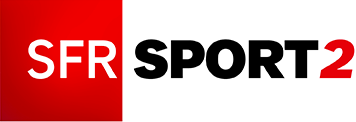
SFR SPORT 2

Depuis les grands succès sur la scène nationale et européenne, la radio et la télévision sont des acteurs importants de la vie du club. Au niveau local, France 3 Limousin (télévision) et France Bleu Limousin, Flash FM suivent le CSP Limoges pendant toute la saison (avec un intermède assuré par Radio Trouble Fête à la radio de 2004 à 2007). Par ailleurs, des émissions radios sont consacrés au Limoges CSP. En 2006, RTF a créé, la première émission radio (Limoges Allez) suivant l'actualité du CSP Limoges. Mais elle ne survit pas. Depuis 2010, une nouvelle émission radio fait son apparition. Il s'agit de Bleu Blanc vert animé par Jerome Ostermann, journaliste à France Bleu Limousin. Sur le plan national, France 2, Canal+ ont été des partenaires du Cercle Saint-Pierre pendant de nombreuses années. Pour la saison 2020-2021, les matchs de première division sont diffusés sur La chaîne L'Équipe et sur la plateforme LNB TV. 
Depuis la saison 2024-2025, le Limoges CSP ainsi que le championnat de France sont diffusés sur DAZN. 

## Structures du club

### Infrastructures

#### Salles et affluence

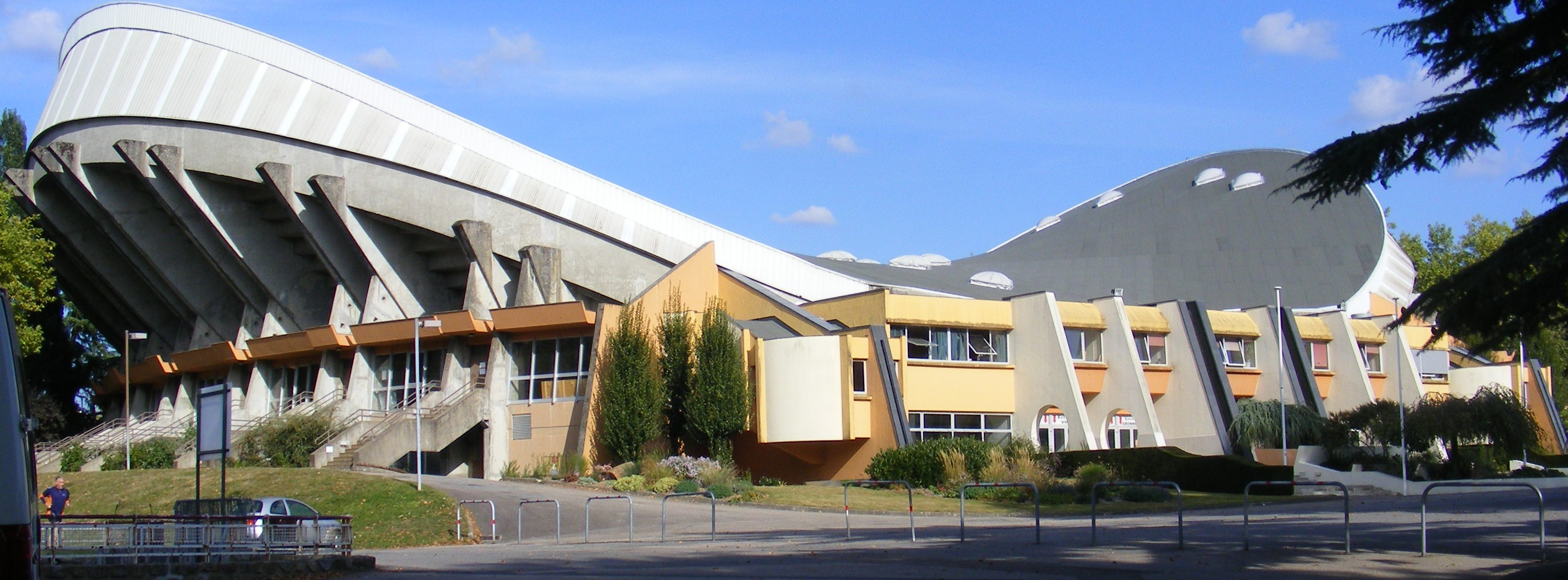
Une vue du Palais des sports de Beaublanc.

La première salle du club, située dans les années 1930 en centre-ville à proximité de la place de la République, est la salle du patronage de la paroisse Saint-Pierre-du-Queyrois. En 1960, Roger Constant dote le Cercle Saint-Pierre d'un nouveau terrain aux Coutures, dans un quartier populaire et ouvrier situé près de la gare des Bénédictins. Dans les années 1970, le Cercle joue dans la Salle municipale des Sœurs de la Rivière. Cette salle, dont la structure comporte des piliers métalliques peints en vert et des tribunes en bois, est le témoin de la montée d'une division à l'autre du CSP. Elle est la salle du club lors des trois premières saisons en Nationale I. Si elle subit des améliorations qui permettent de porter sa capacité de 1100 à 1 900 places, il n'est pas rare que l'affluence dépasse ce chiffre, et atteigne parfois plus de 2 000 spectateurs. À la fin d'une réunion, Albert Chaminade, le Président de la Région Fédérale (jusqu’en décembre 1973), Paul Parbelle pour la Municipalité adjoint au maire de Limoges de (1971-1993) et en compagnie de inspecteur Carné, inspecteur départemental jeunesse et sport, ont évoqué quant à eux, « les possibilités d’un Palais des Sports, ou plus modestement de couvrir les terrains de basket de Beaublanc » toutefois, le journaliste du quotidien communiste, André Clavé estime que « la salle municipale est largement suffisante » pour l’instant.
L'érection d'un Palais des sports digne du niveau atteint par le CSP est envisagé dès l'année 1975 par le conseil municipal de Limoges et l'entremise d'Albert Chaminade né en 1912 et mort en 2009 qui a été à l'œuvre pour couvrir le palais et agrandir le terrain de basket et qui à soutenu le projet au maire communiste Georges Guingouin, qui dans l'histoire a été le libérateur de la Libération de Limoges le 21 août 1944 sous Occupation de la France par l'Allemagne pendant la Seconde Guerre mondiale durant lequel l'Allemagne nazie occupe militairement la France métropolitaine. Léon Betoulle puis au maire de (1956-1990), Louis Longequeue. Le maire sollicite le préfet de Région afin d'inscrire ce projet au VIIe Plan. En 1978, les parties se mettent d'accord sur l'emplacement et retiennent le site de Beaublanc. Le projet est confié à deux architectes, MM. Rauby et Maury. Les premiers coups de pioches sont donnés en mars 1980. L'inauguration du Palais des sports de Beaublanc se fait le 30 novembre 1981, en présence du ministre de la Défense, Charles Hernu, du vice-président du Sénat, Robert Laucournet, du maire de Limoges, Louis Longequeue, et du maire de Villeurbanne et Albert Chaminade. Lors de cette inauguration le CSP remporte son premier match joué à Beaublanc, face à Villeurbanne. La salle compte aujourd'hui 5 516 places assises. 500 places debout viennent s'y ajouter lors des grandes occasions, portant la capacité totale à plus de 6 000 places. Cependant, lors des grandes joutes européennes, la capacité officielle de la salle aurait été largement dépassée, avec 8, voire 9000, spectateurs.
En 2011, l'affluence moyenne au stade Beaublanc est de 5 000 spectateurs. En NM1, elle était de 3 500.
Même en ProB, de nombreux matchs, dont celui contre Boulazac atteignent la capacité maximale de Beaublanc et se déroulent à guichets fermés, la totalité des places étant vendue à l'avance.
En 2016, devant le Palais des sports esplanade Albert Chaminade (1912-2009), est inauguré en hommage au joueur, au dirigeant et à l'arbitre national et international de basket de la région,.
Malgré les soucis avec la direction du club , Beaublanc affiche cette saison  sa plus grosse affluence moyenne depuis la saison 2014-2015,
Projet lancé par la Ville de Limoges et son maire Emile-Roger Lombertie.
Le 3 Juillet 2025, les travaux d’extension du parc de Beaublanc ont débuté. Le projet prévoit deux nouvelles salles, une maison des sports modernisée et un vaste pôle multimodal géré par Limoges Métropole le coût des travaux est estimée à 70 Millions € Hors Taxes début de la première période de travaux jusqu'en 2027 puis 2027 à 2029.
| saison    | Affluence moyenne |
| --------- | ----------------- |
| 1992-1993 | ?                 |
| 1993-1994 | 3 577             |
| 1994-1995 | 4 062             |
| 1995-1996 | 3 807             |
| 1996-1997 | 3 100             |
| 1997-1998 | 3 200             |
| 1998-1999 | 3 348             |
| 1999-2000 | 3 317             |
| 2000-2001 | 3 129             |
| 2001-2002 | 3 459             |

| saison    | Affluence moyenne |
| --------- | ----------------- |
| 2002-2003 | 3 224             |
| 2003-2004 | 3 258             |
| 2004-2005 | ?                 |
| 2005-2006 | 3 500             |
| 2006-2007 | 3 340             |
| 2007-2008 | 3 465             |
| 2008-2009 | 3 557             |
| 2009-2010 | 4 340             |
| 2010-2011 | 4 517             |
| 2011-2012 | 4 665             |

| saison    | Affluence moyenne |
| --------- | ----------------- |
| 2012-2013 | 5 053             |
| 2013-2014 | 5 019             |
| 2014-2015 | 4 817             |
| 2015-2016 | 4 700             |
| 2016-2017 | 4701              |
| 2017-2018 | 4608              |
| 2018-2019 | 4568              |
| 2019-2020 | 4510              |
| 2020-2021 | ?                 |
| 2021-2022 | 3 901             |

| saison    | Affluence moyenne |
| --------- | ----------------- |
| 2022-2023 | 4 310             |
| 2023-2024 | 4 991             |
| 2024-2025 | 4450              |

#### Siège social
Au début des années 1980, les dirigeants Limougeauds n'ont toujours pas un véritable siège social. C'est chose faite, en septembre 1986, avec l'achat de locaux au 90 avenue de Louyat. Le siège de l'avenue de Louyat est le siège social du CSP Limoges jusqu'en 2000. Jean-Claude Biojout apporte une innovation, en proposant des produits marketing. En 2002, sous l'impulsion du nouveau président, Jean-Pierre Karaquillo, le CSP Limoges s'installe au 2 rue Fitz-James, mais, en 2004, le Cercle Saint-Pierre met la clé sous la porte. Toutefois, Limoges repart en NM1 lors de la saison 2004-2005. Il faut donc retrouver un siège social. Frédéric Forte opte pour Beaublanc (23, boulevard de Beaublanc), le temps que le club s'installe au plus haut-niveau. Avec la montée en Pro A (2010), le CSP fait l’acquisition de locaux rue Haute-Vienne. Le 22 septembre 2011, le Limoges CSP dévoile ses nouveaux locaux, ainsi que ses nouvelles couleurs (vert et blanc).
En juillet 2023 dans une volonté de se rapprocher de Beaublanc, de fournir de meilleures conditions d’accueil et de travail à ses collaborateurs et enfin de profiter d’une opportunité pour le club, le Limoges CSP quitte le 2 Rue Haute-Vienne pour le 51 Rue Descartes.

#### Le centre de formation

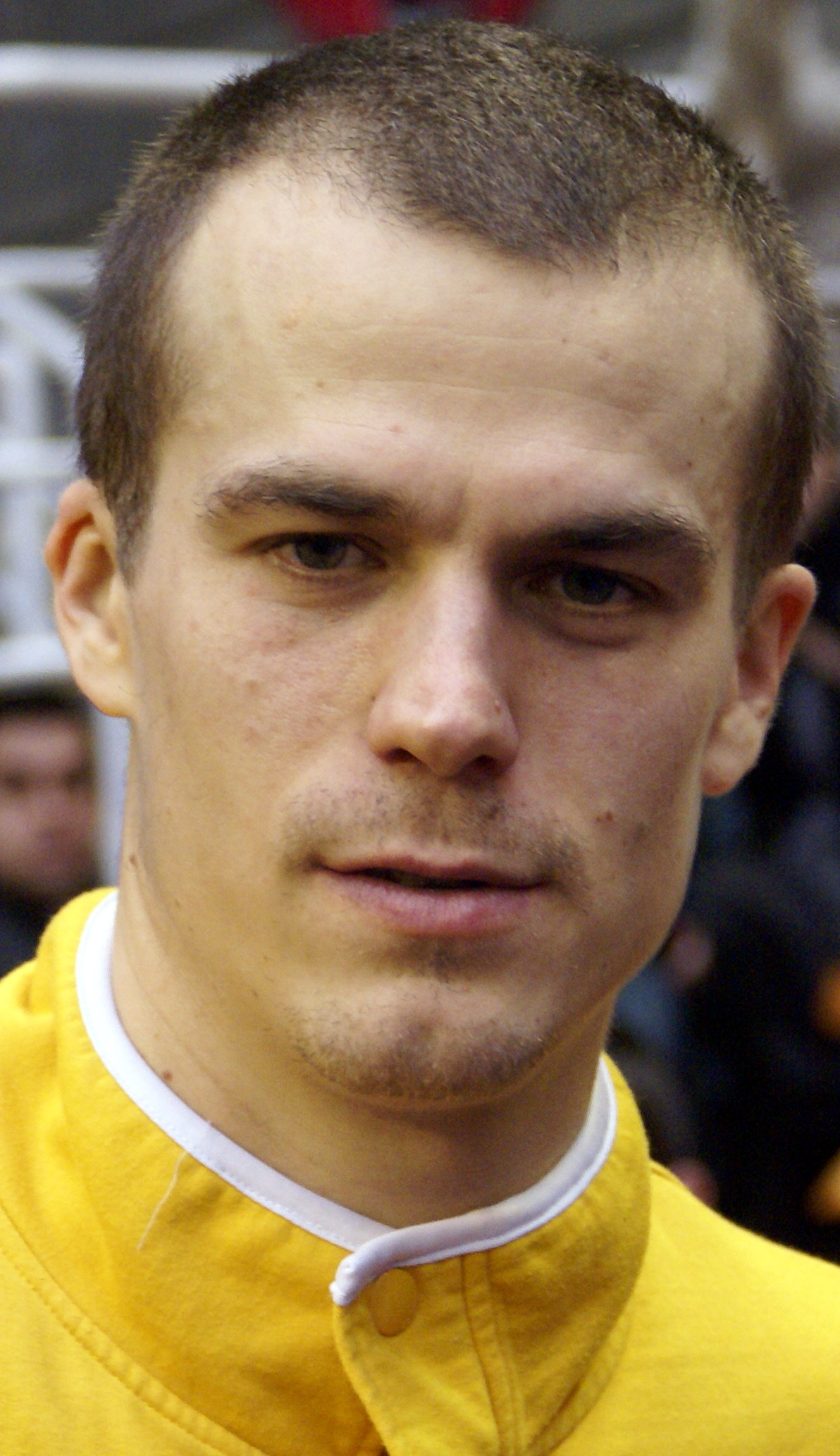
Stéphane Dumas.

Depuis la saison 1984-1985, il existe un championnat espoir. Tous les clubs de N1A et N1B se dotent d'un centre de formation. Lors de la saison 1985-1986, le Limoges CSP remporte le championnat espoir grâce à des joueurs comme Olivier Hanquiez, Hugues Occansey, Patrick Soquet, Émile Popo, Franck Butter ou encore Jean-Philippe Blanchet. Jimmy Vérove, issu du centre de formation, s'impose dans l'équipe première et devient champion d'Europe en 1993.
En 2000-2001, le CSP décroche un titre de champion de France espoir Pro B. Si Limoges forme très peu de futur professionnel, il voit l'éclosion de joueurs comme Frédéric Weis et Stéphane Dumas. Jusqu'en 2004, le Limoges CSP possède un centre de formation. Depuis, seulement les équipes de Pro A ont l'obligation d'avoir une équipe espoir. Il faudra attendre le retour du club en Pro A, lors de la saison 2010-2011, pour enfin revoir une équipe espoir à Limoges.
Le centre de formation est aujourd'hui sous la direction de Olivier Chaume et entraîné par Matthieu Donnard.
Le 13 août 2025, le Limoges CSP officialise le départ d’Olivier Chaume, directeur du centre de formation depuis 2019. Il est remplacé à ce poste par Marielle Fassier.
Côté staff, le Limoges CSP officialise le départ d’Adrien Demiselle, arrivé en 2022 comme entraîneur principal des U18 et assistant de l’équipe Espoirs, qui rejoint l’Élan Béarnais en tant qu’assistant coach. Pour lui succéder, le club accueille l’Espagnol Dani Ayora Urrutia au sein de son centre de formation, où il jouera un rôle clé dans le développement des jeunes talents.
Côté joueurs, le club annonce la prolongation jusqu’en 2028 de l’enfant du club, Noam Masdieu-Reynaert, qui sera prêté cette saison en Nationale 1 au Lyonso avant de revenir briller sous le maillot limougeaud.

#### L'Association du Limoges CSP
Le Limoges CSP Association qui assure des manifestations sportives, notamment chez les enfants. Elle positionne des équipes jeunes au plus haut niveau national (cadet France, minime France, etc.) mais aussi possède une équipe qui joue en NM3 composés de jeunes joueurs en provenance du centre de formation et de joueurs provenant des divisions amateurs françaises. Dans les années 1980-1990, l'Association CSP Limoges a eu une équipe féminine. L'Association CSP Limoges est indépendant du club professionnel. Cependant, un bon nombre des licenciés aident le club professionnel pour la sécurité notamment. Ils sont tous bénévoles. En 2007-2008, l'Association compte plus de 16 équipes, 320 licenciés, 7 arbitres et 9 officiels de table de marque. L'Association reçoit des subventions de la municipalité et des partenaires. Elle est présidée par Xavier Bonnafy depuis 2022. La section amateur du Limoges CSP est un dernier éléments de l'ancien patronage du Cercle Saint-Pierre.

### Aspects juridiques, économiques et financiers

#### Statut juridique et légal
Depuis 2007, l'équipe professionnelle est gérée par une société anonyme sportive professionnelle (SASP), dont la raison sociale est Limoges CSP SASP. Son capital social est de 1 154 000 €. Elle gère également, en sus de l'équipe professionnelle, le centre de formation. Par ailleurs, la SASP mène et soutient des actions auprès des Limousins, avec ses partenaires.

#### Organigramme
La SASP possède un Conseil de surveillance qui a pour rôle de veiller au bon fonctionnement du club. Présidé par Céline Forte, le Conseil de surveillance n'intervient pas dans l'exécutif, et n'existait pas durant les décennies 1980 et 1990.
La SASP possède un Directoire qui a pour rôle de diriger le club. Il est présidé par Didier Jamot.

#### Partenaires

Le Crédit agricole, l'un des premiers sponsors de renom du CSP.

Le Cercle Saint-Pierre a été très actif dans la recherche des partenaires dès le début des années 1970. Au départ, les partenaires du Limoges CSP étaient composés de PME. Ces partenaires sont démarchés bénévolement par les membres du club. Le CSP est donc soutenu par une multitude d'entreprises familiales. À la suite de la montée en N1 (1978), le CSP prend un virage décisif avec les venues de sponsors de renom comme la Caisse Régionale du Crédit Agricole, dirigé alors par Philippe Pieru. Les triomphes des années 1980 renforcent, à l'échelle nationale, l'image de marque du Limoges CSP. Ainsi, l'équipementier Adidas rentre dans la vie des verts. Dans les années 1990, les sponsors à dimension internationale font leurs apparitions à Limoges (Nike, Opel). Les partenaires aident largement les cerclistes dans l'aboutissement de leurs objectifs. En 1993, Nike et Casino deviennent des sponsors incontournables au moment du titre de champion d'Europe. La décennie des années 1990 est marquée par le slogan: Limoges c'est Géant, associant l'image du Limoges CSP à la chaîne d'hypermarchés, Géant-Casino. L'exposition médiatique permet aux partenaires d'être exposés en Europe et France. En 2004, à la suite du dépôt de bilan, le Limoges CSP Élite (NM1), dirigé par Frédéric Forte essaye de renouer avec les partenaires historiques déçus par les résultats et en trouve de nombreux nouveaux. Aujourd'hui, le Limoges CSP SASP propose une panoplie de prestation pour ses partenaires comme les prestations de visibilité (sponsoring tenues, panneautique LED, digital, etc), prestations d'hospitalité avec réceptifs VIP et prestations d'événementiels soir de match et hors match.
Lors de la saison 2019-2020, le CSP compte plus de 350 partenaires assurant la pérennité financière du club. Par ailleurs, les partenaires sont regroupés dans l'association LIMOGES CSP ENTREPRISE, présidé par Jean Luc Gautier

#### Budgets
Sur ce tableau, figure ci-dessous, les budgets du Limoges CSP, à partir de l'exercice 1992-1993 :
| saison    | Budget total                        |
| --------- | ----------------------------------- |
| 1992-1993 | 42,80 puis 63,00 millions de francs |
| 1993-1994 | 39,00 millions de F                 |
| 1994-1995 | 42,00 millions de F                 |
| 1995-1996 | 47,10 millions de F                 |
| 1996-1997 | 39,50 millions de F                 |
| 1997-1998 | 34,50 millions de F                 |

| saison    | Budget total        |
| --------- | ------------------- |
| 1998-1999 | 32,00 millions de F |
| 1999-2000 | 30,50 millions de F |
| 2000-2001 | 15,00 millions de F |
| 2001-2002 | 20,00 millions de F |
| 2002-2003 | 4,1 millions d’€    |
| 2003-2004 | 3,80 millions d’€   |

| saison    | Budget total       |
| --------- | ------------------ |
| 2004-2005 | 1,00 million d’€   |
| 2005-2006 | 1,00 million d’€   |
| 2006-2007 | 1,80 million d’€   |
| 2007-2008 | 2,480 millions d’€ |
| 2008-2009 | 2,424 millions d’€ |
| 2009-2010 | 2,366 millions d’€ |

| saison    | Budget total      |
| --------- | ----------------- |
| 2010-2011 | 3,50 millions d’€ |
| 2011-2012 | 2,40 millions d’€ |
| 2012-2013 | 4,00 millions d’€ |
| 2013-2014 | 4,60 millions d’€ |
| 2014-2015 | 7,20 millions d’€ |
| 2015-2016 | 7,67 millions d’€ |

| saison    | Budget total       |
| --------- | ------------------ |
| 2016-2017 | 5,49 millions d’€  |
| 2017-2018 | 6,15 millions d’€  |
| 2018-2019 | 7,29 millions d'€  |
| 2019-2020 | 7,11 millions d'€  |
| 2020-2021 | 6,267 millions d'€ |
| 2021-2022 | 6,243 millions d'€ |
| 2022-2023 | 6,520 millions d'€ |
| 2023-2024 | 6,123 millions d'€ |
| 2024-2025 | 5,41 millions d' € |